# Ulm

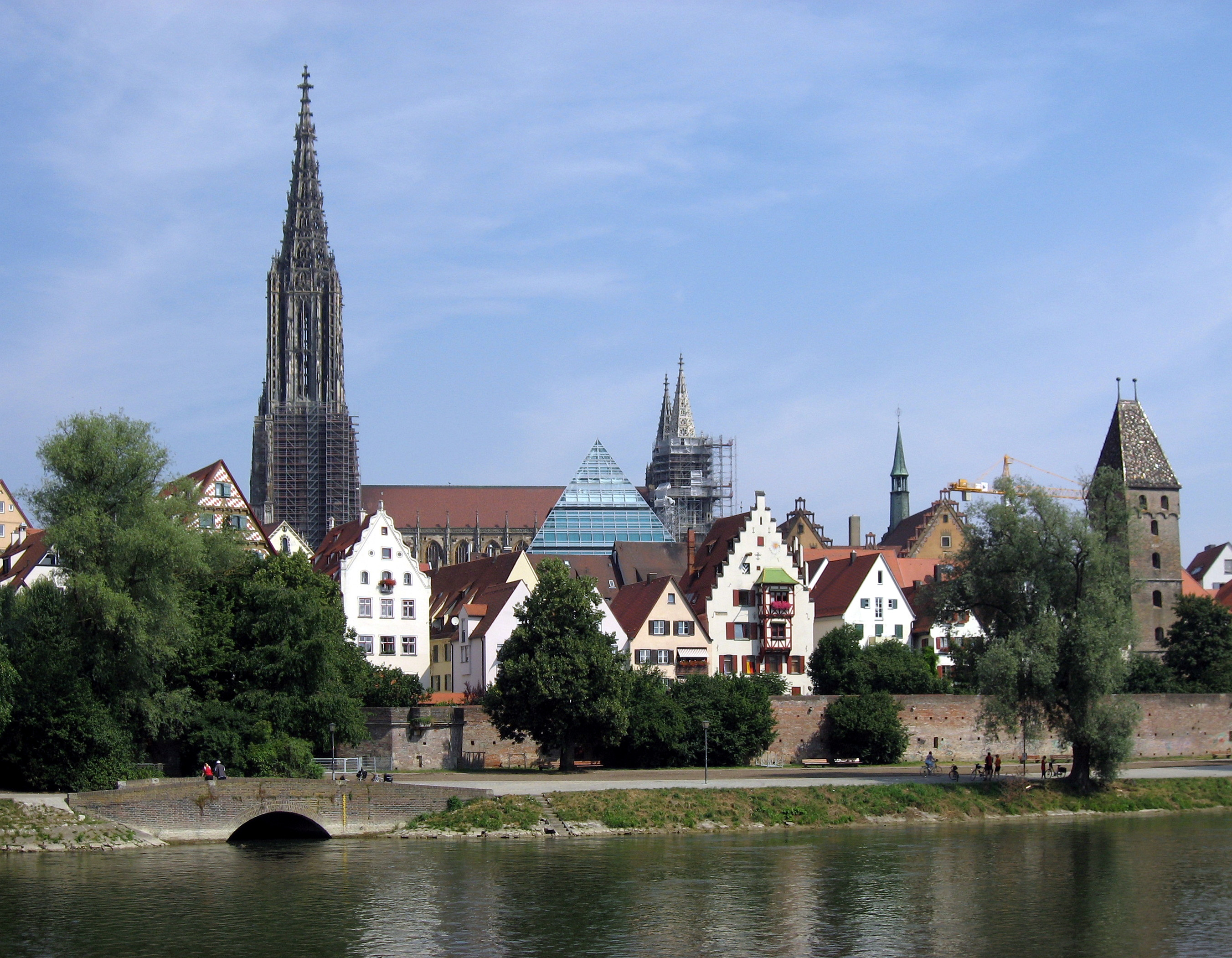
Ansicht der Altstadt vom rechten Donauufer

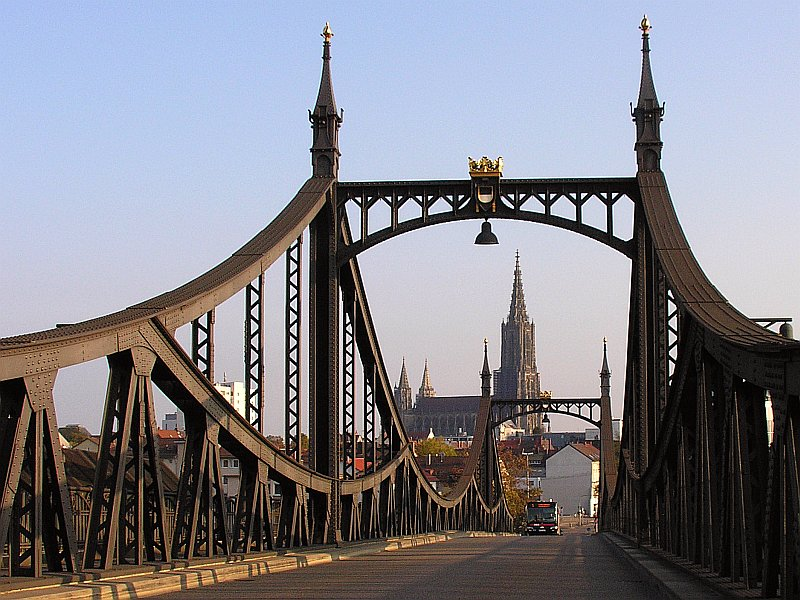
Blick auf Ulm: Neutorbrücke mit dem Ulmer Münster

Ulm [ʊlm] ⓘ ist eine Großstadt mit 129.882 Einwohnern (31. Dezember 2024) in Baden-Württemberg. Die Universitätsstadt liegt an der Donau am südöstlichen Rand der Schwäbischen Alb und am nördlichen Rand Oberschwabens an der Grenze zu Bayern. Die Stadt bildet einen eigenen Stadtkreis und ist Sitz des Landratsamts des angrenzenden Alb-Donau-Kreises.
Ulm ist nach dem Landesentwicklungsplan Baden-Württemberg eines von insgesamt 14 Oberzentren des Landes und bildet mit Neu-Ulm eines der länderübergreifenden Doppelzentren Deutschlands mit  191.722 Einwohnern (Stand Dezember 2023). Diese Beziehung wird auch als Doppelstadt oder Zweilandstadt bezeichnet, weil der eine Teil in Baden-Württemberg und der andere in Bayern liegt.
Ulm ist die größte Stadt im Regierungsbezirk Tübingen und in der Region Donau-Iller, zu der auch Gebiete des bayerischen Regierungsbezirks Schwaben gehören.
Die Stadt ist bekannt für ihr gotisches Münster, dessen Kirchturm mit 161,53 Metern der höchste der Welt ist. Weiterhin bemerkenswert ist die lange bürgerliche Tradition Ulms mit der ältesten Verfassung einer deutschen Stadt und einem Stadttheater, dessen Anfänge bis ins Jahr 1641 zurückreichen. In der Vergangenheit war Ulm Ausgangspunkt der Auswanderung der Donauschwaben, die mit sogenannten Ulmer Schachteln auf der Donau in ihre neuen Siedlungsgebiete im Südosten Europas fuhren.
Ulm, erstmals am 22. Juli 854 urkundlich genannt, war Königspfalz und Reichsstadt, ab 1802 bayerisch, seit 1810 württembergisch, nach 1945 württemberg-badisch und seit 1952 baden-württembergisch. Seit 1810 ist Ulm getrennt von seinem ehemaligen Gebiet rechts der Donau, das bei Bayern blieb und auf dem sich die Stadt Neu-Ulm entwickelte.
Berühmte Persönlichkeiten sind beispielsweise der in Ulm geborene Albert Einstein (1879–1955), die Widerstandskämpfer Hans (1918–1943) und Sophie Scholl (1921–1943), die ab 1932 in Ulm aufwuchsen, sowie die Schauspielerin Hildegard Knef (1925–2002), die in Ulm geboren wurde, und der deutsche Gestalter und Grafikdesigner Otl Aicher (1922–1991), der in Ulm geboren wurde und aufwuchs.
Ulm gilt im Jahr 2024 laut Prognos als lebenswerteste Stadt in Deutschland.

## Geographie

### Geographische Lage
Die Stadt Ulm liegt auf einer mittleren Höhe von 479 m ü. NN (Messpunkt: Rathaus). Das Stadtgebiet ist geographisch reich gegliedert und reicht von 459 m ü. NN (Donauufer) bis 646 m ü. NN (Salenhauwald bei Eggingen). Das historische Stadtzentrum liegt ungefähr zwei Kilometer unterhalb (östlich) der Einmündung der Iller an der Mündung der Blau in die Donau. Die Stadt liegt am südlichen Rand der Ulmer Alb (Teil der mittleren Flächenalb) und der Hochfläche des durch das ehemalige Tal der Urdonau (Blau-, Ach- und Schmiechtal) hiervon nach Süden abgetrennten, sogenannten „Hochsträß“. Die durch kleinere oder größere Täler voneinander abgetrennten Erhebungen von Hochsträß und Alb (von West über Nord nach Ost: Galgenberg, Kuhberg, Roter Berg (Hochsträß), Eselsberg, Kienlesberg, Michelsberg, Gaisenberg, Safranberg (Ulmer Alb)) umgeben im Westen, Norden und Osten das Stadtzentrum. Im Süden wird es vom Lauf der Donau begrenzt.
Das Stadtgebiet Ulms erstreckt sich größtenteils nördlich der Donau, die hier für einige Kilometer die Landesgrenze zwischen den Bundesländern Baden-Württemberg und Bayern mit der am südlichen Donauufer gelegenen bayerischen Schwesterstadt Neu-Ulm bildet. Im Westen und Norden erstreckt sich das Stadtgebiet mit den Teilorten Harthausen, Grimmelfingen, Einsingen, Ermingen, Allewind und Eggingen über die Hochflächen des Hochsträß, mit Lehr, Mähringen und Jungingen über die Hochflächen der Ulmer Alb. Westlich des Stadtzentrums liegt der Teilort Söflingen südlich der Blau am Rande des Hochsträß. Der Teilort Böfingen schließt nordöstlich an das Stadtzentrum an und liegt an den Hängen der Alb nördlich der Donau. Lediglich oberhalb der Mündung der Iller in die Donau erstreckt sich das Stadtgebiet Ulms mit den Stadtteilen Wiblingen, Gögglingen, Donaustetten und Unterweiler auf die südwestlich von Donau und Iller gelegenen Flussauen und Schwemmterrassen der Donau und Iller.

### Flächenaufteilung
Nach Daten des Statistischen Landesamtes, Stand 2015.

### Historische Geographie
Aus dem Umland von Ulm liegen bedeutende Funde des Paläolithikums vor, so einerseits beim benachbarten Blaubeuren und zum anderen einige Kilometer nördlich von Ulm im Lonetal (zum Beispiel in der Vogelherdhöhle). Sie weisen darauf hin, dass die Gegend am Rand der Alb zu Zeiten der Jäger und Sammler einen interessanten Lebensraum bot. Im Neolithikum war das Hochsträß schon früh besiedelt (z. B. Ulm-Eggingen); aus Ulm selbst gibt es Funde aus einer jüngeren Phase des Neolithikums. Eine nicht zu unterschätzende Rolle für die Entwicklung der Stadt Ulm als Verkehrsknotenpunkt haben der Verlauf der Flüsse Donau und Iller und der zwischen Ulm und Geislingen leicht zu bewältigende Übergang über die Schwäbische Alb durch die von Süden und Norden weit in die Albhochfläche einschneidenden Flusstäler von Blau, Kleiner Lauter, Lone, Brenz, Kocher und Fils.
Die unweit vom südlichen Ufer der Donau in der Nähe von Ulm zwischen dem römischen Kastell Unterkirchberg, dem Kleinkastell Burlafingen bzw. dem Kleinkastell Nersingen verlaufende Römerstraße, die heute von Historikern Donausüdstraße genannt wird, der nach Norden abzweigende Römerweg ins Filstal zu dem Kastell Urspring (Kastell Ad Lunam) und der dichte Nachweis römischer Fundplätze und Gutshöfe in der Ulmer Umgebung lassen die strategisch wichtige Lage des Ulmer Gebietes im Hinterland der militarisierten Grenzlinie des Limes bis zum Limesfall um das Jahr 260 n. Chr. erkennbar werden. Von 15 v. Chr. bis etwa 100 n. Chr. und dann wieder nach dem Limesfall von 260 n. Chr. bis etwa 500 n. Chr. (Donau-Iller-Rhein-Limes) bildete das Ulm gegenüberliegende Donauufer die Nordgrenze des Römischen Reiches. Die Landesgrenze zwischen Bayern und Württemberg verläuft im Ulmer Raum genau dort, wo schon vor über 2000 Jahren die Grenze zwischen dem Imperium Romanum und dem unbesetzten Germanien (Germania Magna) verlief.
Die aus dem 6. und 7. Jahrhundert stammenden, teils mit Importgütern aus dem Ostsee- und Mittelmeerraum ausgestatteten Bestattungen des großen Gräberfeldes aus der Merowingerzeit am Kienlesberg (unmittelbar nordwestlich des Stadtzentrums) sowie die frühmittelalterliche Königspfalz der Karolinger auf dem Weinhof und im Bereich des Hl. Geist Spitals (urkundlich erstmals erwähnt 854) unterstreichen die besondere Bedeutung Ulms als eines strategisch bedeutsamen Verkehrsknotenpunktes während des frühen Mittelalters.
Durch seine Lage am Knotenpunkt mehrerer Handels- und Pilgerrouten zu Lande und zu Wasser entwickelte sich Ulm während des Hoch- und Spätmittelalters als Reichsstadt zu einem führenden Handels- und Kunstzentrum in Süddeutschland. Im Spätmittelalter unterhielten Ulmer Kaufleute ein dichtes Netz von Handelskontakten, die von Skandinavien bis nach Nordafrika, von Syrien bis nach Irland und darüber hinaus reichten. Einer der durch Jahrhunderte bedeutsamen Pilgerwege nach Santiago de Compostela zum Grab des von der katholischen Kirche verehrten Heiligen Jakobus, der Jakobsweg, führte über Ulm nach Nordwestspanien und rückt seit dem Jahr 1997 als völkerverbindend im Sinne der europäischen Einigung in das fördernde Interesse der Stadt Ulm und des Landes Baden-Württemberg. Als Fränkisch-Schwäbischer Jakobsweg zieht er von Norden zum Münster und führt von dort als der Oberschwäbische Jakobsweg gut markiert weiter nach Süden in die Schweiz.
Ab dem späten 17. Jahrhundert wurde Ulm zum zentralen Sammlungsort für meist (aber nicht immer) schwäbische Auswanderer, die in den neueroberten Gebieten des Habsburgischen und Russischen Reiches in Südosteuropa und im südlichen Russland angesiedelt wurden. Eine erste Auswanderungswelle erreichte zwischen dem späten 17. und Mitte des 18. Jahrhunderts auf Ulmer Schachteln die neueroberten Länder des Habsburgischen Reiches im südöstlichen Europa. In ihren neuen Siedlungsgebieten im heutigen Rumänien, Ungarn und Serbien entstanden die Volksgruppen der Ungarndeutschen und/oder Donauschwaben.
Eine zweite Auswanderungswelle folgte Anfang des 19. Jahrhunderts. Von 1804 bis 1818 gelangten Tausende Auswanderer auf dem Wasserweg ins Mündungsgebiet der Donau (Dobrudscha) im heutigen Bulgarien und Rumänien sowie nach Bessarabien (heutige Republik Moldau) ans nördliche Schwarze Meer (heutige Süd-Ukraine) und von dort nach Süd-Russland, insbesondere in das Gebiet des Kaukasus. Die zumeist schwäbisch-stämmigen Auswanderer schifften sich in Ulm auf Flößen und Ulmer Schachteln ein und fuhren die Donau hinab bis zu deren Mündung ins Schwarze Meer bei Ismajil. Reiseerzählungen berichten von größten Strapazen der Auswanderer während der rund 2.500 Kilometer langen Fahrt. Zahlreiche Unglücksfälle und Krankheiten, die nach dem Genuss von verschmutztem Flusswasser und aufgrund schlechtester hygienischer Bedingungen in der drangvollen Enge der meist überfüllten Boote ausbrachen, forderten zahllose Todesfälle. Ergebnis dieser zweiten großen donauabwärts gerichteten Auswanderungsbewegung waren die Volksgruppen der Dobrudschadeutschen, Bessarabiendeutschen, Schwarzmeerdeutschen, und Kaukasiendeutschen.
Durch diese Auswanderungswellen wurden die bereits vor dieser Zeit vorhandenen engen Kontakte Ulmer Kaufmanns- und Schifferfamilien in diesen Raum nachhaltig verstärkt. Nach der Vertreibung der Ungarndeutschen und Donauschwaben aus Serbien und Ungarn infolge des Zweiten Weltkrieges sowie einer nach 1990 einsetzenden Auswanderungswelle von Donauschwaben aus Rumänien siedelten sich diese häufig in den ehemaligen Herkunftsgebieten ihrer Vorfahren an. Hierdurch entstand seit den späten 1940er Jahren rund um Ulm eine starke donauschwäbische Gemeinde. Heute bezeugen mehrere im Stadtgebiet aufgestellte Denkmäler, die an Geschichte und Vertreibung der Donauschwaben erinnern, das im Jahr 2000 in den Räumen der Oberen Donaubastion (Bundesfestung Ulm) eröffnete Donauschwäbische Zentralmuseum (DZM) und zahlreiche Städtepartnerschaften und Kooperationsprojekte mit Gemeinden und Städten entlang der Donau die enge Verbindung Ulms mit den Donauschwaben und Südosteuropa.
Die seit dem Mittelalter kontinuierlich gewachsenen, weitgespannten geistigen wie kommerziellen Verbindungen Ulms spielen auch heute noch im Bewusstsein vieler Ulmer als Basis gegenwärtigen und zukunftsorientierten Denkens und Handelns eine zentrale Rolle. Sie werden sehr bewusst als Teil der eigenen Geschichte und Identität gepflegt. Das seit 1998 alle zwei Jahre stattfindende Internationale Donaufest mit Vertretern aller Donau-Anrainerstaaten, die 2008 gegründete Europäische Donau-Akademie, der „lebende Kreuzweg“ der großen italienischen Gemeinde oder ein alljährlich stattfindendes „französisches Weinfest“ unterstreichen die engen und über Jahrhunderte hinweg gewachsenen und im Alltag gelebten gegenseitigen Verbindungen.

### Nachbargemeinden
Auf der südöstlichen Seite von Donau und Iller grenzt die bayerische Kreisstadt Neu-Ulm an. Auf der nordwestlichen Seite ist Ulm gänzlich vom Alb-Donau-Kreis umgeben. Die baden-württembergischen Nachbargemeinden sind hier (von Süden über Westen nach Norden): Illerkirchberg, Staig, Hüttisheim, Erbach (Donau), Blaubeuren, Blaustein, Dornstadt, Beimerstetten und Langenau sowie im Osten die bayerische Gemeinde Elchingen.

### Stadtgliederung

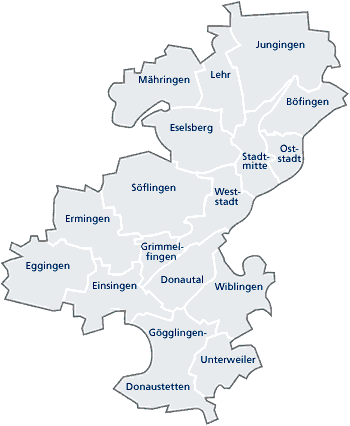
Stadtteile

Das Stadtgebiet von Ulm ist in 17 Stadtteile eingeteilt: Stadtmitte, Böfingen, Donautal, Eggingen, Einsingen, Ermingen, Eselsberg, Gögglingen-Donaustetten, Grimmelfingen, Jungingen, Lehr, Mähringen, Oststadt, Söflingen, Unterweiler, Weststadt und Wiblingen. Neun Stadtteile, die im Zuge der jüngsten Gemeindereform in den 1970er Jahren eingemeindet wurden (Eggingen, Einsingen, Ermingen, Gögglingen-Donaustetten, Jungingen, Lehr, Mähringen und Unterweiler), verfügen über eigenständige Ortschaftsräte, die eine wichtige Beraterfunktion des Gesamtstadtrates zu den die Stadtteile betreffenden Angelegenheiten wahrnehmen. Endgültige Beschlüsse über Maßnahmen können jedoch nur vom Stadtrat der Gesamtstadt Ulm getroffen werden.

### Klima
Mit einer Durchschnittstemperatur von 8,4 Grad Celsius (°C) und einem Niederschlagsdurchschnitt von 749 Millimeter (mm) pro Jahr liegt Ulm – wie ganz Deutschland – in der gemäßigten Klimazone. Im Vergleich zu anderen Städten Baden-Württembergs ist das Klima in Ulm jedoch relativ kalt. Die Durchschnittstemperatur liegt deutlich unter den Werten anderer Orte im Südwesten (zum Beispiel Heidelberg 11,4 °C, Stuttgart 11,3 °C). Das Niederschlagsmittel weicht hingegen kaum von dem in Baden-Württemberg Üblichen ab (Heidelberg 745 mm, Stuttgart 664 mm).
Humoristisch wird Ulm gelegentlich als „Hauptstadt des Nebelreiches“ bezeichnet. Die Statistik des Deutschen Wetterdiensts weist für Ulm allerdings mit durchschnittlich 1659 Sonnenstunden pro Jahr einen Wert aus, der im Mittelfeld aller aufzeichnenden Wetterstationen liegt. Die relevante Messstation befand sich allerdings bis 2014 auf dem Kuhberg, einer der höchsten Erhebungen der Stadt. Mittlerweile ist sie in den ebenfalls höher gelegenen Stadtteil Mähringen verlagert worden. Aufgrund der erhöhten Messstandorte blieben Nebelfelder im Donautal, in dem die Innenstadt Ulms liegt, bei den Messungen teilweise unberücksichtigt.
Hochwasser ist in Ulm nur gelegentlich ein Problem. Es tritt in der Regel nur dann auf, wenn Donau und Iller gleichzeitig viel Schmelz- oder Regenwasser mit sich führen. Gerade schlagartiges Schmelzwetter hat allerdings schon innerhalb eines halben Tages zu starken Überschwemmungen geführt.
Ulm ist nach einer 2007 publizierten Studie „Deutschlands gesündeste Großstadt“. Für die Bewertung waren aber neben Klimadaten auch andere Kriterien wie beispielsweise Luftverschmutzung, ärztliche Versorgung oder die Anzahl an Krippenplätzen ausschlaggebend.
|                        | Jan  | Feb  | Mär | Apr | Mai  | Jun  | Jul  | Aug  | Sep  | Okt | Nov | Dez  |   |      |
| Mittl. Temperatur (°C) | −1,7 | −0,1 | 3,5 | 7,7 | 12,2 | 15,2 | 17,4 | 16,5 | 13,2 | 8,4 | 3,0 | −0,5 | ⌀ | 7,9  |
| Mittl. Tagesmax. (°C)  | 1    | 3    | 8   | 13  | 17   | 20   | 23   | 22   | 19   | 13  | 6   | 2    | ⌀ | 12,3 |
| Mittl. Tagesmin. (°C)  | −4   | −3   | −1  | 3   | 7    | 10   | 12   | 11   | 9    | 5   | 0   | −3   | ⌀ | 3,9  |
|                        |      |      |     |     |      |      |      |      |      |     |     |      |   |      |
| Niederschlag (mm)      | 48   | 44   | 44  | 58  | 77   | 100  | 81   | 83   | 61   | 47  | 56  | 50   | Σ | 749  |
|                        |      |      |     |     |      |      |      |      |      |     |     |      |   |      |
| Sonnenstunden (h/d)    | 1,6  | 2,6  | 4,0 | 5,3 | 6,6  | 7,2  | 8,0  | 7,1  | 5,7  | 3,5 | 1,8 | 1,5  | ⌀ | 4,6  |
|                        |      |      |     |     |      |      |      |      |      |     |     |      |   |      |
| Regentage (d)          | 17   | 14   | 13  | 14  | 15   | 16   | 16   | 14   | 13   | 15  | 16  | 15   | Σ | 178  |
|                        |      |      |     |     |      |      |      |      |      |     |     |      |   |      |
| Luftfeuchtigkeit (%)   | 89   | 85   | 78  | 73  | 72   | 73   | 72   | 75   | 80   | 85  | 88  | 88   | ⌀ | 79,8 |

| −4 |

| −3 |

| −1 |

| 3 |

| 7 |

| 10 |

| 12 |

| 11 |

| 9 |

| 5 |

| 0 |

| −3 |

| −4 |

| −3 |

| −1 |

| 3 |

| 7 |

| 10 |

| 12 |

| 11 |

| 9 |

| 5 |

| 0 |

| −3 |

### Geologie

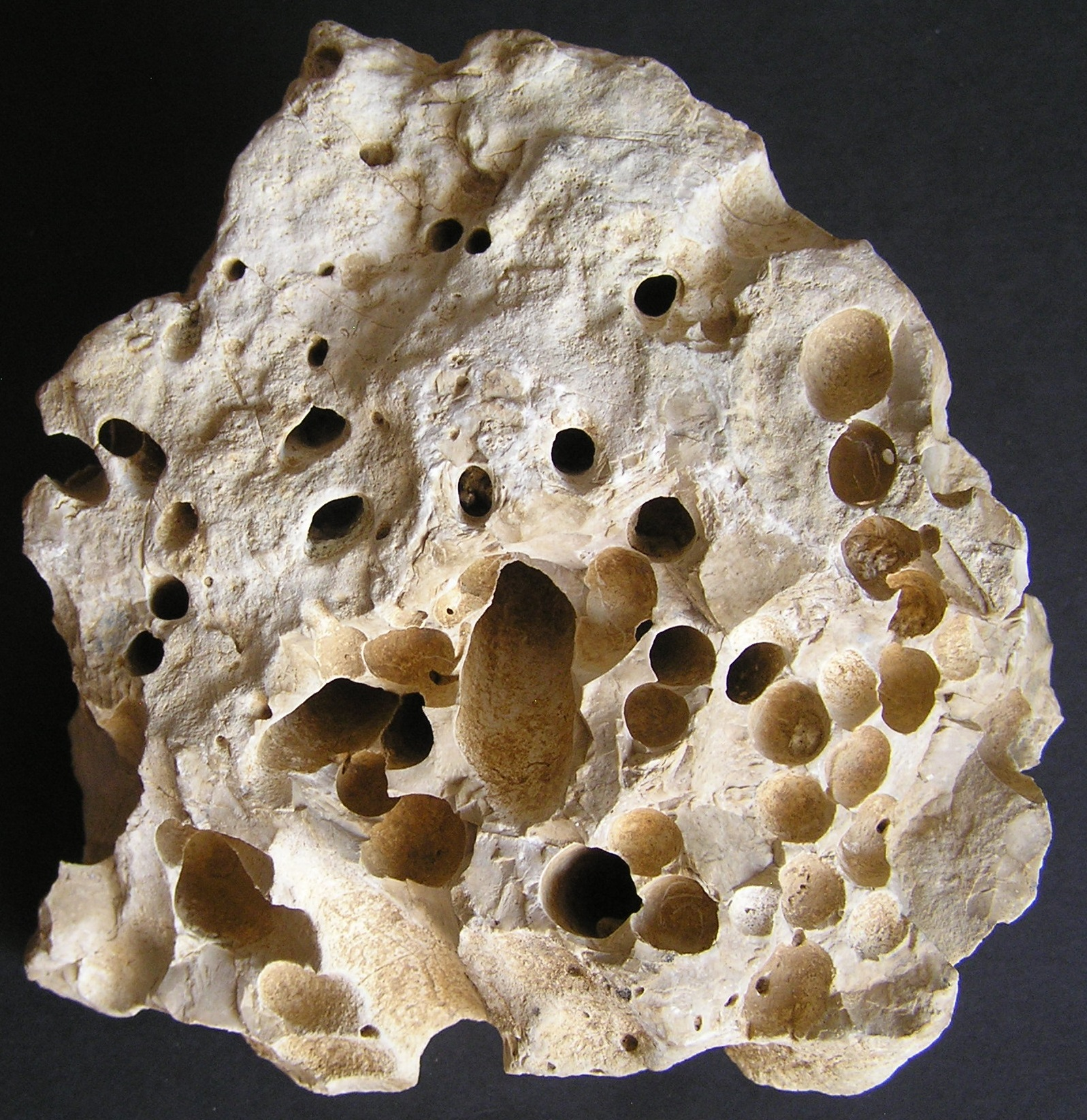
Bohrmuschelkalk
vom Oberen Eselsberg bei Ulm (Obere Meeresmolasse)

Im Großraum Ulm grenzen die tertiären, klastischen Molassesedimente an die Kalksteine des Oberen Jura. Damit einher geht auch der Landschaftsübergang vom Alpenvorland hin zur Schwäbischen Alb. Die Kalke des Jura werden südlich (und zum Teil auch noch nördlich) von Ulm von den Sedimenten des Alpenvorlandes (Molassesedimente) überlagert. Neben den quartären Ablagerungen entlang des Blau-, Iller- und Donautals treten in Ulm Sedimente der Brackwassermolasse („Grimmelfinger und Kirchberger Schichten“) der Graupensandrinne, der Oberen Meeresmolasse, der Unteren Süßwassermolasse („Ulmer Schichten“) sowie des Obersten Juras (Massenkalke, Zementmergel des Kimmeridgium) in Erscheinung. Quarzsande werden unter anderem bei Eggingen (Ulm) abgebaut.

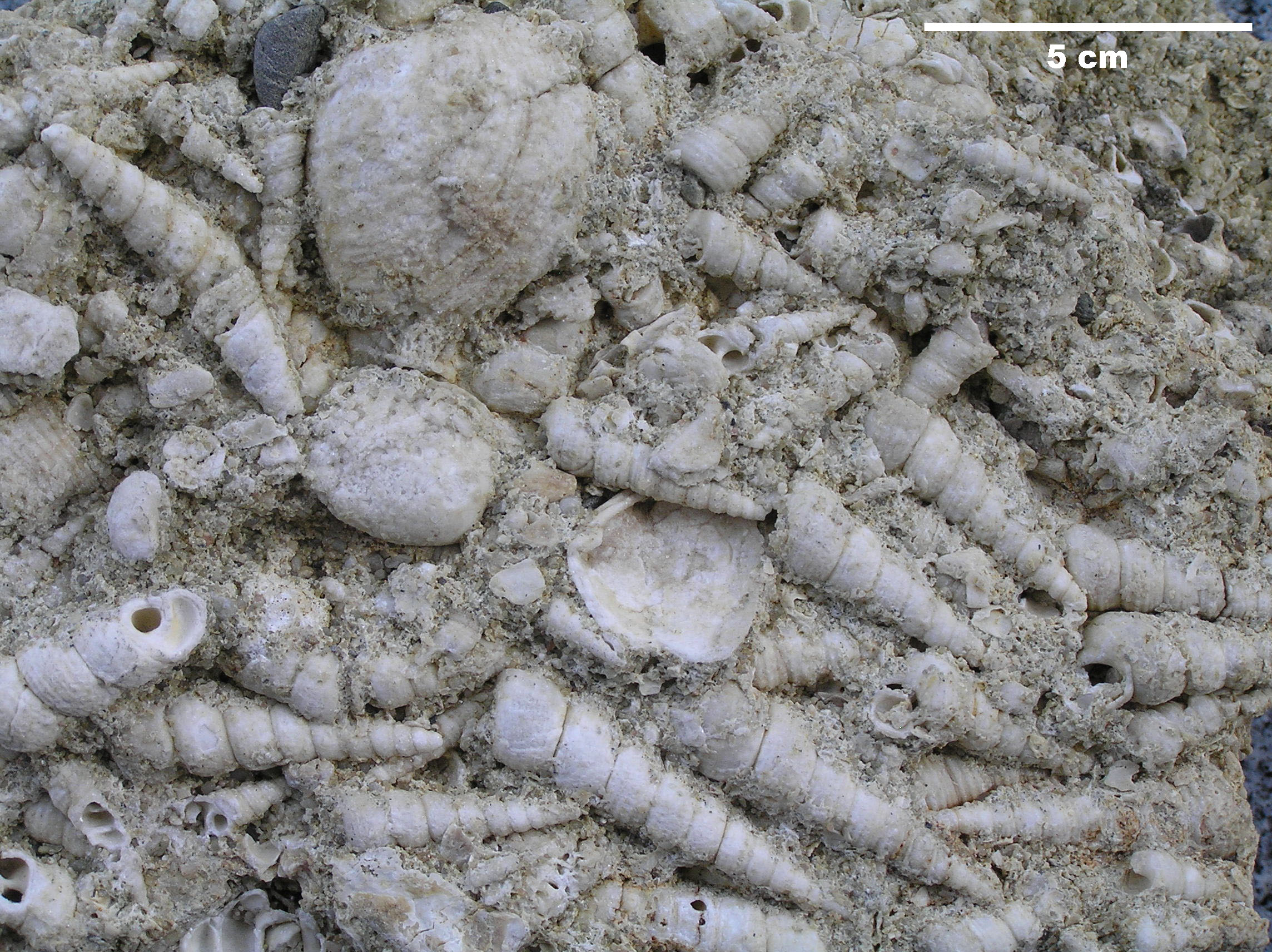
Turritellenkalk von der Erminger Turritellenplatte

Auf der Gemarkung von Ulm-Ermingen befindet sich die untermiozäne „Erminger Turritellenplatte“, die sich durch ihren Fossilreichtum auszeichnet. Die Ablagerung wurde vor rund 18,5 Millionen Jahren (Unteres Ottnangium) unter flachmarinen küstennahen Bedingungen gebildet (Obere Meeresmolasse).
In der Thermalwasserbohrung von Neu-Ulm (Donautherme Neu-Ulm) wurde der Oberjura (Malm) bis in eine Tiefe von 460 m erbohrt. Darunter folgen die Schichten des Mitteljura (Dogger) und des Unterjura (Schwarzer Jura). Von etwa 700 m Tiefe bis 890 m treten die Schichten der Oberen Trias (Keuper) und bis etwa 1010 m der Mittleren Trias (Muschelkalk) in Erscheinung. Darunter folgt dann schließlich das kristalline Grundgebirge, aus dem das Thermalwasser gefördert wird.

### Natur

#### Naturschutzgebiete
Der Stadtkreis Ulm besitzt 2 Naturschutzgebiete:
1. Gronne: 45,0 ha; seit 15. Dezember 1982
2. Lichternsee: 92,0 ha; seit 16. Dezember 2014

Nach der Schutzgebietsstatistik der Landesanstalt für Umwelt, Messungen und Naturschutz Baden-Württemberg (LUBW) stehen 136,94 Hektar des Stadtgebiets unter Naturschutz, das sind 1,15 Prozent.

#### Geotope im Stadtkreis Ulm
- Kesselbrunnen, Gemarkung Jungingen, Erdzeitalter Tertiär, Geotop-ID ND8421001
- Aufgelassener Steinbruch Steigäcker-Blattegert, Gemarkung Mähringen, Erdzeitalter Jura, Geotop-ID ND8421002
- Aufgelassener Steinbruch Hagener Tal, Gemarkung Jungingen, Erdzeitalter Jura, Geotop-ID ND8421003
- Hülbe St. Moritz, Gemarkung Jungingen, Erdzeitalter Tertiär, Geotop-ID ND8421004
- Stockert, Gemarkung Ermingen, Erdzeitalter Tertiär, Geotop-ID ND8421005
- Aufgelassener Steinbruch Eichhalde, Gemarkung Mähringen, Erdzeitalter Jura, Geotop-ID 8421001
- Sandgrube Käppelesberg, Gemarkung Eggingen, Erdzeitalter Tertiär, Geotop-ID 8421002

## Geschichte

### Vorgeschichte

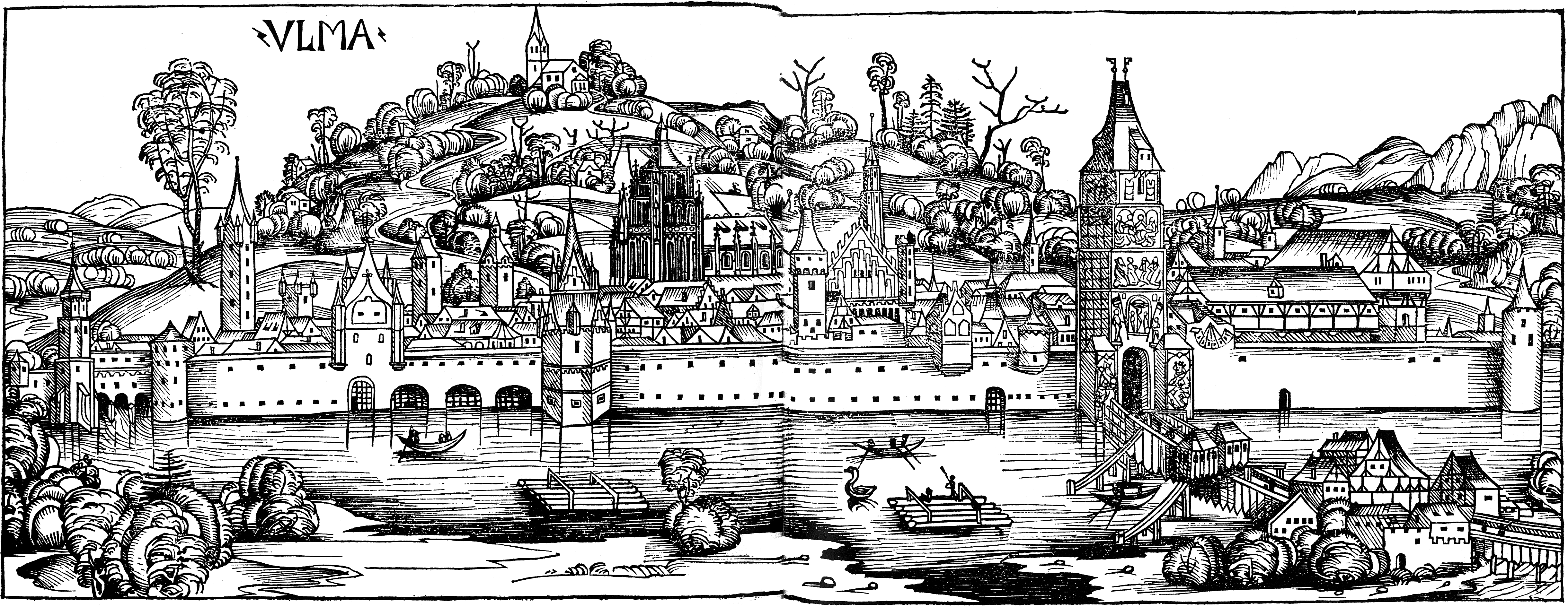
Ansicht von Ulm um 1490 in der Schedelschen Weltchronik

Die älteste nachgewiesene Besiedlung des Ulmer Raumes datiert aus der frühen Jungsteinzeit, um 5000 v. Chr. Nachgewiesen sind Siedlungen dieser Zeit, beispielsweise bei Eggingen (Grabungen des Landesdenkmalamtes Baden-Württemberg) und Lehr (Lesefunde verschiedener Sammler).
Zahlreiche Ausgrabungen im Rahmen der seit den 1960er Jahren betriebenen Stadtarchäologie (zunächst durch die Stadtgeschichtliche Forschungsstelle, zuletzt vom Landesdenkmalamt Baden-Württemberg) belegen: Das Gebiet des späteren Ulm war in Form der durch Schenkungsurkunden des Klosters Reichenau belegten Orte „Westerlingen“ und „Pfäfflingen“ besiedelt, bevor es als „Ulm“ erstmals namentlich erwähnt wurde (854). Die ältesten Funde datieren aus dem Endneolithikum (Bestattung der Glockenbecherkultur auf dem Münsterplatz). Bereits im Herbst 1857 wurde nördlich des Ulmer Bahnhofs am Unteren Kienlesberg ein großes, überaus reich ausgestattetes alamannisches Gräberfeld der Merowingerzeit entdeckt, das trotz mangelhafter Grabungsmethodik und Funddokumentation wichtige Hinweise für auch überregional bedeutsame Siedlungen auf dem Weinhof und im Bereich des Grünen Hofes (eventuell: Westerlingen und Pfäfflingen) lieferte.
Als Forschungsergebnis des Landesdenkmalamtes wurde eine vollständige Umschreibung der Ulmer Stadtgeschichte bis ins 14. Jahrhundert skizziert. Wesentliche Thesen sind hierbei: Die Pfalz befand sich etwa auf Höhe der heutigen Spitalhofschule/Adlerbastei. Der bisher angenommene Standort am Weinhof soll eine ottonische Gründung gewesen sein. Demnach geht die Kernstadt auf eine ottonische Stadtgründung zurück.
Beim bisherigen Grabungs- und Diskussionsstand sind die vorgebrachten Argumente jedoch nicht vollständig überzeugend, da das neue, in einigen Punkten sehr bedenkenswerte Modell den archäologischen Befunden im übrigen Stadtgebiet weniger gerecht wird als die bisherigen Vorstellungen, denen die hier folgenden Kapitel zugrunde liegen.
Im Mai 2007 wurden bei Ausgrabungsarbeiten beim Salemer Hof im Südosten der Ulmer Altstadt Reste jungsteinzeitlicher Siedlungsanlagen sowie ein etwa 5000 Jahre altes Skelett entdeckt.

### Städtische Geschichte

#### Ulm im Hochmittelalter (800 bis 1200)
Im Frühen Mittelalter, wohl um 850, wurde Ulm zur Königspfalz. Die erste urkundliche Erwähnung datiert vom 22. Juli 854. König Ludwig der Deutsche besiegelte eine Urkunde in „Hulma“. Der Name ist ein germanischer oder vorgermanischer Gewässername (indogermanische Wurzel *uel: drehen, winden, wälzen oder *el-/*ol-: fließen, strömen, feucht sein, modrig sein), der auf einen Zusammenhang mit der Mündung der Blau in die Donau deutet.
Es gibt aber auch eine neue Deutung, die auf die weiter östlich gelegene Furt über die Donau zurückgeht, wo die Pfalz seit den neuen archäologischen Ausgrabungen lokalisiert wird:

„Das zugehörige Herrschaftszentrum, der Mittelpunkt dieser Siedlung, ist weiter östlich, im engeren Umfeld der ehemaligen Donaufurt im Bereich des späteren mittelalterlichen Spitals zu lokalisieren. Dieser Bereich, der archäologisch bisher kaum Beachtung fand, rückte erstmals im Rahmen unserer Aufarbeitung der Grabungsergebnisse Neue Straße in den Mittelpunkt der Überlegungen. Die indogermanische Wurzel des Ortsnamens, der Ulm mit einem Wasserschwall bzw. mit den Eigenschaften ‚drehen, winden wälzen‘ oder ‚fließen, strömen, feucht und modrig sein‘ erklärt, bestätigt die ursprüngliche Wasserlage des Ortes. Hier konnte das Herrschaftszentrum den Kreuzungspunkt der Fernstraßen kontrollieren und den Donauübergang, für den eine Fährstation anzunehmen ist, sichern. Damit tritt die wirtschaftliche Funktion des frühen Herrschaftssitzes deutlich hervor, der zeitlich mit der 854 erwähnten Pfalz Ulma verbunden werden kann.“

Ulm war in den nächsten 50 Jahren ein wichtiger Pfalzort, was sich in den zahlreichen Königsbesuchen widerspiegelte. In den Ungarnstürmen wurde die Pfalz vermutlich zu einer Fluchtburg ausgebaut.
Auf Grund der Ausgrabungen wird folgende weitere Entwicklung angenommen:

„Da Ulm auf Königsgut bzw. Reichsgut lag, kann als Gründer nur der König und aufgrund der Datierungshinweise nur Otto I. infrage kommen. Otto I. muss die strategische und zentrale Bedeutung Ulms an der Donau erkannt und unmittelbar nach dem Sieg 955 über die Ungarn, durch den die Reichsgrenzen gesichert wurden, die Gründung einer Stadt mit randlich gelegener Stadtburg initiiert haben. Das Areal der Ottonischen Stadt ist identisch mit dem der Staufischen Stadt, einem in der Fachliteratur eingeführten Namen für das alte Stadtzentrum Ulms. Die dazugehörende Burg wurde auf dem Gelände des späteren so genannten Weinhofs errichtet.“

Damit ist der Weinhof wohl erst in ottonischer Zeit der Platz für eine Burg geworden. Dort entstand später auch ein Turm, ein Luginsland. Es kann vermutet werden, dass Otto I. wohl den ersten Schritt zur Stadtgründung getan hat.
Nach den Erkenntnissen der archäologischen Untersuchungen in der Neuen Straße führte der Weg Ulms von der königlichen Pfalz zur Reichsstadt über folgende Entwicklungsschritte:
- Karolingische Pfalz beim Donauübergang ab Mitte 9. Jahrhundert;
- Befestigung und Ausbau zur Fluchtburg in der ersten Hälfte des 10. Jahrhunderts;
- Verlagerung des Herrschaftssitzes von der Niederung auf den Stadtrücken in frühottonischer Zeit – damit verbunden Neugründung einer Burg mit Stadt;
- Übergang vom Holz- zum Steinbau in salischer Zeit;
- Wiederaufbau der 1134 zerstörten Stadt und Stadterweiterung in frühstaufischer Zeit;
- Binnenwachstum und Errichtung der Stadtmauer über Jahrhunderte verbunden mit der Entwicklung zur kommunalen Stadtverwaltung.[20]

Seine Bedeutung als Ort von Königsaufenthalten verlor Ulm während der Zeit der sächsischen Könige im 10. und 11. Jahrhundert. Erst unter den Saliern – beginnend mit dem Hoftag Konrads II. im Jahr 1027 – sind wieder vermehrt königliche Aufenthalte nachweisbar. 1079 wurde Friedrich von Staufen mit dem Herzogtum Schwaben belehnt. Nach Festigung ihrer Macht in diesem Raum konnten die Staufer Ulm zu einem ihrer Hauptstützpunkte ausbauen. Das Aussterben der Salier führte zu Kämpfen um die Reichsgüter aus diesem Erbe, in deren Folge Ulms Umland 1131 niedergebrannt wurde, 1134 traf es dann auch die komplette Stadt.
Unter den Staufern wurde die Ulmer Pfalz ab 1140 wieder aufgebaut und im Gefolge wurde die Siedlung weiter ausgebaut. 1174 wird erstmals eine Donaubrücke urkundlich erwähnt. 1181 wurde Ulm zur Stadt erhoben und 1184 zur Reichsstadt. Rund 100 Jahre später scheint Ulm komplett befestigt gewesen zu sein, da es einer Belagerung des Gegenkönigs Heinrich Raspe im Winter 1246 standhalten konnte. Ulm entwickelte sich zu einem der Herrschaftsschwerpunkte der Stauferkönige und -kaiser. Zur Verfassungsentwicklung in der Frühphase Ulms ist wenig überliefert. „Eine Urkunde über die Erhebung Ulms zur Stadt ist nicht überliefert“. Die Stadtwerdung scheint seit dem 11. Jahrhundert etappenweise stattgefunden zu haben, ohne jedoch schriftliche Überlieferungen zu hinterlassen. Die Verleihung Esslinger Stadtrechts durch Rudolf von Habsburg 1274 war wohl mehr „eine Verlegenheitslösung, um eine […] Lücke auszufüllen“.

#### Reichsstadt im Spätmittelalter (1200 bis 1500)

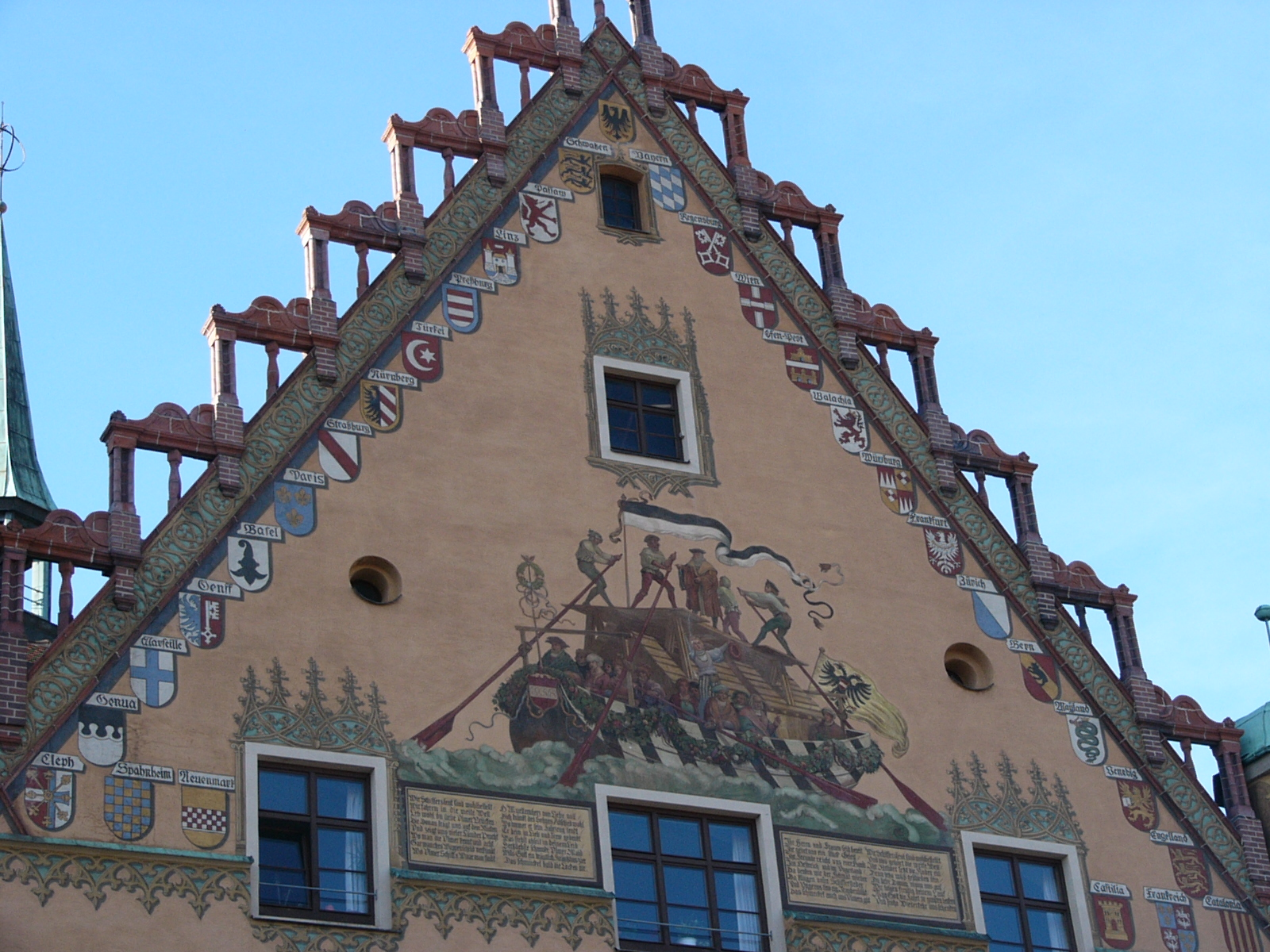
Seccomalerei an der Südseite des Rathauses, auf der die Handelsbeziehungen Ulms zu sehen sind

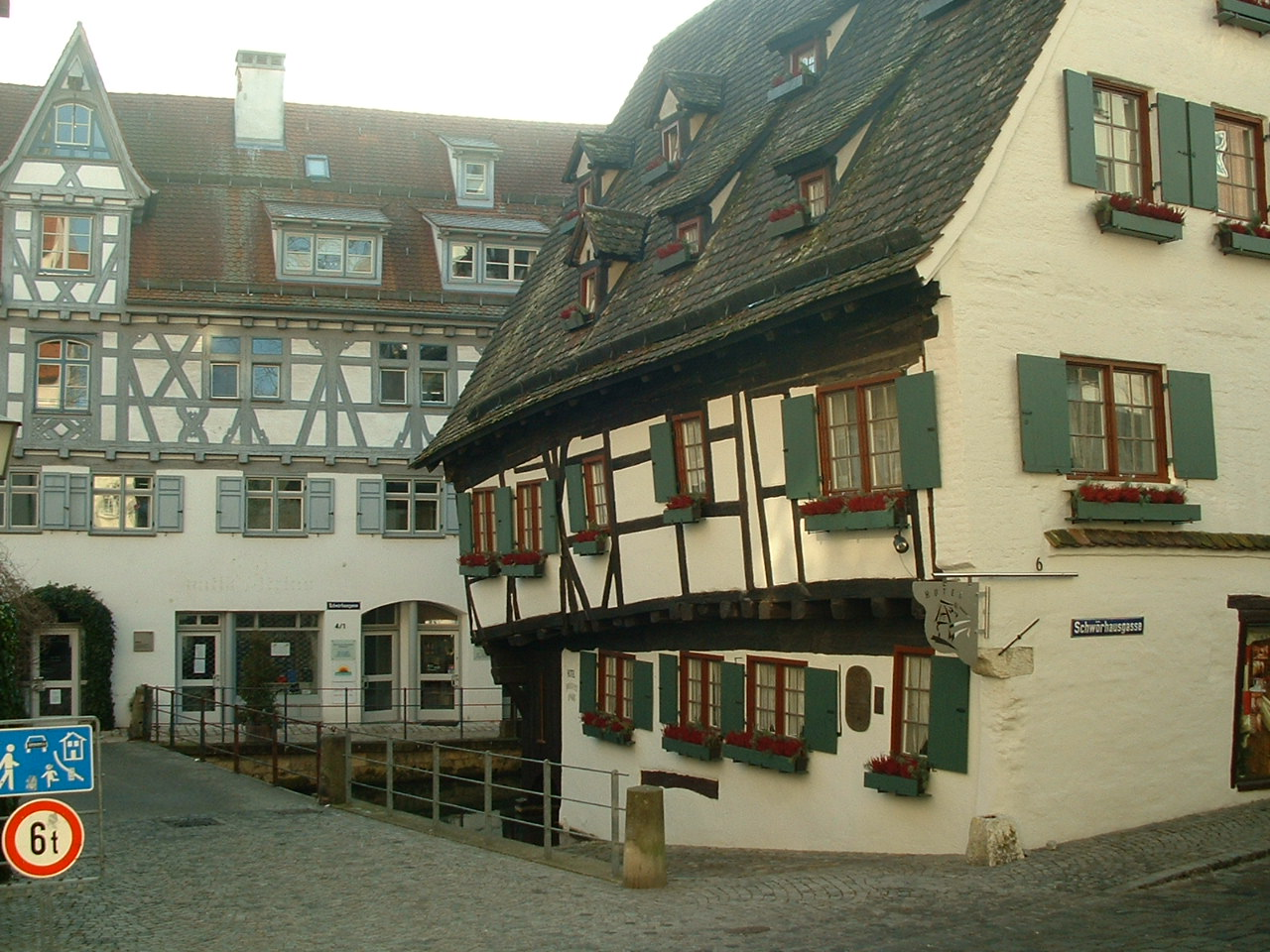
Ulmer Münz und Schiefes Haus (rechts)

Mit dem Ende der staufischen Herrschaft gelang es Ulm, eine Königsstadt zu bleiben, was möglicherweise daran lag, dass die die Reichsvogtei innehabenden Linien der Grafen von Dillingen fast gleichzeitig ausstarben und Graf Ulrich von Württemberg als neuer Vogteiinhaber keine Ambitionen bezüglich Ulms hatte. Ende des 13. Jahrhunderts ist ein städtischer Amtmann fassbar, der jährlich von den Bürgern gewählt wurde.
In das 14. Jahrhundert fällt dann die Vervierfachung des Stadtgebiets auf 66,5 Hektar, was bis ins 19. Jahrhundert die Größe der Stadt bleiben sollte. Einher ging mit der Erweiterung auch die Neubefestigung der Stadt, die möglicherweise in Zusammenhang mit einem im Ergebnis misslungenen Überfall von Ludwig dem Bayern 1316 steht. Innerstädtisch war die erste Hälfte des 14. Jahrhunderts von bürgerkriegsähnlichen Unruhen geprägt, die im Zusammenhang mit Auseinandersetzungen zwischen den Zünften und dem städtischen Patriziat standen, das großteils aus ehemaligen kaiserlichen Amtmannen entstanden war und die Herrschaft ausführte. 1345 kam es zu einer Zwischenlösung in Form des Kleinen Schwörbriefs, der vorläufig zu einer Befriedung der Situation führte, indem er erstmals den Zünften entscheidende Mitsprache in politischen und rechtlichen Dingen einräumte.
Unter Ulmer Führung wurde 1376 der Schwäbische Städtebund als Bündnis von 14 schwäbischen Reichsstädten gegründet. Ulm wurde hierbei zum „Vorort“ (d. h. Hauptort für Versammlungen des Bundes) gewählt und erhielt den Titel „Haupt- und Zierde Schwabens“. Am 30. Juni 1377 begann der Bau des Ulmer Münsters, da die alte Kirche vor den Stadtmauern lag und die Einwohner während einer kurz zuvor erfolgten Belagerung durch Kaiser Karl IV. nicht zur Kirche gehen konnten. Nach der Niederlage im Ersten Städtekrieg 1388 fiel der Schwäbische Städtebund auseinander. Ulm verlor dadurch an Einfluss auf die anderen schwäbischen Städte, blieb jedoch sowohl ökonomisch als auch politisch so einflussreich, dass es zahlreiche, weitestgehend unabhängige Niederlassungen in nahezu allen wichtigen Handelsstätten Europas unterhielt (z. B. Venedig, Wien, Antwerpen/Amsterdam, Konstantinopel/Istanbul). 1396 kamen Geislingen mit der Burg Helfenstein, Altenstadt, Amstetten, Aufhausen und weitere Orte an die Stadt, als der Graf von Helfenstein seine Schulden bei der Stadt begleichen musste.
Der Große Schwörbrief, die Ulmer Verfassung, trat 1397 in Kraft, nachdem der Kompromiss des Kleinen Schwörbriefs „immer unbefriedigender wurde“. Er regelte die Machtverteilung und die Aufgaben des Bürgermeisters. Die Zünfte hatten nun 30, die Patrizier nur noch 10 Ratssitze. Gleichzeitig wurde den Patriziern das aktive Wahlrecht verweigert. Der Bürgermeister musste den Einwohnern Rechenschaft ablegen. Der Schwörmontag (vorletzter Montag im Juli) ist seither ein Ulmer Feiertag.
1480 wurde mitten „im reißenden Fluss“ eine neue Stadtmauer errichtet. Sie reichte vom 1348 erbauten Herdbruckertor bis zum an der heutigen Wilhelmshöhe gelegenen Fischertor. Diese heute noch existierende Stadtmauer entlang der Donau löste die alte, nur noch in Teilen übrig gebliebene Mauer ab, die vom Fischerturm über den Schweinemarkt und die beiden Blauarme (Reste in der heutigen Häuslesbrücke erhalten) in einem fast rechten Winkel auf die Buckelquadermauer der staufischen Pfalz stieß und dieser dann in östlicher Richtung folgte. Die mittelalterliche Mauer wurde dann 1527 nach Albrecht Dürers Befestigungslehre (im selben Jahr in Nürnberg erschienen unter dem Titel Etliche underricht/zu befestigung der Stett/Schlosz/und flecken) vom Nürnberger Baumeister Hans Beham d. Ä. umgebaut.
Dürers Ideen wurden folgendermaßen von Beham umgesetzt: Die an die Stelle der Mauer tretende Mauer-Wall-Grabenwehr sollte dem Beschuss der damals modernen Feuerwaffen besser standhalten und dem Verteidiger zusätzlich ermöglichen, eigene Artillerie besser zu positionieren. Für die Artillerie wurden von der Stadtseite her auch Auffahrrampen gebaut. Nach außen wurde eine Brustwehr mit großen Schießscharten errichtet. Dürers Befestigungsideen wurden weiterhin umgesetzt, indem die durch ihre Höhe bei Artilleriebeschuss besonders gefährdeten Türme der Stadttore radikal abgetragen und mit niedrigen Achteckgeschossen versehen wurden. Zudem sah Dürers System vor, dem Wall runde Basteien vorzulagern, von wo aus der Graben flankierend beschossen werden konnte. Auch die Stadtbefestigung beim Glöcklertor, Neuen Tor und beim Frauentor wurde dann demgemäß modernisiert. Die Anfang des 17. Jahrhunderts dann von Gideon Bacher im italienischen Stil realisierte Bastionärbefestigung, welche die Verteidigungslinien weit in das Vorfeld hinaus verlagerte, veränderte das Stadtbild noch entscheidender als Behams Umbauten. Und gleich anschließend (ab 1617 bis 1622) setzten der holländische Ingenieur Johan van Valckenburgh und diverse Nachfolger mit ihren Um- und Neubauten nach niederländischem System, das damals als Nonplusultra der Festungsbaukunst galt, nochmals neue Maßstäbe. Überbleibsel ihrer Tätigkeit ist im Wesentlichen der Bereich Wilhelmshöhe/Promenade. Diese neuen Arbeiten kosteten rund zwei Millionen Gulden, die durch Steuern aufgebracht werden mussten.
Zwischen 1484 und 1500 veröffentlichte der in Ulm wirkende, weitgereiste Dominikaner Felix Fabri seinen Tractatus de civitate Ulmensi (Abhandlung von der Stadt Ulm). Sie gilt als älteste erhaltene Chronik der Stadt Ulm überhaupt. Fabri beschreibt darin nicht nur die Gegenwart der Stadt zu seiner Zeit, sondern versucht auch, deren Geschichte möglichst umfassend darzustellen. Das Autograph dieses in lateinischer Sprache verfassten Werkes befindet sich im Ulmer Stadtarchiv.

#### Ulm in der frühen Neuzeit (1500 bis 1802)

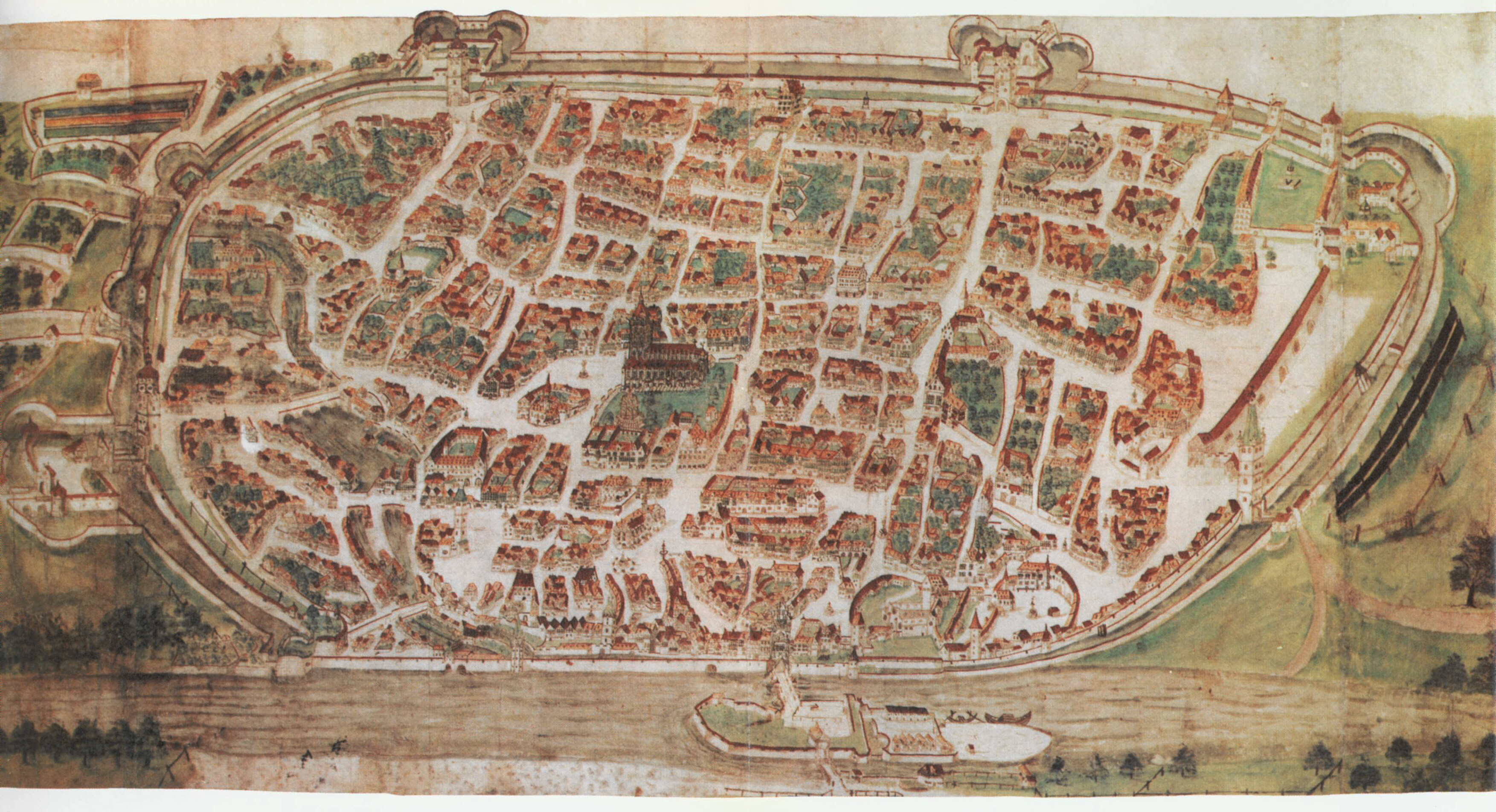
Vogelschaubild von Ulm, 1597, Aquarell von Philipp Renlin

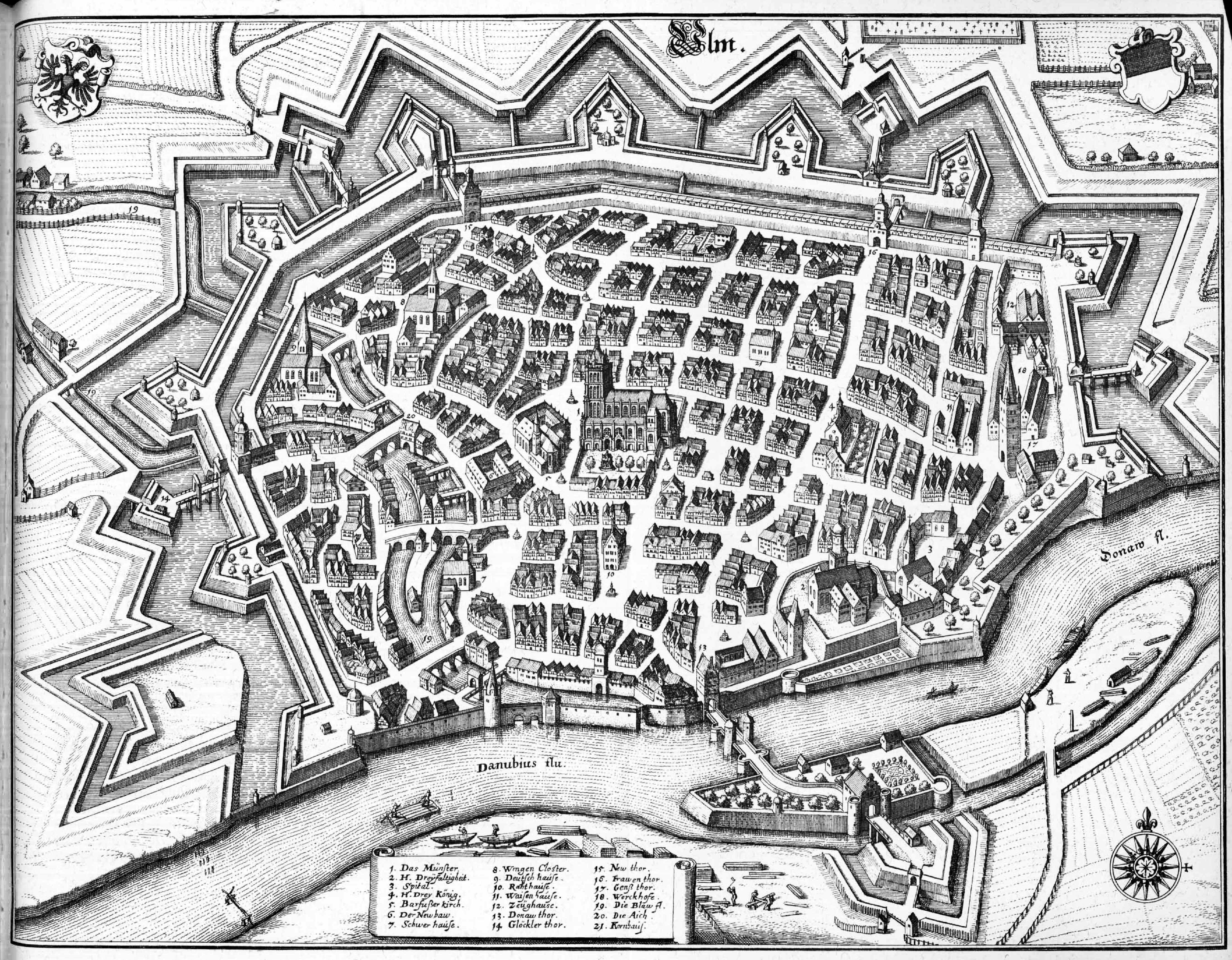
Ulm von oben um 1650, Kupferstich von Merian

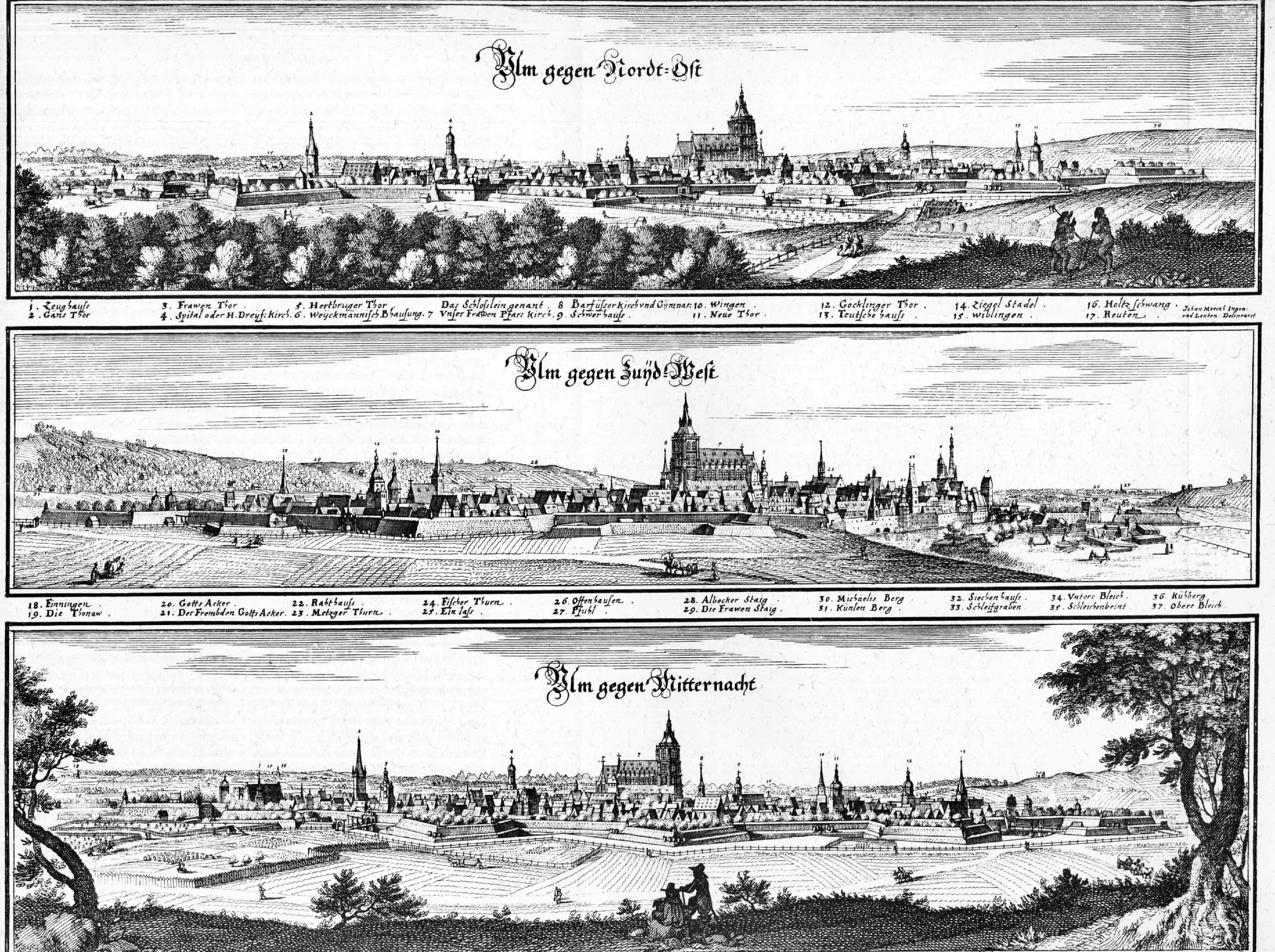
Ulm in drei Blickrichtungen um 1650, Kupferstich von Merian

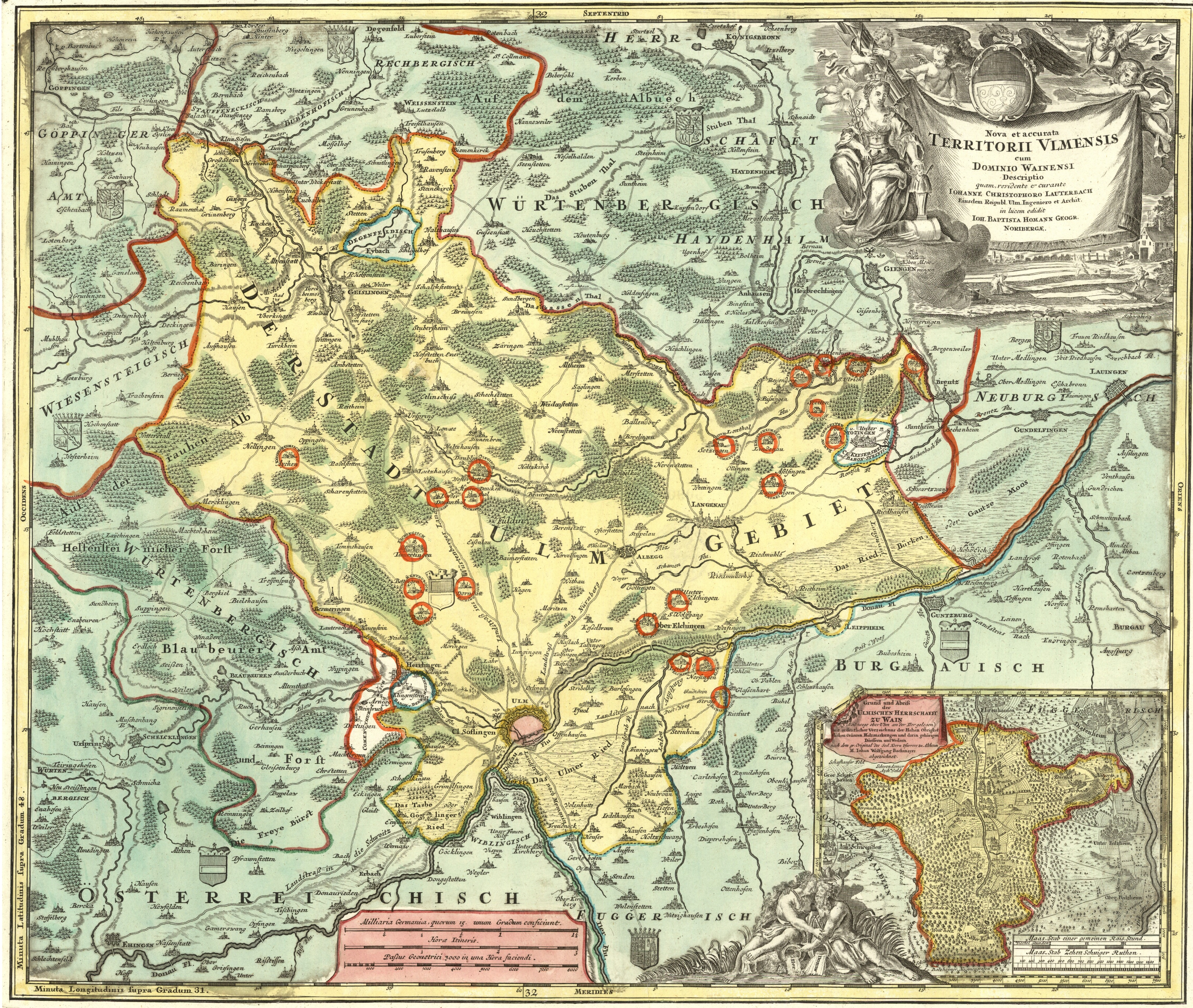
Territorium der Reichsstadt Ulm (mit Exklave Wain) nach einer Karte von Johann Baptist Homann aus dem Jahr 1725

Ihren wirtschaftlichen wie kulturellen Höhepunkt erreichte die Stadtentwicklung um 1500: Ulm besaß das nach Nürnberg zweitgrößte reichsstädtische Territorium auf dem Gebiet der heutigen Bundesrepublik Deutschland. Drei Städte (Geislingen, Albeck und Leipheim) sowie 55 Dörfer gehörten zum Gebiet. Die Stadt war wichtiger Umschlagplatz für Eisen, Textilwaren, Salz, Holz und Wein. Gleichzeitig entwickelte sich Ulm seit Mitte des 15. Jahrhunderts zu einem der bedeutendsten Kunstzentren Süddeutschlands. Kunstwerke aus Ulmer Produktion (vor allem aufwändig gestaltete Skulpturen und Flügelaltäre) wurden weit über die Stadtgrenzen hinaus zu „Exportschlagern“ und bis nach Wien, Sterzing (Südtirol) und in die Niederlande gehandelt. Aus dieser Zeit stammt auch der Reim, der die Stellung der Stadt in der damaligen Welt untermauerte:
Venediger Macht,

Augsburger Pracht,

Nürnberger Witz,

Straßburger Geschütz,

und Ulmer Geld

regier’n die Welt.
Mit dem Ulmer Geld im Vers ist neben dem in Ulm geprägten und von Ulmer Handelsleuten und Bankiers reichlich verwendeten Münzgeld auch das gemeint, was den eigentlichen Reichtum Ulms ausmachte – der Barchent, ein Mischgewebe aus Baumwolle und Leinen. Der nach strengster Prüfung mit dem Ulmer Siegel versehene Barchent bürgte für eine so außergewöhnlich hohe Qualität, dass er, da in ganz Europa begehrt, so gut wie Geld war.
Aufgrund seiner wirtschaftlichen und politischen Bedeutung wurde Ulm auch zum Hauptort, d. h. zum Versammlungsort und Verwaltungssitz, des Schwäbischen Bundes. Dieser 1488 gegründete Bund diente der Einigung der schwäbischen Reichsstände, sicherte einen dauerhaften Landfrieden und war ein wesentliches Element der Reichsreform. Zwar zerbrach der Schwäbische Bund infolge der Reformation schon 1534 wieder, allerdings wurde Ulm durch seine Bedeutung in diesem Bündnis nicht nur zu einem wesentlichen politischen Zentrum, sondern auch zum faktischen Verwaltungsmittelpunkt in Schwaben.
Mit der Gründung des Schwäbischen Reichskreises als einem von insgesamt 10 Reichskreisen, mit denen Kaiser Maximilian I. 1500 bzw. 1512 die Verwaltung des Heiligen Römischen Reiches neu ordnete, gelang es Ulm daher nochmals, an seine Vormachtstellung unter den schwäbischen Städten und Reichsständen anzuknüpfen. Die Stadt wurde zum Haupt- und Versammlungsort des neuentstandenen schwäbischen Reichskreises. Die Reichskreistage (d. h. die beschlussfassenden Versammlungen der im schwäbischen Reichskreis zusammengeschlossenen Reichsstände) fanden bis zum Ende der Reichsstadtzeit im gotischen Rathaus statt. Als Ausweichquartier für die städtische Verwaltung während der Reichskreistage wurde zwischen 1583 und 1593 von Hans Fischer und Matthäus Gaiser der Neue Bau im Stil der Ulmer Spätrenaissance errichtet. Er diente als Mehrzweckgebäude gleichzeitig als Rat- und Schwörhaus, Gerichtssaal, Gefängnis und städtisches Lager für Salz, Wein und Korn.
Ab 1694 unterhielt der schwäbische Reichskreis ein ständiges stehendes Heer, dessen Verwaltung und Materialbestände zu großen Teilen im Ulmer Zeughaus untergebracht wurden.
Die Entdeckung Amerikas (1492) sowie des Seeweges nach Indien (1497), aber auch die starke lokale Konkurrenz im Barchent-Geschäft durch die Fugger, welche zu Beginn des 16. Jahrhunderts den lukrativen Barchenthandel zunehmend auf ihre neuerworbenen Besitzungen im unteren Illertal „umleiteten“, ließen den Wohlstand und Einfluss Ulms bald nach 1500 schnell verblassen. Das Entstehen neuer Handelszentren und die Verlagerung der wichtigsten Handelsrouten Richtung Atlantik führten zu einem allmählichen wirtschaftlichen Niedergang der Stadt. Hierzu trugen nicht zuletzt auch religiöse Spannungen bei. Die Stadt gehörte 1529 zu den Vertretern der protestantischen Stände (Protestation) am Reichstag zu Speyer. Ihre Bürgerschaft forderte die ungehinderte Ausbreitung des evangelischen Glaubens. 1531 trat die Stadt durch Abstimmung der Bürgerschaft dem protestantischen Glauben bei. Der nachfolgende Bildersturm, in dessen Folge über 30 Kirchen und Kapellen abgerissen oder profaniert sowie weit über 100 Altäre (allein über 60 im Münster) zerstört oder entfernt wurden, bedeutete auch das abrupte Ende Ulms als Kunstzentrum. Konflikte mit dem Kaiser und anderen Reichsständen führten bis 1546 (Schmalkaldischer Krieg) dazu, dass Ulm 35 seiner Dörfer durch Plünderung oder Brandschatzung verlor und sich zuletzt doch dem katholischen Kaiser Karl V. unterwerfen musste, der 1546 die bis dahin gültige städtische Verfassung (Großer Schwörbrief) aus dem Jahre 1397 aufhob und dem städtischen Adel (Patriziat) durch den sogenannten Hasenrat faktisch die alleinige Entscheidungsgewalt in der Stadt zusprach.
Im Laufe der nächsten Jahrhunderte wurde der einstige Reichtum der Stadt durch weitere Kriege, besonders während des Dreißigjährigen Krieges und des Spanischen Erbfolgekrieges, durch verheerende Seuchen, Reparationszahlungen und Erpressungen verschiedener Belagerer und Besatzer derart verringert, dass die Stadt um 1770 bankrott war und weiteren Grund (Herrschaft Wain) veräußern musste. 1786 umfasste das Ulmische Gebiet noch folgende Verwaltungen: Obervogteiamt Geislingen, Oberämter Langenau, Albeck und Leipheim sowie die Ämter Süßen, Stötten, Böhringen, Nellingen, Weidenstetten, Lonsee, Stubersheim, Bermaringen und Pfuhl.

#### Ulm bei Bayern (1802 bis 1810)
Die Neuordnung Europas durch Napoleon wirkte sich auch in Ulm aus. 1802, noch vor der Verkündung des Reichsdeputationshauptschlusses von 1803, verlor die Stadt ihre Unabhängigkeit und wurde dem Kurfürstentum Bayern eingegliedert. Anknüpfend an Ulms führende Rolle innerhalb des aufgelösten schwäbischen Reichskreises wurde Ulm Sitz der Landesdirektion der „Baierischen Provinz Schwaben“ (Vorgänger der heutigen Regierung von Schwaben). Am 14. Oktober 1805 fand nahe der Stadt eine entscheidende Schlacht der napoleonischen Kriege statt (im Rahmen des Dritten Koalitionskrieges:  ein kleineres Gefecht bei Haslach-Jungingen und die Schlacht bei Elchingen), die zur Schlacht von Ulm und deren Belagerung vom 16. bis 19. Oktober führte, aus der Napoleon als Sieger hervorging. Nachdem der französische Marschall Ney die Österreicher bei Elchingen vernichtend geschlagen hatte (hierfür wurde er zum Herzog von Elchingen ernannt), zogen sich diese nach Ulm zurück, wo sie belagert wurden und kurz darauf kapitulierten. Damit war für Napoleon der Weg nach Osten frei für die Entscheidungsschlacht gegen die Russen und Österreicher bei Austerlitz. 1810 gelangte Ulm durch einen bayerisch-württembergischen Gebietsaustausch, der im entsprechenden Grenzvertrag geregelt war, vom Königreich Bayern an das Königreich Württemberg.

#### Grenz- und Provinzstadt im Königreich Württemberg (1810 bis 1918)

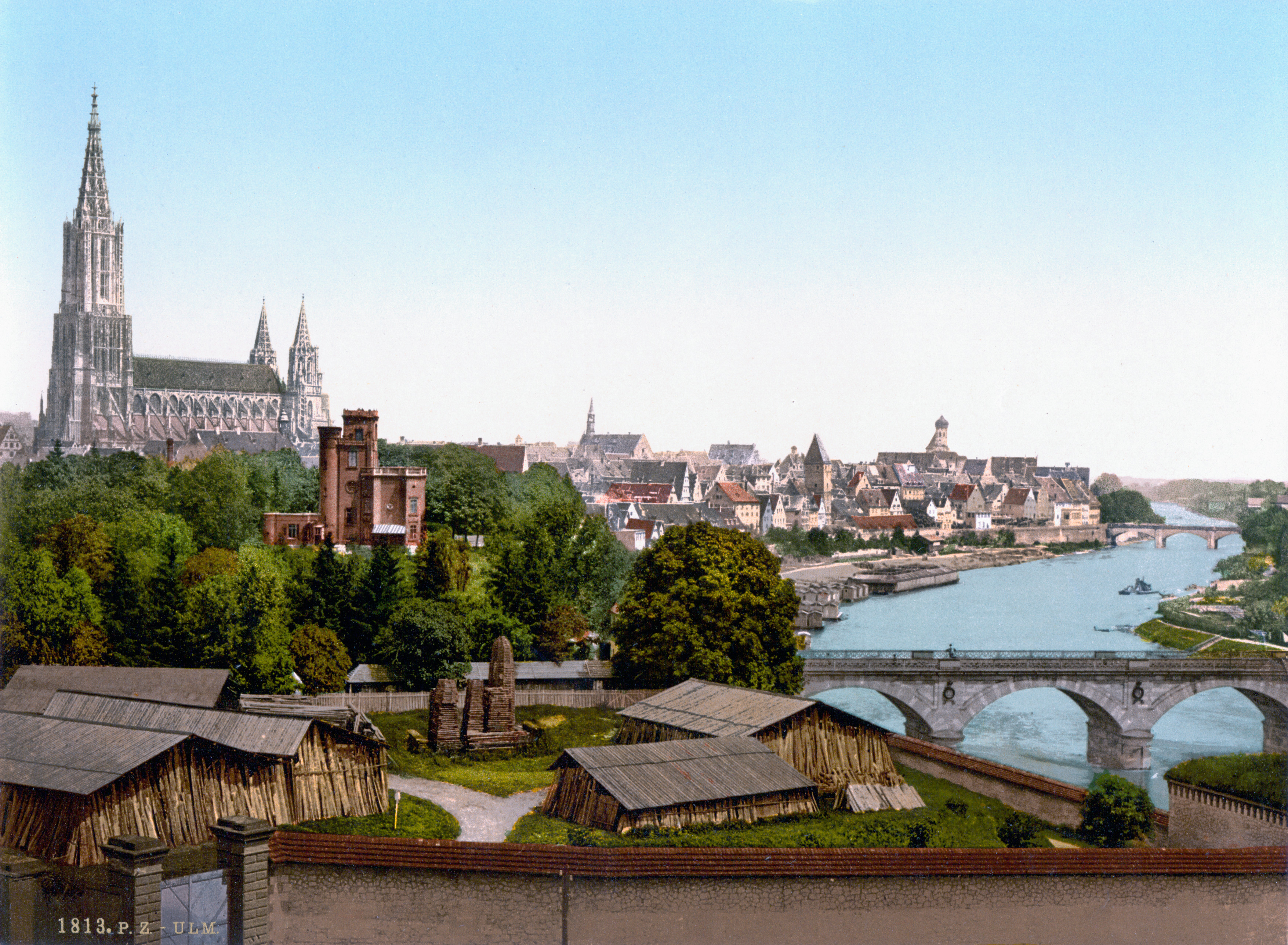
Ulm (um 1890/1900)

Für Ulm hatte der Übergang an Württemberg schwerwiegende und bis heute andauernde Folgen. Zwar kam der weitaus größere Teil des ehemaligen reichsstädtischen Territoriums nördlich der Donau mit Ulm an Württemberg, unterlag jedoch zu großen Teilen nicht mehr direkter Ulmer Verwaltung, sondern wurde anderen Ämtern und Oberämtern (v. a. Geislingen, das vorher selbst zum Ulmer Gebiet gehört hatte) zugeschlagen. Der kleinere, aber für Ulm wirtschaftlich wichtigere südliche Teil des vormaligen Ulmer Territoriums blieb bayerisch, wurde „Ausland“ und bildete den Grundstock der künftigen Stadt Neu-Ulm. Ulm war damit Grenzstadt geworden.
Was der Verlust seines südlich der Donau gelegenen Hinterlandes für Ulm ausmachte, lässt sich dadurch verdeutlichen, dass südlich der Donau wichtige Ulmer Versorgungs- und Entsorgungseinrichtungen lagen. Von der zentralen Herdbrücke aus flussaufwärts zur Illermündung hin landeten die Illerflöße an, die meist Ulm als Endpunkt ansteuerten, aber bisweilen auch bis Wien fuhren. Es waren überwiegend reine Baumflöße, aber auch so genannte Bäderische, die aus bereits vorgearbeiteten Brettern bestanden. Die Flößer brachten nicht nur Bauholz für die Stadt, sondern auch Brennholz, Salz und Köstlichkeiten wie Käse (aus der Schweiz und dem Allgäu), Weinbergschnecken, Wein (aus den Anbaugebieten am Bodensee oder aus Italien) oder Kirschwasser. Zwischen der heutigen Eisenbahnbrücke und der Gänstorbrücke lagen am südlichen Donauufer ein Zimmerplatz für Bauholz, ein Holzhandelsplatz und ein weiterer Holzmagazinplatz für das Lagern und den überregional bedeutsamen Verkauf von Bau- und Brennholz.

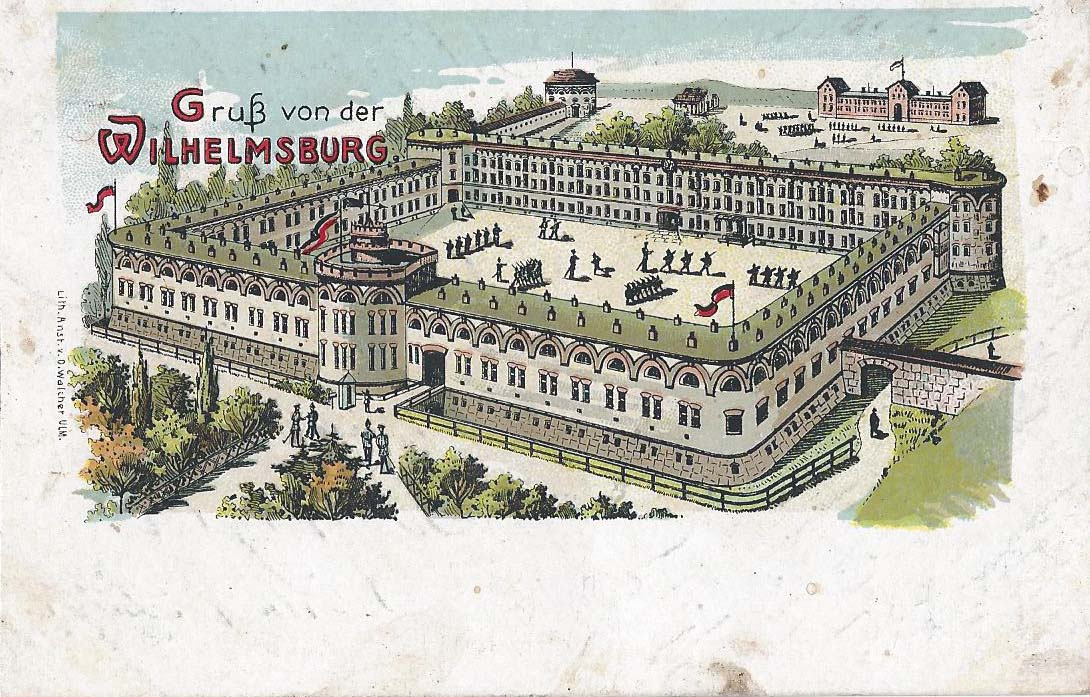
Wilhelmsburg 1904

Des Weiteren befanden sich südlich der Donau in unmittelbarer Nähe der Herdbrücke am sog. „Schiffbauerplatz“ mehrere Schiffswerften, in denen die sog. „Ulmer Schachteln“ für die hier einsetzende Donauschifffahrt gebaut wurden. Nach ihrer Fertigstellung wurden diese am sog. „Schwal“ mit Waren beladen und zu Wasser gelassen. Etwas weiter flussabwärts unterhielt die Gärtnerzunft einen Düngerplatz, der vor allem wichtig für die stattliche Anzahl der ebenfalls südlich gelegenen Baum-, Obst- und Lustgärten war. Dem Steinhäule zu lagen die Einrichtungen zur Verwertung von Tierkörpern, welche der Verwaltung des reichsstädtischen Scharfrichters unterlagen. Dieser war zugleich Wasenmeister (Abdecker, Schinder, Kleemeister).
Auch das reichsstädtische Schützenhaus lag südlich der Donau. Dort pflegte die Schützengesellschaft mehrmals in der Woche Schießübungen abzuhalten. Gleichzeitig bildete das südliche Donauufer auch das bevorzugte Naherholungsgebiet der Ulmer, wo man spazieren ging, promenierte und in den Schänken einkehrte. Als die Donau dann infolge der napoleonischen Kriege und Gebietsverschiebungen zwischen den neuen Königreichen Württemberg und Bayern zum Grenzfluss wurde, gab es plötzlich einen Passzwang für Spaziergänger, dies auch für jene Ulmer, die jenseits der Donau ihren Arbeitsplatz hatten.
Mit dem Anschluss an Württemberg wurde Ulm Sitz eines zunächst sehr kleinen Oberamtes, des Oberamtes Ulm. Ein Jahr später erhielt die Stadt die Bezeichnung „Unsere gute Stadt“ und damit das Recht auf einen eigenen Landtagsabgeordneten.
Im Jahre 1811 sollte Albrecht Ludwig Berblinger, „der Schneider von Ulm“, anlässlich des Antrittsbesuchs des württembergischen Königs in der Stadt das von ihm entworfene Fluggerät vorführen. Nach Aussage von Augenzeugen absolvierte Berblinger im Bereich des oberen Michelsbergs mit seinem Fluggerät erfolgreich mehrere Gleitflüge von mehreren Dutzend Metern „über Wiesen und Gärten“. Ungünstigerweise sollte Berblinger seine Flugkünste nun nicht dort, sondern am hohen Ufer der Adlerbastei nahe der Herdbrücke präsentieren. Berblinger scheute die Demonstration, weil er richtigerweise die dort herrschende Thermik als für Flugversuche extrem ungünstig einschätzte. Am Tag darauf, der König war nicht mehr anwesend, dafür aber sein Sohn, stand der Ulmer Flugpionier wieder am Start. Einem Ondit zufolge soll der immer noch zögernde Berblinger von der Adlerbastei gestoßen worden sein und landete, statt am bayerischen Ufer, in der Donau. Neuzeitliche Flugwettbewerbe zeigten denn auch, dass die für die Flugvorführung Berblingers gewählte Stelle in jedem Falle für das Hinübergleiten mit nichtmotorisierten Fluggeräten sehr problematische Bedingungen bietet. Für Albrecht Berblinger hatte die gescheiterte Flugvorführung verheerende Folgen. Weit über Ulm hinaus wurde er zur lächerlichen Witzfigur und war dem Spott seiner Zeitgenossen schutzlos preisgegeben. Er selbst gab verbittert seine Experimente auf, zog sich zurück und starb verkannt und völlig verarmt. Inzwischen ist (nicht nur in Ulm) die Ehre Berblingers hinsichtlich seiner Einschätzung als Flugpionier wiederhergestellt. Neben den zeitgenössischen Berichten haben auch moderne Nachbauten von und Versuche mit Berblingers Fluggerät eindeutig bewiesen, dass es tatsächlich flugtauglich war und sich damit bei guter Thermik beachtliche Strecken zurücklegen lassen.
Ulm wurde 1819 Sitz des württembergischen Donaukreises (etwa einem Regierungsbezirk vergleichbar) und konnte das Zuständigkeitsgebiet des Oberamtes Ulm durch die Einverleibung des kurzlebigen Oberamtes Albeck deutlich erweitern.

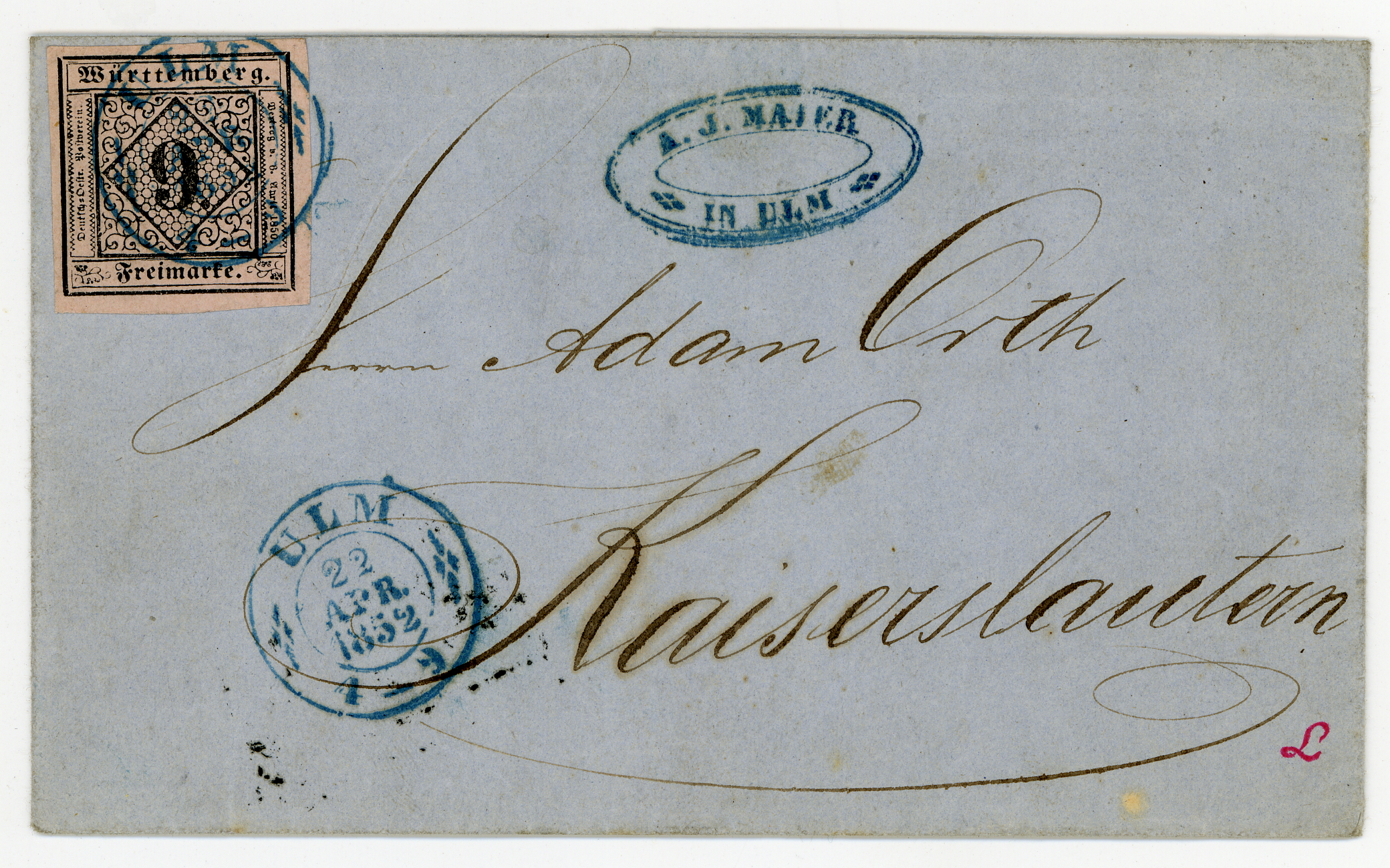
Brief mit einer der ersten Briefmarken des Königreichs Württemberg, Abstempelung ULM 1852

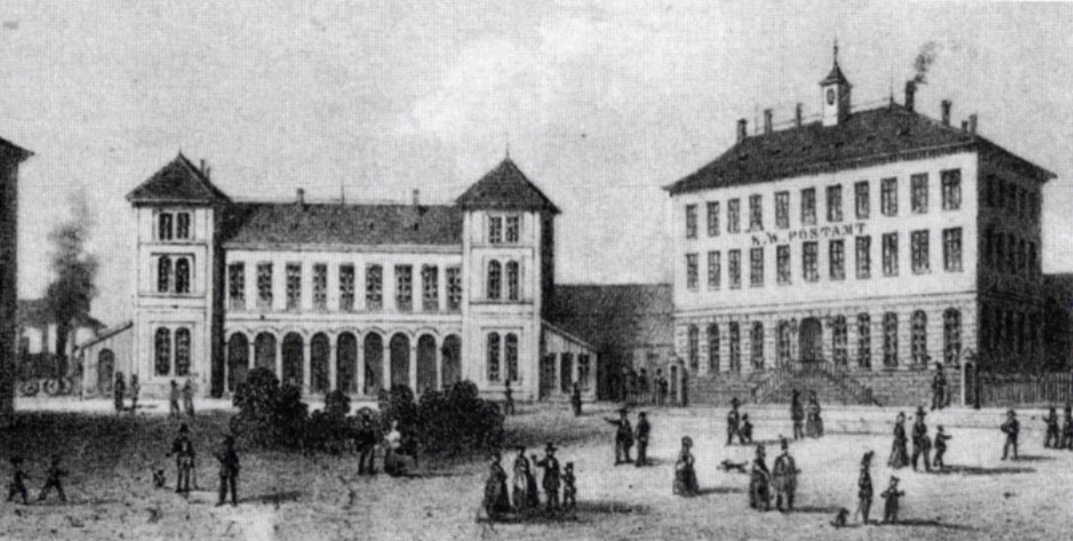
Erster Ulmer Bahnhof und Postamt im Jahr 1855

Die Eröffnung der ersten durchgehenden Strecke des württembergischen Eisenbahnnetzes von Heilbronn nach Friedrichshafen am 1. Juni 1850 sowie die seit Mitte des 19. Jahrhunderts angegangenen gewaltigen Bauaufgaben des Baues der Bundesfestung und der Fertigstellung des Ulmer Münsters brachten neues Leben in das inzwischen zum „Provinznest mit 12.000 Einwohnern“ gewordene Ulm. Im Gefolge der Errichtung der Bundesfestung mit 53 Festungswerken um Ulm und Neu-Ulm herum sowie der Vollendung des Münsters, in deren Folge Ulm seit 1885 den bis heute höchsten Kirchturm der Welt erhielt (die Einweihung des neuen Westturms war am 31. Mai 1890), zog wieder der Wohlstand ein.
Folge dieser Belebung war eine stark ansteigende Einwohnerzahl und die Gründung zahlreicher Wirtschafts- und Industrieunternehmen. So entdeckte der Ulmer Apotheker Gustav Ernst Leube die seit der Spätantike vergessene Kunst der Zementherstellung neu und gründete 1838 mit seinen Brüdern, Wilhelm und Julius Leube, die erste Zementfabrik Deutschlands. Conrad Dietrich Magirus, Kommandant der Freiwilligen Feuerwehr Ulm, beschäftigte sich mit der Konstruktion von Gerätschaften zur Feuerbekämpfung. Er gilt als Erfinder der fahrbaren Feuerleiter. 1864 wurde Magirus Kommanditist der neu gegründeten Gebr. Eberhardt offene Handels- und Kommanditgesellschaft, die Feuerwehrgeräte herstellte und vertrieb. Nach Unstimmigkeiten zwischen Magirus und den Gebrüdern Eberhardt gründete Magirus dann 1866 seine eigene Firma, der er den Namen Feuerwehr-Requisiten-Fabrik C. D. Magirus gab. 1893 gründete Karl Heinrich Kässbohrer, Spross einer alten Ulmer Fischer- und Schifferdynastie, die Wagenfabrik Kässbohrer. Ab 1910 wurden dort erstmals Karosserien für Personenwagen-Fahrgestelle in Serie gefertigt. Auch erhielt die Firma das erste Patent für einen kombinierten Omnibusaufbau für Personen- und Gütertransport. 1922 entwickelte Kässbohrer den ersten Lastwagen-Anhänger. Vor dem Hintergrund der bedeutenden überregionalen Funktion des Ulmer Kommandanten Magirus fand im Jahr 1854 der 1. Deutscher Feuerwehrtag in Ulm statt.

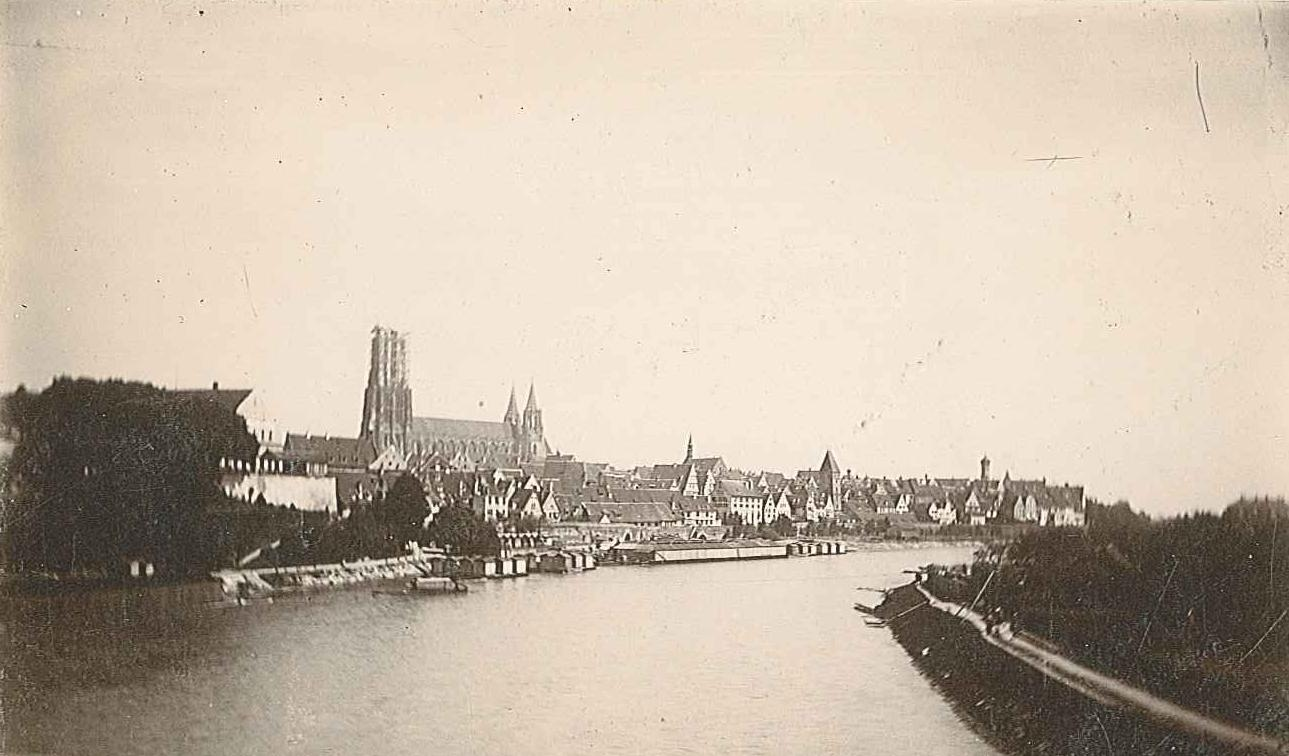
Ulm im Mai 1888 mit kurz vor der Fertigstellung stehendem Hauptturm des Münsters

Eine bedeutende Rolle für die Entwicklung Ulms und Neu-Ulms spielten auch die seit Mitte des 19. Jahrhunderts stationierten Truppen der Bundesfestung. So zählte Ulm 1913 60.000 Einwohner, davon über 10.000 Soldaten. Auch 1938, kurz vor Ausbruch des Zweiten Weltkriegs, war die Doppelstadt Ulm/Neu-Ulm mit mehr als 20.000 Soldaten die größte Garnison im Deutschen Reich. Die tolerant-reichsstädtisch geprägten Ulmer waren kriegerischen Handlungen und dem Militär an sich nicht besonders zugetan. Selten hatte Krieg in der Geschichte der Stadt Gutes gebracht. Die Abneigung der Ulmer gegen alles allzu Militärische zeigte sich z. B. darin, dass die Reichsstadt bereits sehr früh große Teile der Verteidigung der Stadt auswärtigen Söldnern überließ, für die entlang der Stadtmauer eigens die sogenannten „Grabenhäuschen“ gebaut wurden. Auch versuchte Ulm Gebietsstreitigkeiten mit seinen Nachbarn stets diplomatisch, notfalls auch durch horrende Geldzahlungen zu regeln. Große Teile des ehemaligen reichsstädtischen Territoriums waren durch Kauf oder Schuldeinlösungen in die Hände der Ulmer gelangt, nicht durch militärische Mittel. Auch die Einführung der allgemeinen Wehrpflicht nach dem unfreiwilligen Anschluss an Bayern und Württemberg stieß in Ulm auf erbitterten und lang anhaltenden Widerstand. Insgesamt war Ulm im Lauf seiner Geschichte wiederholt Objekt verschiedener Begierden, die meist zum Schaden der Stadt auch mit kriegerischen Mitteln verfolgt wurden. So wurde die Stadt als Hauptort des Schwäbischen Städtebundes oder des Schwäbischen Reichskreises immer auch durch eigenes oder fremdes Militär geprägt.

#### Ulm während des Volksstaates und der NS-Diktatur (1918 bis 1945)

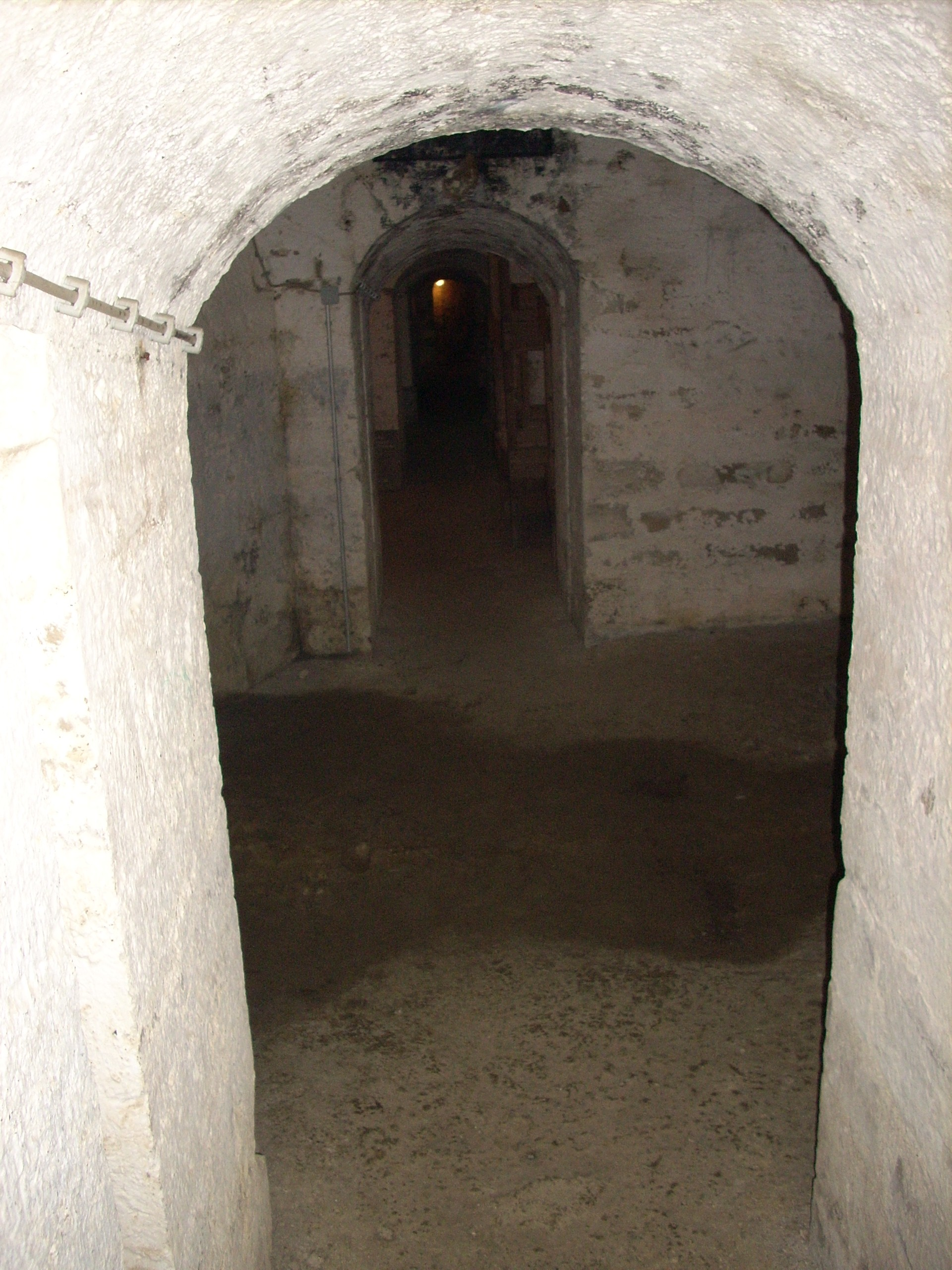
Fort Oberer Kuhberg (zeitweise KZ)

1918/19 wurde durch den Volksstaat Württemberg auch in Ulm die Demokratie der Weimarer Republik wirksam. 1919 wurde mit dem württembergischen Gemeindegesetz für alle Menschen das aktive und passive demokratische Wahlrecht eingeführt. Es wurde eine repräsentative Demokratie mit Stadträten geschaffen. Parteien wurden gegründet, die sich im Stadtrat in Fraktionen organisierten und die Verwaltung mit dem demokratisch gewählten Bürgermeister kontrollierten. Allerdings wurden die Parteien, die diese Demokratie abschaffen wollten, allen voran die Nationalsozialisten, immer stärker.
Der Erste Weltkrieg und die folgende Weltwirtschaftskrise hatten Ulm besonders hart getroffen, da die Wirtschaftsunternehmen der Stadt stark exportorientiert ausgelegt waren und als vormalige Rüstungsunternehmungen direkt von Reparationsforderungen und Herstellungsbeschränkungen des Versailler Vertrages betroffen waren. Auch die radikale Verringerung der Anzahl des in Ulm stationierten Militärs wegen der Niederlage im Ersten Weltkrieg wirkte sich extrem negativ auf die örtliche Wirtschaft aus. Eine Protestveranstaltung gegen Lebensmittelknappheit und Wucherpreise wuchs sich am 22. Juni 1920 zu blutigen Unruhen mit sieben Toten aus. Später kam die Zerstörung der Währung durch die Inflation 1922/1923 dazu, die kurzzeitig zu einer eigenen Regionalwährung führte, dem Markengeld Wära.
Es gelang den Nationalsozialisten und den mit ihnen verbündeten, die Demokratie ablehnenden Parteien, diejenigen Parteien, die die Weimarer Republik stützten, für die Reparationsverpflichtungen, die schlechte Wirtschaftslage und auch für den Abbau des Militärs verantwortlich zu machen, verbunden mit einem hohen Anteil von Antisemitismus: Die Juden galten als Urheber aller negativen Geschehnisse der Weimarer Republik. Dazu kam die Bekämpfung der Kommunisten, die die Weimarer Republik selbst ablehnten. So kam es seit den späten 1920er Jahren in Ulm zu hohen Stimmenanteilen der Nationalsozialisten.
Im Ulmer Reichswehrprozess wurden im Oktober 1930 drei Offiziere des in Ulm stationierten Artillerieregiments 5 wegen Vorbereitung zum Hochverrat angeklagt und schließlich wegen Verteilens politischer (NSDAP-)Propaganda zu je 18 Monaten Festungshaft verurteilt. Adolf Hitler persönlich wurde als Zeuge vernommen, nutzte dies zu einem Propagandaauftritt, sicherte während seiner Befragung durch den Richter aber auch zu, politische Veränderungen nur auf verfassungsgemäßem Weg anzustreben.

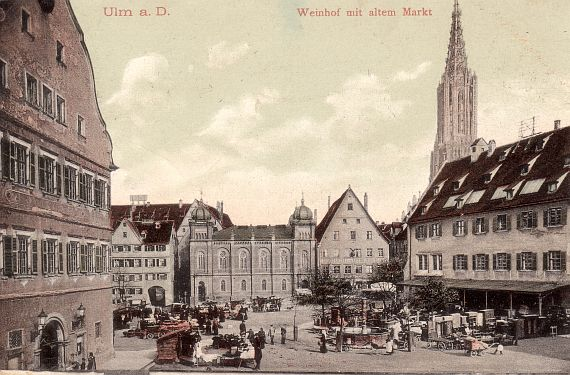
Weinhof vor 1927 (mit der in der Pogromnacht 1938 zerstörten Synagoge)

Direkt nach der Machtübernahme durch die Nationalsozialisten am 30. Januar 1933 setzte die Verfolgung der Weimarer Demokraten, von Kommunisten und auch der Juden ein. Dies wurde anfangs von der SA und SS im Auftrag der NSDAP durchgeführt, später von den Polizeibehörden. Viele der Opfer dieser Verfolgung wurden von 1933 bis 1935 im Konzentrationslager Oberer Kuhberg, einem der Festungswerke der Bundesfestung Ulm, ohne Gerichtsverfahren eingekerkert und misshandelt. Später wurden die verbliebenen Gefangenen in das KZ Dachau überstellt. Darunter befand sich auch Kurt Schumacher. Gleichzeitig wurden die demokratischen Gremien und der demokratische Rechtsstaat abgeschafft. Wahre Herrscher von Ulm waren ab 1933 der NSDAP-Kreisleiter Eugen Maier und seine Vorgesetzten im NSDAP-Gau Württemberg-Hohenzollern.
1933 richtete die Württembergische Politische Polizei im Neuen Bau eine Außenhauptstelle ein, die ab 1936 bis Kriegsende als Dienststelle der Geheimen Staatspolizei fungierte.
Von 1933 bis 1935 bestand das KZ Oberer Kuhberg mit hauptsächlich politischen Gefangenen im gleichnamigen Fort der Bundesfestung Ulm.
Am 22. April 1934 gaben oppositionelle Vertreter der evangelischen Kirche aus ganz Deutschland (Deutsches Reich) im Ulmer Münster die Ulmer Erklärung ab, in der sie sich gegen die Bestrebungen wandten, die Selbstständigkeit der evangelischen Kirche dem nationalsozialistischen Staat unterzuordnen.
Durch die Verwaltungsreformen während der NS-Zeit in Württemberg wurde die Stadt Ulm 1938 kreisfrei und zudem Sitz des aus dem alten Oberamt hervorgegangenen Landkreises Ulm.
In der sogenannten Reichspogromnacht (9./10. November 1938) wurde die 1873 geweihte Ulmer Synagoge Am Weinhof 2 von einer Ulmer SA-Gruppe in Brand gesetzt. Daneben wurden Mitglieder der jüdischen Gemeinde misshandelt, woran sich auch andere Ulmer Bürger beteiligten. 56 Männer wurden für mehrere Monate im KZ Dachau inhaftiert. Zwei Verhaftete aus Ulm überlebten die dortigen Torturen nicht. Die städtische Feuerwehr löschte den Brand der Synagoge schnell, jedoch nicht, um den Brand des Heiligtums der jüdischen Gemeinde zu verhindern, sondern weil sie ein Übergreifen des Brandes auf benachbarte Gebäude verhindern wollte. Um den nationalsozialistischen Pogrom zu vollenden, ordnete die Stadtverwaltung einige Tage später den Abriss des Gebäudes an und zwang die jüdische Gemeinde, ihn selbst zu finanzieren. Nach der „Reichskristallnacht“ wurden die restlichen in Ulm lebenden Menschen jüdischen Glaubens zwangsweise in sogenannte Judenhäuser einquartiert. 1941 bis 1942 wurden die verbliebenen Ulmer Juden in die Vernichtungslager in den Osten abtransportiert, um sie dort zu ermorden. Nur wenige der deportierten Ulmer Juden überlebten. Am Treppenabgang der Sparkasse Neue Straße 66 erinnerte von 1990 bis zum Neubau der Synagoge auf dem Weinhof gegenüber im Jahr 2012 eine Gedenktafel an die verfolgten und in der Shoa ermordeten 122 Ulmer Juden und ihr Gotteshaus. Das Gedenkbuch des Bundesarchivs für die Opfer der nationalsozialistischen Judenverfolgung in Deutschland (1933–1945) verzeichnet namentlich 157 jüdische Einwohner Ulms, die deportiert und größtenteils ermordet wurden.
Es gab vereinzelt auch Widerstand gegen den nationalsozialistischen Staat. 1942 bildete eine Gruppe Abiturienten um Hans und Susanne Hirzel sowie Franz J. Müller den Ulmer Ableger der bekannten Münchner Widerstandsgruppe Weiße Rose, in der die beiden Ulmer Hans und Sophie Scholl aktiv waren. Beide Widerstandsgruppen wurden 1943 gefasst. Ihre Mitglieder wurden teils zum Tode und teils zu Gefängnisstrafen verurteilt.
1944 begannen die schweren Luftangriffe auf Ulm. Zu Kriegsende – insbesondere als Folge des Großangriffs vom 17. Dezember 1944 – waren 81 % der historischen Altstadt zerstört, das Münster blieb jedoch weitgehend verschont.
1945 unterhielt das KZ Dachau das SS-Arbeitslager Ulm im Stadtteil Söflingen mit 30 bis 40 Häftlingen zum Bau von U-Boot-Teilen bei Klöckner-Humboldt-Deutz.
Am 24. April 1945 wurde Ulm von US-Truppen besetzt. Andernorts in Deutschland wurde der Krieg noch bis Anfang Mai fortgesetzt. Der Krieg endete letztlich am 8. Mai mit der Bedingungslosen Kapitulation der Wehrmacht.

#### Ulm in der Nachkriegszeit (1945 bis 2000)
Ulm war Teil der Amerikanischen Besatzungszone und gehörte somit seit 1945 zum neu gegründeten Land Württemberg-Baden, das 1952 im jetzigen Bundesland Baden-Württemberg aufging.

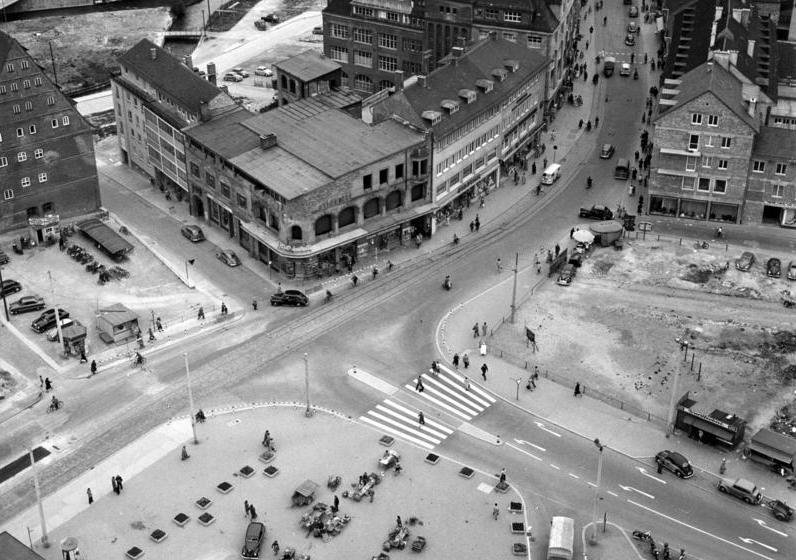
1955: Blick vom Hauptturm des Ulmer Münsters zum westlichen Münsterplatz. Die Baulücken sind Folgen der besonders am 17. Dezember 1944 erfolgten Zerstörung der Altstadt.

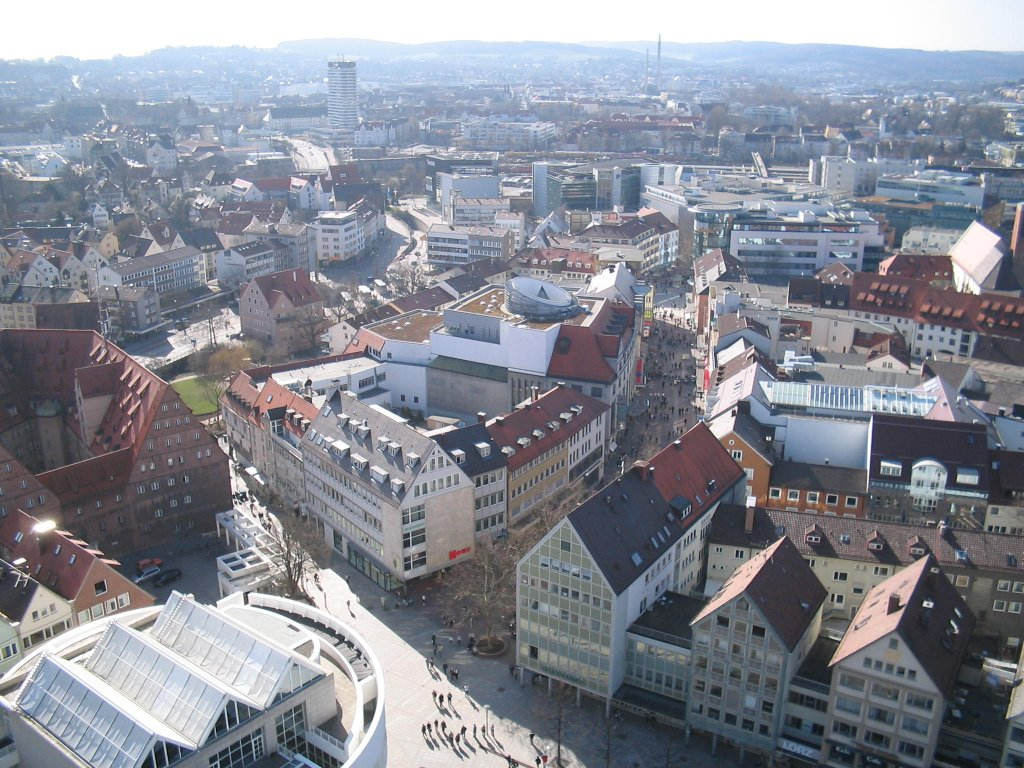
2005: Blick von der mittleren Plattform des Ulmer Münsters in Richtung Westen.
Links der historische Neue Bau, nahezu alle anderen erkennbaren Gebäude sind neu entstanden.

Die zu großen Teilen zerstörte Innenstadt Ulms wurde in den Jahrzehnten nach Kriegsende wieder aufgebaut. Die Frage, ob der Wiederaufbau historisch oder modern erfolgen sollte, führte zu heftigen Auseinandersetzungen. Der größte Teil der Stadt wurde im Stil der Fünfziger- und Sechzigerjahre wiederaufgebaut. Um große Verkehrsprojekte wie die „Neue Straße“ als Ost-West-Magistrale zu verwirklichen, wurde sogar noch erhaltene historische Bausubstanz geopfert. Es kam allerdings auch zu Rekonstruktionen einzelner, für die Stadtgeschichte bedeutender Gebäude, und zahlreiche moderne Bauten orientierten sich mehr oder weniger an historischen Formen, z. B. an den für Ulm typischen Spitzgiebeln. (Siehe auch Kultur und Sehenswürdigkeiten – Bauwerke – Stadtbild)
Der Wiederaufbau war aber nicht begrenzt auf die alte Ulmer Innenstadt. So war das neu ausgewiesene Industriegebiet im Donautal (1951) von großer Bedeutung für die weitere wirtschaftliche Entwicklung der Stadt. Im neuen Stadtteil Eselsberg konnten zahlreiche Vertriebene aufgenommen werden, was die Einwohnerzahl schnell wieder auf den Stand von vor dem Krieg und darüber hinaus anschwellen ließ.
Nachdem Ulm bereits im Jahr 1854 den 1. Deutschen Feuerwehrtag ausgerichtet hatte, fand vom 29. bis 31. Mai 1953 der 22. Deutsche Feuerwehrtag ebenfalls dort statt. Er war der erste nach der Naziherrschaft und dem Zweiten Weltkrieg.
Im Jahre 1953 begann die Geschichte der für die Fünfziger- und Sechzigerjahre stilbildenden, inzwischen aber wieder geschlossenen Hochschule für Gestaltung. Eine Ingenieurschule eröffnete 1960 ihren Lehrbetrieb und ging 1972 in der Fachhochschule für Wirtschaft und Technik auf. Ein wichtiger Impuls für die Stadt war die Gründung der Universität Ulm (1967), der 1982 das aus bisher städtischen Kliniken gebildete Universitätsklinikum angeschlossen wurde.
Am 1. Januar 1973 trat die Kreisreform in Baden-Württemberg in Kraft. Ulm wurde Sitz des neu gebildeten Alb-Donau-Kreises, blieb selbst aber kreisfrei. 1980 überschritt Ulm erstmals die 100.000-Einwohner-Marke und wurde somit Großstadt. Im selben Jahr war Ulm Gastgeber der ersten Landesgartenschau in Baden-Württemberg, an der sich auch die bayerische Nachbarstadt Neu-Ulm beteiligte.
Die Überwindung der Wirtschaftskrise Anfang der 1980er Jahre machte aus der bisherigen Industriestadt auch ein Dienstleistungs- und Wissenschaftszentrum, das 1987, bei einer Einwohnerzahl von 104.000, die beachtliche Zahl von 84.000 Arbeitsplätzen aufweisen konnte.

#### Ulm im 21. Jahrhundert (seit 2001)
2004 feierte die Stadt mehrere bedeutende Ereignisse: zum einen den 1150. Jahrestag der ersten urkundlichen Erwähnung von Ulm, zum anderen den 125. Geburtstag von Albert Einstein, der am 14. März 1879 in der heutigen Bahnhofstraße geboren wurde. (Die Familie zog allerdings bereits kurz nach der Geburt Alberts 1880 nach München. An der Stelle seines Geburtshauses steht heute eine Skulptur zu Ehren des prominenten jüdischen Sohnes der Stadt, der von den NS-Machthabern ausgebürgert wurde.) Ein weiteres Großereignis war der 95. Deutsche Katholikentag vom 16. bis zum 20. Juni 2004 unter dem Motto „Leben aus Gottes Kraft“, an dem ungefähr 30.000 Gläubige teilnahmen.
2015 wurde Ulm der Ehrentitel „Reformationsstadt Europas“ durch die Gemeinschaft Evangelischer Kirchen in Europa verliehen.

### Eingemeindungen
Ehemals selbständige Gemeinden beziehungsweise Gemarkungen, die in die Stadt Ulm eingegliedert wurden. Die Zuwachsfläche gibt die hinzukommende Fläche zur Gesamtfläche der Stadt im Jahr der Eingliederung an.
| Datum oder Jahr   | Orte                                 | Zuwachs in ha | Quelle |
| ----------------- | ------------------------------------ | ------------- | ------ |
| 1828              | Böfingen, Örlingen und Obertalfingen | ?             |        |
| 6. November 1905  | Söflingen                            | 1448          |        |
| 1. April 1926     | Grimmelfingen                        | 471           |        |
| 1. April 1927     | Wiblingen                            | 809           |        |
| 1. September 1971 | Jungingen                            | 1354          | [ 42 ] |
| 1. Januar 1972    | Unterweiler                          | 452           | [ 42 ] |
| 1. Februar 1972   | Mähringen                            | 891           | [ 42 ] |
| 1. Mai 1974       | Eggingen                             | 810           | [ 43 ] |
| 1. Juli 1974      | Donaustetten                         | 598           | [ 43 ] |
| 1. Juli 1974      | Einsingen                            | 651           | [ 43 ] |
| 1. Juli 1974      | Ermingen                             | 837           | [ 43 ] |
| 1. Juli 1974      | Gögglingen                           | 514           | [ 43 ] |
| 1. Januar 1975    | Lehr                                 | 614           | [ 43 ] |

### Einwohnerentwicklung

Einwohnerentwicklung von 1871 bis 2017

Zwischen 1890 (36.000 Einwohner) und 1939 (75.000 Einwohner) verdoppelte sich die Bevölkerung der Stadt. Durch die Auswirkungen des Zweiten Weltkrieges verlor Ulm bis 1945 rund 30 Prozent (20.000) seiner Bewohner. 1951 hatte die Bevölkerungszahl wieder den Stand von vor dem Krieg erreicht. 1980 überschritt die Einwohnerzahl der Stadt erstmals die Grenze von 100.000, wodurch sie zur Großstadt wurde. Dieser Status ging in den 1980er-Jahren zwischenzeitlich verloren, seit der Volkszählung 1987 wurden jedoch konstant über 100.000 Einwohner gelistet. Laut Zensus 2011 betrug die Zahl mit Stand 9. Mai 2011 116.761 Einwohner und war damit geringer als bisher angenommen (laut Statistischem Bundesamt hatte Ulm Ende 2010 über 120.000 Einwohner). Ende Dezember 2019 lebten in Ulm nach Fortschreibung des Statistischen Landesamtes Baden-Württemberg 126.790 Menschen mit Hauptwohnsitz und die Einwohnerzahl erreichte damit das vierte Jahr in Folge einen neuen historischen Höchststand.
Mit Stand vom 31. Dezember 2004 hatten 19.570 Einwohner (16,3 Prozent) einen ausländischen Pass (über 100 Nationen). 14,4 Prozent der Einwohner waren unter 15 Jahre alt, 17,5 Prozent 65 Jahre alt oder älter. Damit hat Ulm, ähnlich wie andere deutsche Städte, eine relativ niedrige Geburtenrate, die Einwohnerzahl steigt aber durch Zuwanderung noch um jährlich 0,5 Prozent.
Laut einem Bericht des Statistischen Landesamtes von Baden-Württemberg wird die Stadt bzw. der Stadtkreis Ulm im Jahr 2025 der jüngste Landkreis in Baden-Württemberg sein. So wird das Durchschnittsalter der Stadt von derzeit 41,3 Jahre auf 44,5 Jahre steigen, was aber immer noch deutlich unter dem Durchschnittsalter von anderen Stadt- und Landkreisen im Land liegt.
Für das Jahr 2040 werden nach statistischer Vorausrechnung ca. 141.000 bis 151.000 Einwohner in Ulm erwartet. Das würde einen Anstieg um ca. 11,5 bis 19,5 % im Vergleich zum Jahr 2020 bedeuten.
Die Metropolregion von Ulm fasst mit den anliegenden Landkreisen Alb-Donau-Kreis und Landkreis Neu-Ulm ca. 500.000 Einwohner.

### Christentum

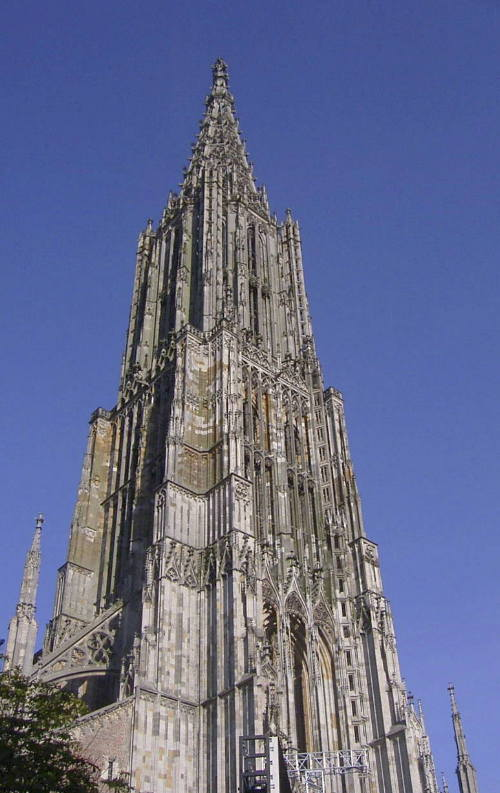
Turm des Ulmer Münsters von Nordwesten

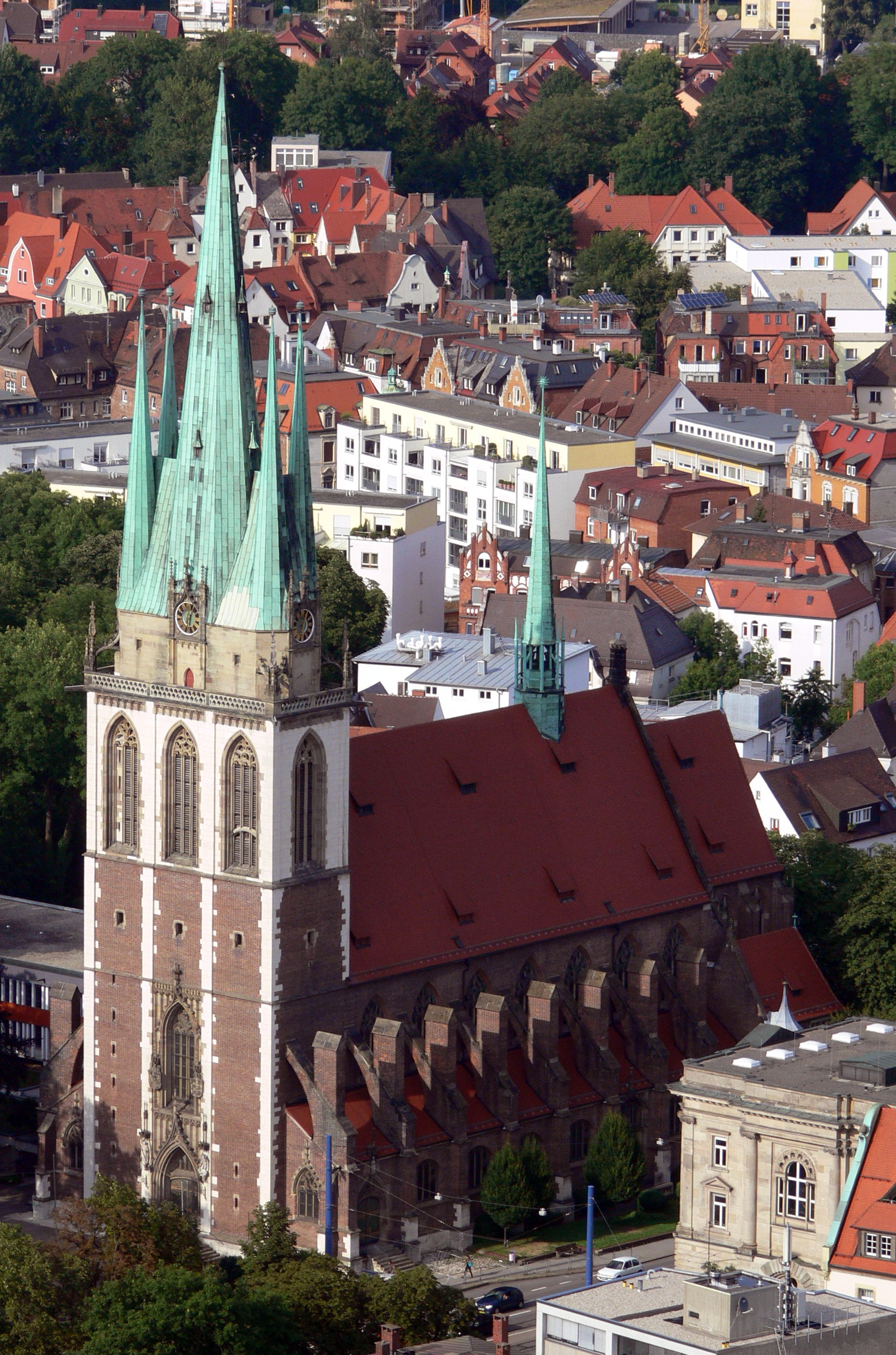
Katholische Georgskirche

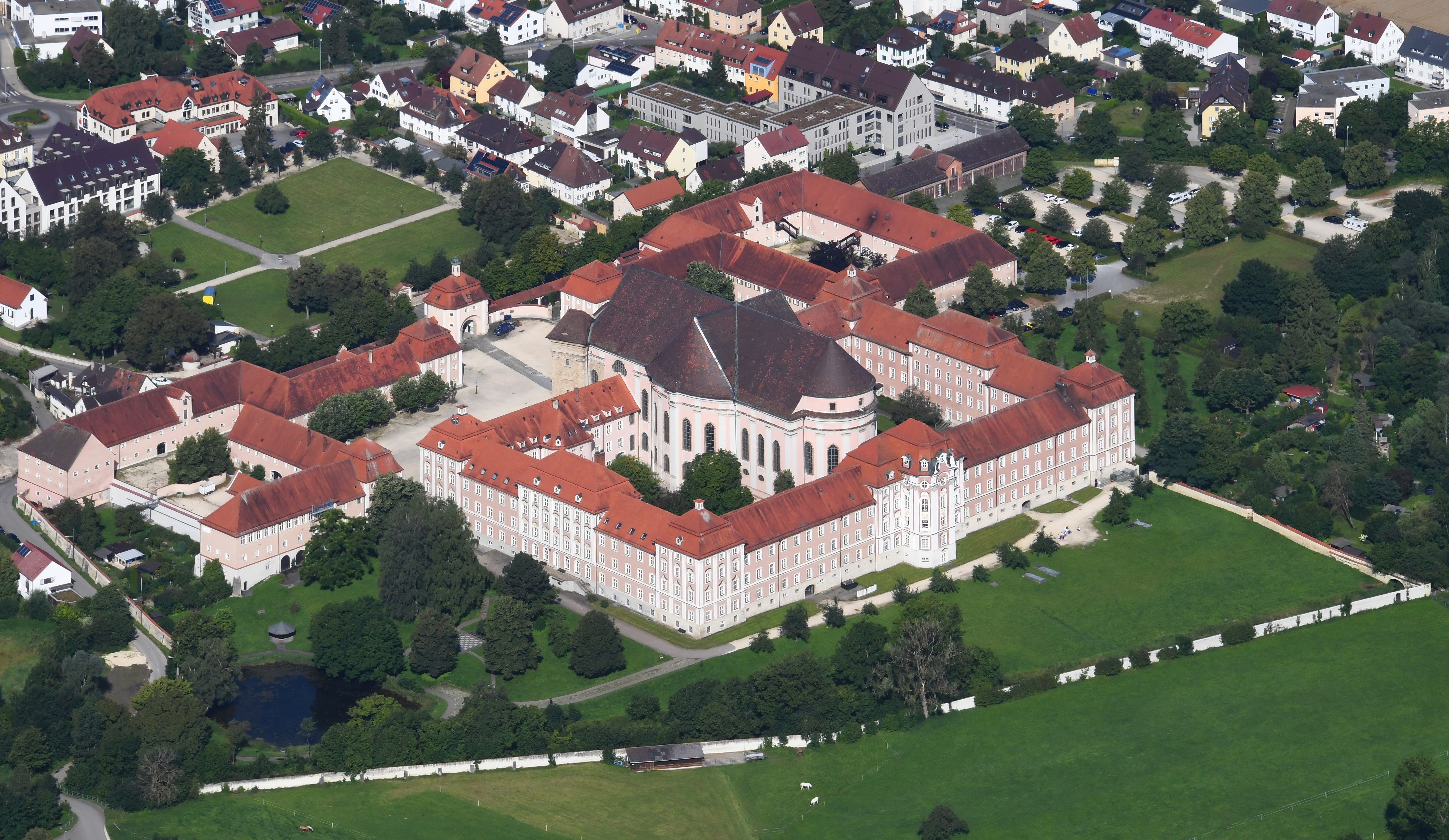
Kloster Wiblingen

Ökumenisches Wandern auf dem 2008 angelegten Oberschwäbischen Pilgerweg

1529 trat Ulm auf dem Reichstag in Speyer den protestantischen Reichsständen bei. In einer Abstimmung vom 3. bis 8. November 1530 entschieden sich von 1.865 Abstimmungsberechtigten 1.621 für die Reformation. 1531 wurde die Reformation Zwinglischer Richtung durch den Konstanzer Reformator Ambrosius Blarer eingeführt, doch näherte man sich bald Martin Luther an, als 1533 die Stadt eine lutherische Kirchenordnung erhielt. Somit war Ulm über Jahrhunderte eine protestantische Stadt. Bürgermeister Hans Ehinger von Balzheim († 1583) unterzeichnete für den Rat der Stadt Ulm die lutherische Konkordienformel von 1577. Um die Wende vom 16. zum 17. Jahrhundert sank der Anteil der Katholiken an der Bevölkerung Ulms (rund 20.000) auf ein Prozent (200 bis 250 im Jahre 1624) ab. Diese Zahl blieb bis Mitte des 18. Jahrhunderts konstant. Predigen durften die verbliebenen Priester nicht, katholische Taufen durften nur noch in den Privathäusern stattfinden. Zur Brautmesse, deren Feier in Ulm verboten war, gingen die wenigen Paare ins katholische Söflingen, wo es seit 1258 ein Klarissenkloster gab, das 1803 aufgelöst wurde. Seit der Mitte des 17. Jahrhunderts waren Katholiken vom Bürgerrecht ausgeschlossen. Die stärksten Gruppen unter den Katholiken waren die Patrizier und vor allem die Gesellen, Dienstboten und Taglöhner. Anfang des 19. Jahrhunderts gab es wieder eine starke katholische Gemeinde, 1805 die erste katholische Stadtpfarrei nach der Reformation.
Nach dem Übergang an Württemberg (1810) wurde Ulm Sitz eines Generalats (heute Prälatur) innerhalb der Evangelischen Landeskirche in Württemberg, der die evangelischen Gemeindeglieder angehören, sofern sie nicht Mitglied einer evangelischen Freikirche sind. Des Weiteren besteht in Ulm an der Adlerbastei – neben der evangelischen Prälatur – ein Dekanat, dessen Stelleninhaber dem evangelischen Kirchenbezirk Ulm mit insgesamt 55.408 Protestanten vorsteht (Stand 2005). Die evangelische Gesamtkirchengemeinde Ulm ist die Nachfolgeeinrichtung der historischen eigenständigen Ulmer Reichsstadtkirche und bildet zurzeit einen Verbund aus sechs Kirchengemeinden: Auferstehungskirche, Christuskirche, Lukaskirche, Martin-Luther-Kirche, Münster, Paul-Gerhardt-Kirche (wurde 2007 abgerissen und wich Eigentumswohnungen) und Pauluskirche. Die gewählten Vertreter dieser sechs Kirchengemeinden bilden den Gesamtkirchengemeinderat Ulm. Dieser repräsentiert 21.561 Gemeindeglieder (Stand 2006) und trägt die Verantwortung für das evangelische kirchliche Leben in der Stadt.
Die Katholiken in der Stadt gehörten anfangs zum Bistum Konstanz, später zum Bistum Augsburg und ab 1817 zum Generalvikariat Rottenburg, aus dem später das Bistum Rottenburg und dann das bis heute bestehende Bistum Rottenburg-Stuttgart hervorgingen.
Mit der Eingemeindung umliegender katholischer Orte veränderte sich das Gewicht zwischen evangelischen und katholischen Christen. Heute beträgt der Anteil der Katholiken an der Gesamtbevölkerung 35,0 %, zum protestantischen Glauben bekennen sich 25,5 % (Stand: 2012).
Seit dem Ende des Eisernen Vorhangs verzeichnete Ulm eine große Zuwanderung osteuropäischer Bevölkerungsgruppen, von denen ein großer Anteil verschiedenen orthodoxen Kirchen angehört. Die in den letzten Jahren stark angewachsene russisch-orthodoxe Gemeinde Ulms nutzt für ihre Gottesdienste neben der Valentinskapelle („Schmalzhäusle“) auf dem südlichen Münsterplatz auch das von ihr 2007 übernommene, ehemals baptistische Gemeindezentrum am Judenhof.
Außerdem gibt es eine Anzahl evangelisch-methodistischer Christen; 2012 schlossen sich die beiden methodistischen Gemeinden Ulms zur „EmK Ulm“ zusammen. Die Evangelisch-Freikirchliche Gemeinde Ulm hat ihr Gemeindehaus in Neu-Ulm. Des Weiteren finden sich in Ulm zum Bund freikirchlicher Pfingstgemeinden gehörende Gemeinden der Ecclesia und der Volksmission, eine Freie Evangelische Gemeinde, eine Gemeinde der Adventisten und eine Versammlung des Süddeutschen Gemeinschaftsverbandes. Die Apostolische Gemeinschaft nutzt eine ehemalige Friedhofskapelle in der Innenstadt. Die Neuapostolische Kirche, die Kirche Jesu Christi der Heiligen der Letzten Tage sowie die Zeugen Jehovas sind ebenfalls mit eigenen Gemeinden und Gotteshäusern in Ulm vertreten. Die Mitglieder der Alt-Katholischen Kirche gehören zur Augsburger Gemeinde und halten ihre Gottesdienste in Senden ab.

### Judentum

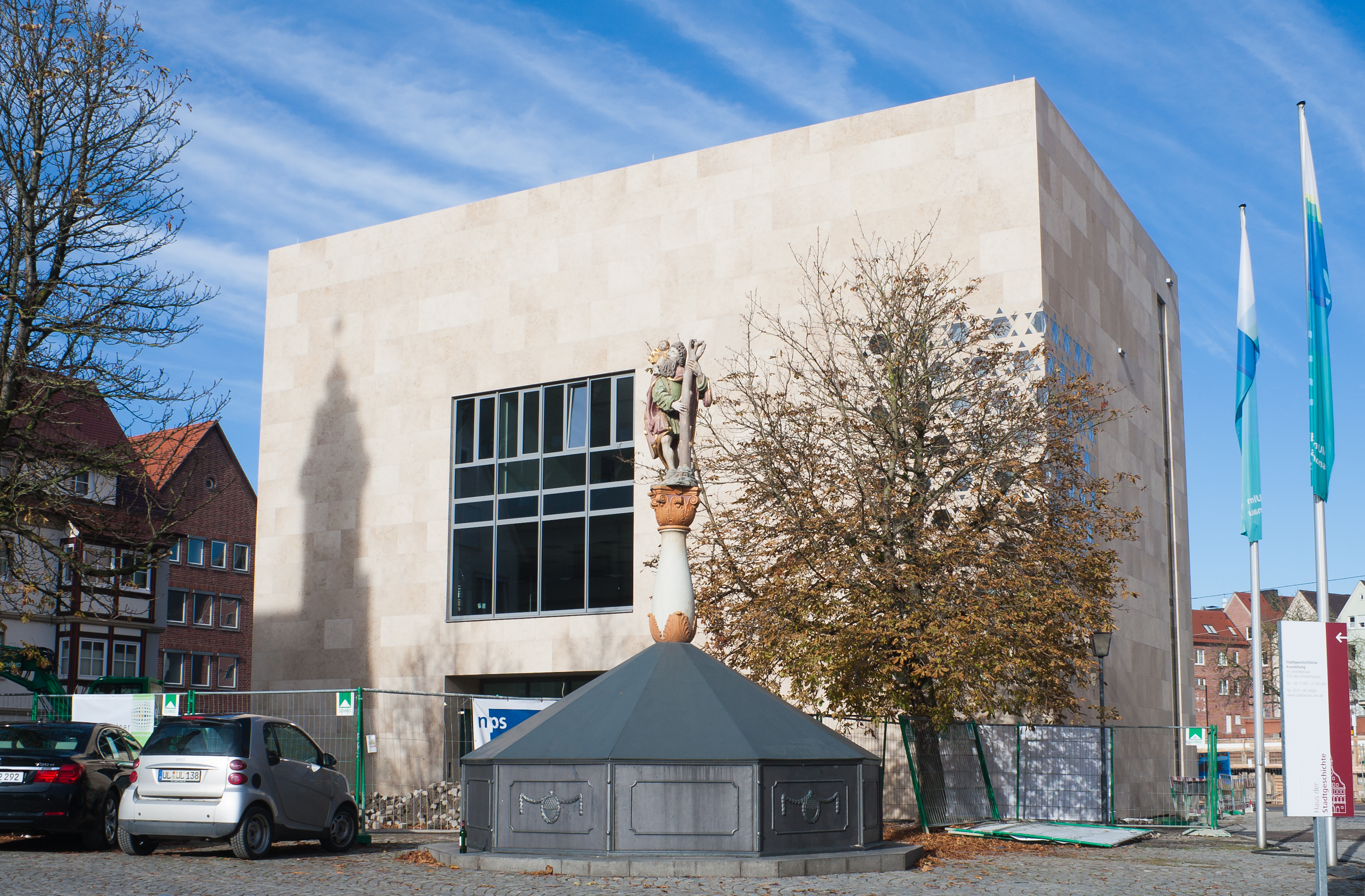
Neue Synagoge, seit 2012 am Weinhof, das IRGW-Gemeindezentrum Ulm

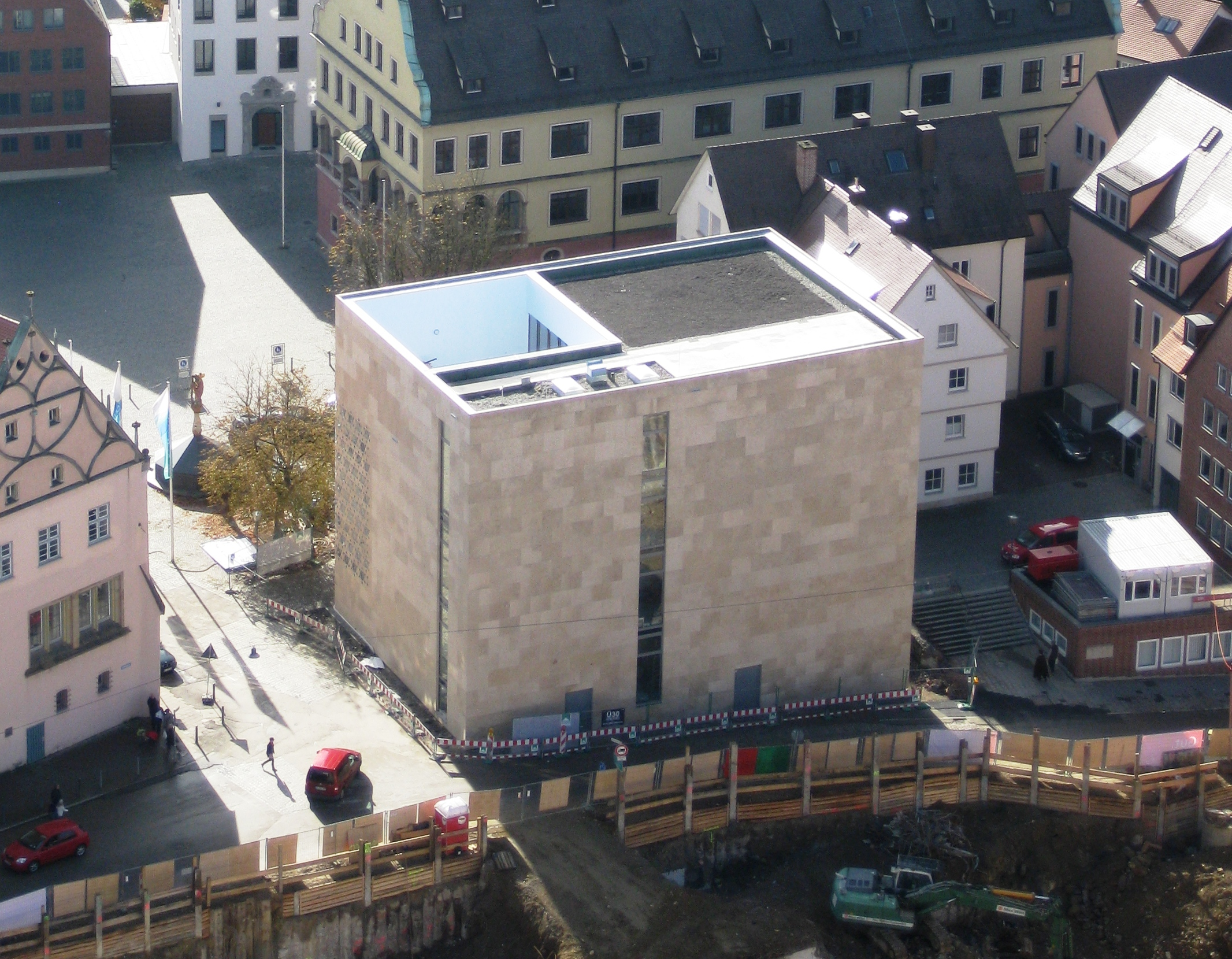
IRGW-Gemeindezentrum Ulm von oben

Die Jüdische Gemeinde Ulm hat eine lange und wechselhafte Geschichte. Seit dem Mittelalter gab es in Ulm eine jüdische Gemeinde (1241/42 erstmals belegt) mit einer Synagoge im Judenhof. Während der Pest 1349 wurden die Juden verfolgt und ihre Gemeinde nahezu vernichtet. In der zweiten Hälfte des 14. Jahrhunderts siedelten sich erneut Juden an, die große wirtschaftliche Bedeutung für die Stadt hatten, doch 1499 aus der Stadt gewiesen wurden. Erst ab 1806 konnten Juden wieder zuziehen. Eine eigene israelitische Gemeinde gab es seit 1854. Von 1871 bis 1873 wurde am Weinhof eine Synagoge errichtet, die am 9. November 1938 zerstört wurde. Seit 1889 war Ulm Sitz eines Rabbinats. Die höchste Zahl wurde um 1880 mit 694 jüdischgläubigen Personen erreicht. 1933 lebten rund 530 Juden in Ulm. Diese wurden größtenteils durch Enteignung und andere Verfolgung von Seiten städtischer Institutionen und Mitbürger in die Emigration gedrängt. 141 Mitbürger, der Rest der jüdischen Einwohner, wurden durch die Behörden der Stadt zum Abtransport (Deportation) in die Vernichtungslager gezwungen. 121 jüdische Mitbürger wurden dort ermordet. Nach dem Kriegsende gab es kein jüdisches Leben mehr in Ulm.
Erst seit 1990 zogen mit den Aussiedlern aus Osteuropa wieder vermehrt Juden nach Ulm, die seit 1999 auch wieder von einem Rabbiner betreut werden. Die jüdische Gemeinde umfasst heute ca. 450 Ulmer Bürger. Ein Zuzug jüdischer Migranten nach Ulm wird laut Vorstand der IRGW (Mai 2008) durch eine verstärkte Zuweisung jüdischer Neuzuwanderer erfolgen. 2002 wurde die jüdische Gemeinde als Filialgemeinde von Stuttgart neu gegründet und am 5. Mai des gleichen Jahres ein neues jüdisches Gemeindezentrum mit einem Gebetsraum eingeweiht, der erste seit Zerstörung der Synagoge 1938. Am 2. Dezember 2012 wurde die neue Synagoge der jüdischen Gemeinde Ulms an nahezu derselben Stelle wie die 1938 zerstörte Alte Synagoge eingeweiht. In Ulm besteht außer dem stillgelegten alten jüdischen Friedhof, an den seit 1987 ein Gedenkstein erinnert, eine jüdische Abteilung auf dem Stadtfriedhof.

### Islam
In Ulm bestehen mehrere Moscheen, darunter eine neu errichtete in der Weststadt mit einem Gebetsraum für 400 Männer und 30 Frauenplätzen auf einer Empore, außerdem ein Versammlungsraum für 600 Menschen sowie Minarett und Kuppeln.
2007 kam es zu Aufsehen wegen eines fundamentalistisch radikalisierten Teiles muslimischer Ulmer, der dem Islamischen Informationszentrum (IIZ) nahestand. Zu dessen Vorstand gehörten zwei Männer, die in Tschetschenien mit der Waffe kämpften und dabei getötet wurden; einer der drei Männer, die im September 2007 verhaftet wurden, weil sie Terroranschläge in Deutschland geplant hatten, war Mitglied des IIZ. Darüber hinaus wurden andere fundamentalistische Aktivisten mit dem IIZ in Verbindung gebracht, was dort zu einer Razzia führte. Das IIZ kam einem geplanten Verbot zuvor und löste sich im Oktober 2007 selbst auf. Im IIZ verkehrte auch Khaled al-Masri, der am 11. September 2009 den Neu-Ulmer Oberbürgermeister Gerold Noerenberg in dessen Büro überfiel und schlug, so dass Noerenberg anschließend ärztlich versorgt werden musste.
Salah Abdeslam, Hauptverdächtiger der Terroranschläge vom 13. November 2015 in Paris, hielt sich in der Nacht vom 2. auf den 3. Oktober 2015 in Ulm auf. Sein gemieteter Wagen wurde an einer Flüchtlingsunterkunft gesichtet. Dort holte er drei mutmaßliche Komplizen ab.

### Konfessionsstatistik
Laut der Volkszählung 2011 waren 35,6 % der Einwohner römisch-katholisch, 25,9 % evangelisch, und 38,5 % waren konfessionslos, gehörten einer anderen Glaubensgemeinschaft an oder machten keine Angabe. Der Anteil der Protestanten und Katholiken an der Gesamtbevölkerung ist seitdem beträchtlich gesunken. Ende 2024 hatte Ulm 131.221 Einwohner, davon waren 25,2 % katholisch, 17,7 % evangelisch und 57,1 % gehörten entweder einer anderen oder gar keiner Glaubensgemeinschaft an.
Zahlen zu weiteren Glaubensgemeinschaften wurden letztmals beim Zensus von 2011 erhoben. Damals waren 3,3 % der Bevölkerung christlich-orthodox, 1,1 % Mitglieder einer evangelischen Freikirche und weitere 4,1 % gehörten sonstigen in Baden-Württemberg anerkannten öffentlich-rechtlichen Religionsgemeinschaften an (darunter die Alt-Katholische Kirche und die Zeugen Jehovas).
Der Anteil der muslimischen Bevölkerung in Ulm lag gemäß Berechnungen basierend auf den Zahlen des Zensus von 2011 bei 8,2 %.

## Politik

### Geschichte

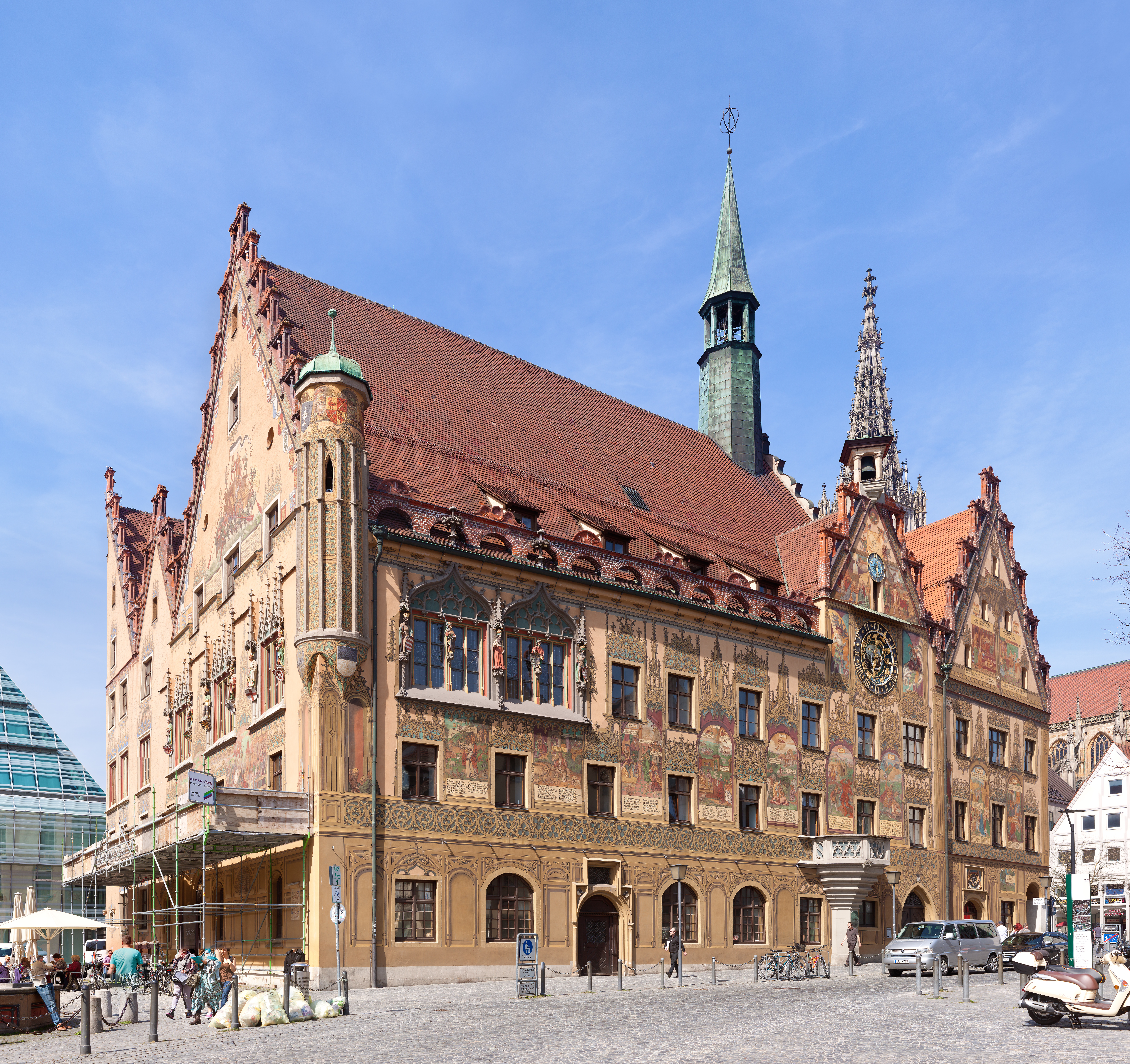
Ulmer Rathaus, links im Hintergrund die neue Zentralbibliothek (angeschnittene Glaspyramide)

An der Spitze der Stadt Ulm standen anfangs der Ammann sowie der Rat der Stadt. Seit dem 13. Jahrhundert gab es neben dem Ammann einen Bürgermeister als Geschäftsführer des Rates, der ab 1345 den Vorsitz im Rat und die Leitung der Stadt übernahm. Ab 1325 wurde den Zünften im Kleinen Schwörbrief nach bürgerkriegsähnlichen Wirren mehr Mitspracherecht neben dem städtischen Patriziat, das bis dahin allein die Politik bestimmte, eingeräumt. Zwischen 1397 und 1547 sicherte der Große Schwörbrief als Verfassung der Reichsstadt den Zünften die Mehrheit im Rat und den Zugang auch zu hohen städtischen Ämtern. 1547 wurden die im Große Schwörbrief garantierten Rechte der Zünfte durch Kaiser Karl V. aufgehoben und dem städtischen Adel (Patriziat) wieder die Mehrheit eingeräumt. Der Zugang zu höheren städtischen Ämtern war fortan Nichtadligen kaum mehr möglich. Ulm wurde de facto zu einer Adelsrepublik. Ursprünglich 17 Patrizierfamilien wählten fortan den Bürgermeister und die hohen Staatsbeamten aus ihren Reihen. Infolgedessen waren nahezu alle höheren staatlichen Ämter im Besitz des städtischen Patriziats, ehrenamtlich und auf ein bis zwei Jahre beschränkt. Nach ihrer Amtszeit galt für die vormaligen Amtsinhaber (insbesondere die Bürgermeister) eine Art Sperrfrist, so dass jene, von Ausnahmen abgesehen, nicht unmittelbar zweimal nacheinander in das gleiche Amt gewählt werden konnten, wohl aber ein anderes Amt annehmen durften. 1802 wurde die reichsstädtische Verfassung aufgehoben.

### Oberbürgermeister

#### Oberbürgermeisterwahlen
Der Oberbürgermeister wird direkt gewählt, jeweils für acht Jahre.
Ivo Gönner (SPD) war drei Amtszeiten lang, von 1992 bis 2016, Oberbürgermeister.
Im November 2015 setzte sich Gunter Czisch (CDU) mit 52,9 % der Stimmen gegen sechs weitere Kandidaten durch und trat sein Amt zum 29. Februar 2016 an. Im Dezember 2023 verlor Czisch in der Stichwahl gegen Martin Ansbacher (SPD) mit 44,9 % zu 55,1 % (bei einer Wahlbeteiligung von 38,4 %), nachdem er im ersten Wahlgang noch mit über 13 Prozentpunkten Vorsprung vorne gelegen hatte.

#### Oberbürgermeister seit 1819
- 1819–1844: Christoph Leonhard Wolbach
- 1845–1863: Julius Schuster
- 1863–1890: Karl von Heim
- 1891–1919: Heinrich von Wagner
- 1919–1933: Emil Schwamberger
- 1933–1945: Friedrich Foerster, NSDAP
- 1945 (April–Mai): Hermann Frank
- 1945 (Mai–Juni): Karl Eychmüller
- 1945–1948: Robert Scholl (Vater von Hans und Sophie Scholl)
- 1948–1972: Theodor Pfizer
- 1972–1984: Hans Lorenser, CDU
- 1984–1992: Ernst Ludwig, CDU
- 1992–2016: Ivo Gönner, SPD
- 2016–2024: Gunter Czisch, CDU
- 2024–0000: Martin Ansbacher, SPD

### Gemeinderat
Der Gemeinderat hat 40 Mitglieder.
Ergebnis der Wahl zum Gemeinderat am 9. Juni 2024:
| Sitzverteilung im Gemeinderat 2024Insgesamt 40 Sitze - Linke: 1 - SPD: 6 - Grüne: 8 - BLO: 1 - FWG: 2 - Junge: 1 - Klima: 1 - Tierschutz: 1 - UVL: 2 - UWS: 3 - UfA: 1 - WWG: 2 - FDP: 2 - CDU: 7 - AfD: 2 |

- SPD: 7
- Grüne: 9
- Klima: 3
- FWG: 9
- FDP: 2
- CDU: 8
- AfD: 2

| Partei                | Stimmenanteil | + / − %p | Sitze   | + / − |
| --------------------- | ------------- | -------- | ------- | ----- |
| CDU                   | 17,2 %        | (+ 0,7)  | 7 Sitze | (+ 1) |
| SPD                   | 15,0 %        | (+ 1,23) | 6 Sitze | (+ 1) |
| Bündnis 90/Die Grünen | 19,8 %        | (− 6,9)  | 8 Sitze | (− 2) |
| Freie Wähler/FWG      | 4,9 %         | (− 2)    | 2 Sitze | (− 1) |
| UWS                   | 7,3 %         | (− 0,5)  | 3 Sitze | (± 0) |
| FDP/DVP               | 4,2 %         | (− 0,8)  | 2 Sitze | (± 0) |
| WWG                   | 4,7 %         | (− 0,1)  | 2 Sitze | (± 0) |
| UVL                   | 4,7 %         | (− 0,1)  | 2 Sitze | (± 0) |
| Die Linke             | 3,2 %         | (– 1)    | 1 Sitz  | (– 1) |
| BLO                   | 1,6 %         | (– 0,2)  | 1 Sitz  | (± 0) |
| Ulm für Alle          | 3,2 %         | (– 1,5)  | 1 Sitz  | (– 1) |
| Tierschutzpartei      | 3,2 %         | (– 1,5)  | 1 Sitz  | (– 1) |
| KlimalisteBW          | 3,5 %         | (+ 3,5)  | 1 Sitz  | (+ 1) |
| Junge Ulmer Liste     | 2,2 %         | (+ 2,2)  | 1 Sitz  | (+ 1) |
| AfD                   | 1,8 %         | (+ 1,8)  | 1 Sitz  | (+ 1) |

### Wappen und Flagge
| Wappen der Stadt Ulm | Blasonierung: „Von Schwarz und Silber geteilt.“ |
| Wappen der Stadt Ulm | Wappenbegründung: Die seit 1244 nachweisbaren Siegel der Reichsstadt enthalten den Reichsadler, der oben zeitweilig von einem Stern und einer Lilie begleitet ist. Der geteilte Schild als das eigentliche Stadtwappen ist seit 1351 in den Siegeln belegt, wo er zunächst in den Fängen des Adlers, später als dessen Brustschild erscheint. Mit der Mediatisierung (nach 1803) fiel der Reichsadler weg, während das in farbigen Darstellungen seit der Mitte des 15. Jahrhunderts überlieferte von Schwarz und Silber geteilte Stadtwappen, das bisher nicht sicher gedeutet ist, weitergeführt wurde. |

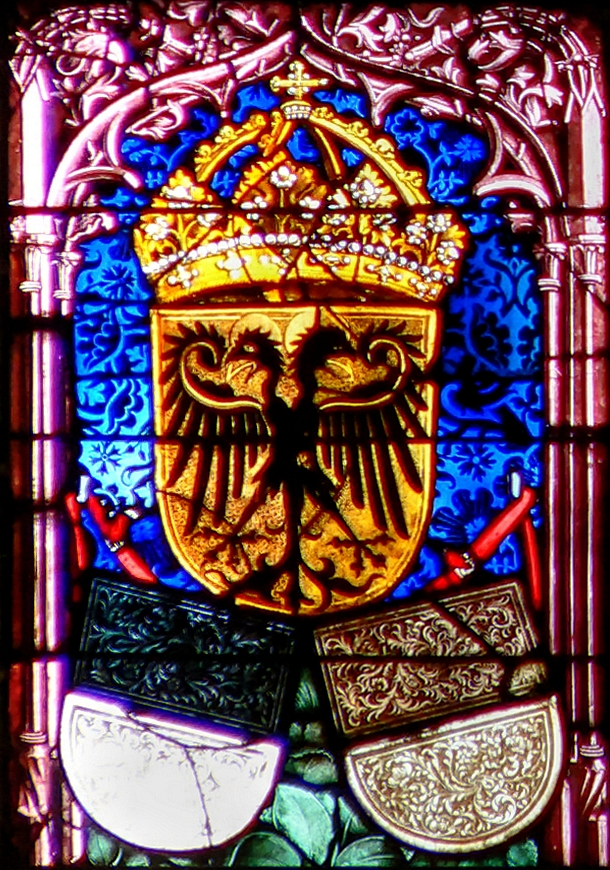
Historisches Wappen mit Reichsadler im Ulmer Münster (von 1480)

Flagge der Stadt Ulm

Die Stadtflagge trägt die Stadtfarben Schwarz-Weiß (Schwarz-Silber).

### Städtepartnerschaften
Ulm hat keine offizielle Partnerstadt. Es unterhält aber seit 1986 über einen Partnerschaftsverein eine De-facto-Städtepartnerschaft (siehe Patenstadt) mit Jinotega in Nicaragua. Der Stadtteil Wiblingen ist mit der französischen Stadt Argenton-sur-Creuse partnerschaftlich verbunden.
Im Juli 1998 haben in Ulm außerdem Repräsentanten von 15 Donaustädten aus Anlass des Ersten „Internationalen Donaufestes“ eine gemeinsame Erklärung unterzeichnet, Motto: „Die Donau und ihre Städte – ein europäisches Netzwerk der Zukunft“. Darin haben sie sich zu einer dauerhaften und grenzüberschreitenden Zusammenarbeit verpflichtet. Inzwischen entwickelten sich daraus feste Kontakte insbesondere zu folgenden Städten und Regionen in Südosteuropa (Donau-Partnerschaften):
- Bratislava (Pressburg) (Slowakei)
- Budapest, Baja und Hódmezővásárhely (Ungarn)
- Vukovar (Kroatien)
- Novi Sad, Subotica und Kladovo (Serbien)
- Widin und Silistra (Bulgarien)
- Hermannstadt, Temeschburg, Arad, Klausenburg und Tulcea (Rumänien)

Eine wichtige Rolle für das Anlaufen der Zusammenarbeit mit den oben genannten Städten und Regionen spielte und spielt das Donaubüro. Es wurde mit dem Ziel ins Leben gerufen, dass von Ulm, der ersten Großstadt am Lauf der Donau, und anknüpfend an traditionelle Beziehungen (Donauschwaben), die Zusammenarbeit mit den Städten und Regionen entlang des Stromes verstärkt werden solle, vorhandene Kontakte gepflegt und neue Verbindungen geknüpft werden, um dauerhafte Partnerschaften zu begründen, zur Gestaltung des künftigen Europa. Politik, Verwaltung, Wirtschaft, Wissenschaft, Bildung und Kultur sind die Felder, auf denen das Donaubüro tätig ist: zum einen mit Projekten, Veranstaltungen, Workshops, Seminaren und (Ko-)Produktionen, zum anderen im Vermitteln von Kontakten und Herstellen von Synergien. Nach Ulmer Vorbild gibt es inzwischen in einem halben Dutzend dieser Partnerstädte ebenfalls Donaubüros. Im Jahr 2009 wurde mit Gründung des Rats der Donaustädte und -regionen dem über Jahre gewachsenen kommunalen und regionalen Kooperations-Netzwerk flussabwärts ein organisatorischer Rahmen gegeben.
Weitere Städtepartnerschaften:
- Linz an der Donau, Österreich
- New Ulm, USA (gemeinsam mit Neu-Ulm)[70]

## Kultur und Sehenswürdigkeiten

### Theater

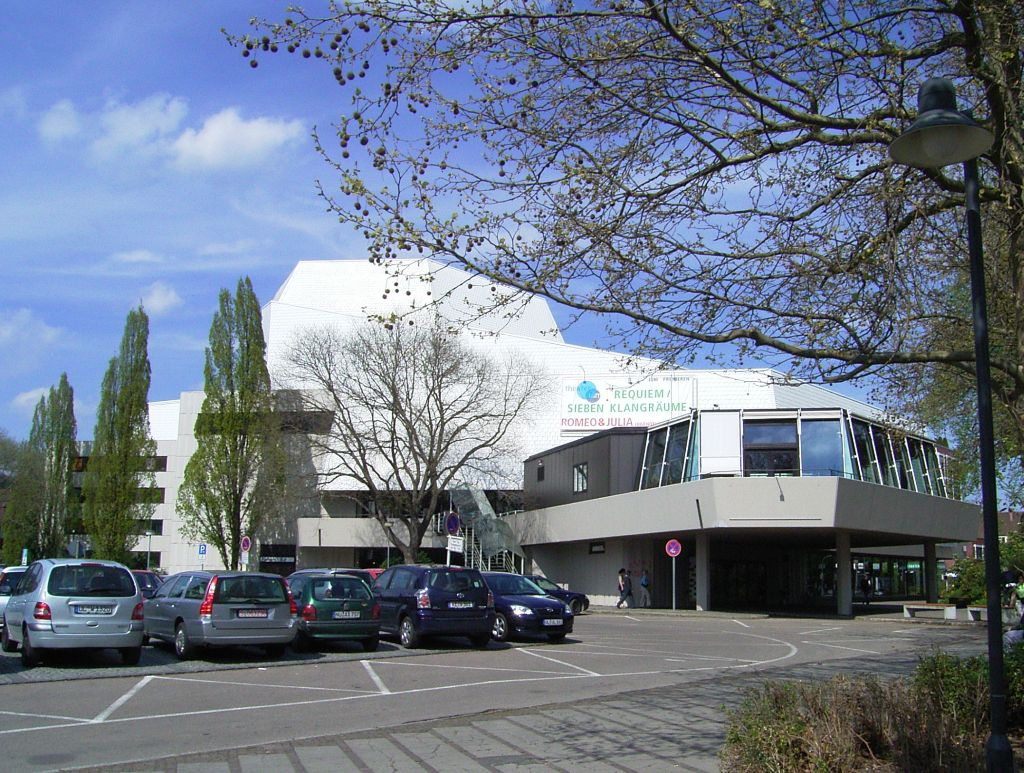
Theater Ulm

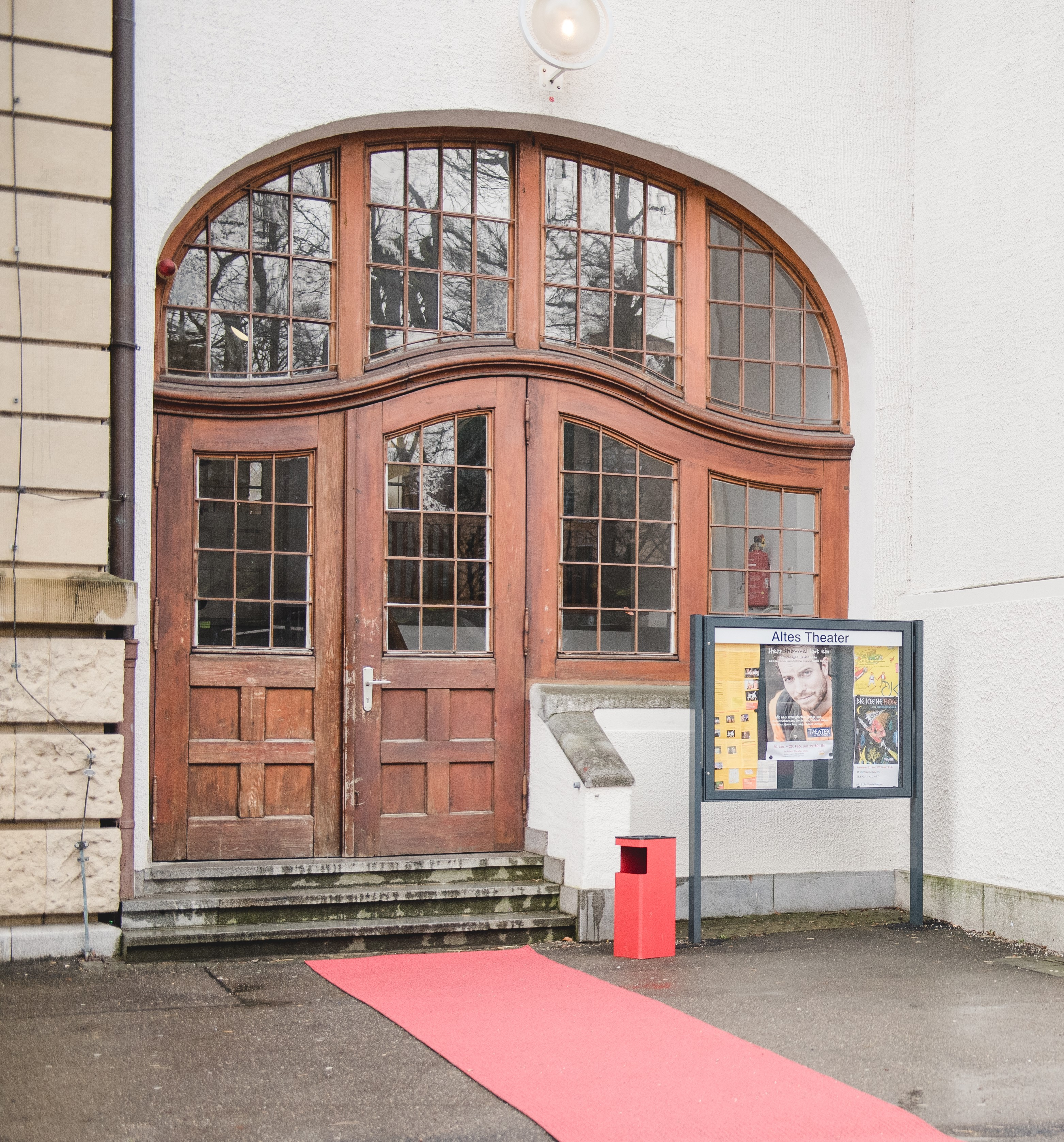
Junge Ulmer Bühne im alten Theater Ulm

In Ulm gibt es mehrere Theater, die unabhängig voneinander arbeiten.
Das städtische Theater Ulm am Herbert-von-Karajan-Platz 1 ist mit 815 Sitzplätzen das größte Theater Ulms. Es wurde 1641 gegründet und ist somit das älteste städtische Theater Deutschlands, das im Bild gezeigte Gebäude ist jedoch ein Neubau aus dem 20. Jahrhundert. Ungewöhnlich für die Größe der Stadt, ist das Theater Ulm ein Dreispartenhaus mit Musiktheater, Schauspiel und Ballett. Dem Theater angegliedert ist das Philharmonische Orchester der Stadt Ulm, das sowohl im Theater selbst als auch an anderen Konzertplätzen sinfonische Konzerte gibt.
Ein Kinder- und Jugendtheater in Ulm ist die Junge Ulmer Bühne (JUB), mit Sitz im alten Theater Ulm, sowie dem Kuh 16 (Unterer Kuhberg 16).
Ein weiteres Theater, das privat geführte Theater in der Westentasche, ist seit 2012 in Ulm-Böfingen beheimatet (davor 40 Jahre in der Herrenkellergasse in der Ulmer Altstadt). Das „kleinste Theater Deutschlands“ mit 40 Plätzen beschrieb sich selbst als exotische, experimentelle und innovative Bühne.
Im zur Akademie für darstellende Kunst (adk) (s. u.) gehörenden Akademietheater am Kuhberg stellen angehende Regisseure und Darsteller ihre Bühnenkünste dar, wobei auch auf andere Spielstätten wie das Alte Theater ausgewichen wird.
Das Theater Ulüm ist das einzige professionelle türkischsprachige Theater in Süddeutschland mit einem regelmäßigen Spielplan und einer festen Spielstätte in der Oberen Donaubastion in der Schillerstraße. Dort hat ebenfalls die Theaterwerkstatt Ulm ihren Sitz.
Das Erste Ulmer Kasperletheater wurde 2001 als professionelles Kindertheater gegründet. Es hat rund 60 Zuschauerplätze und bietet wöchentlich fünf Aufführungen.

### Museen und Freiluftgalerien

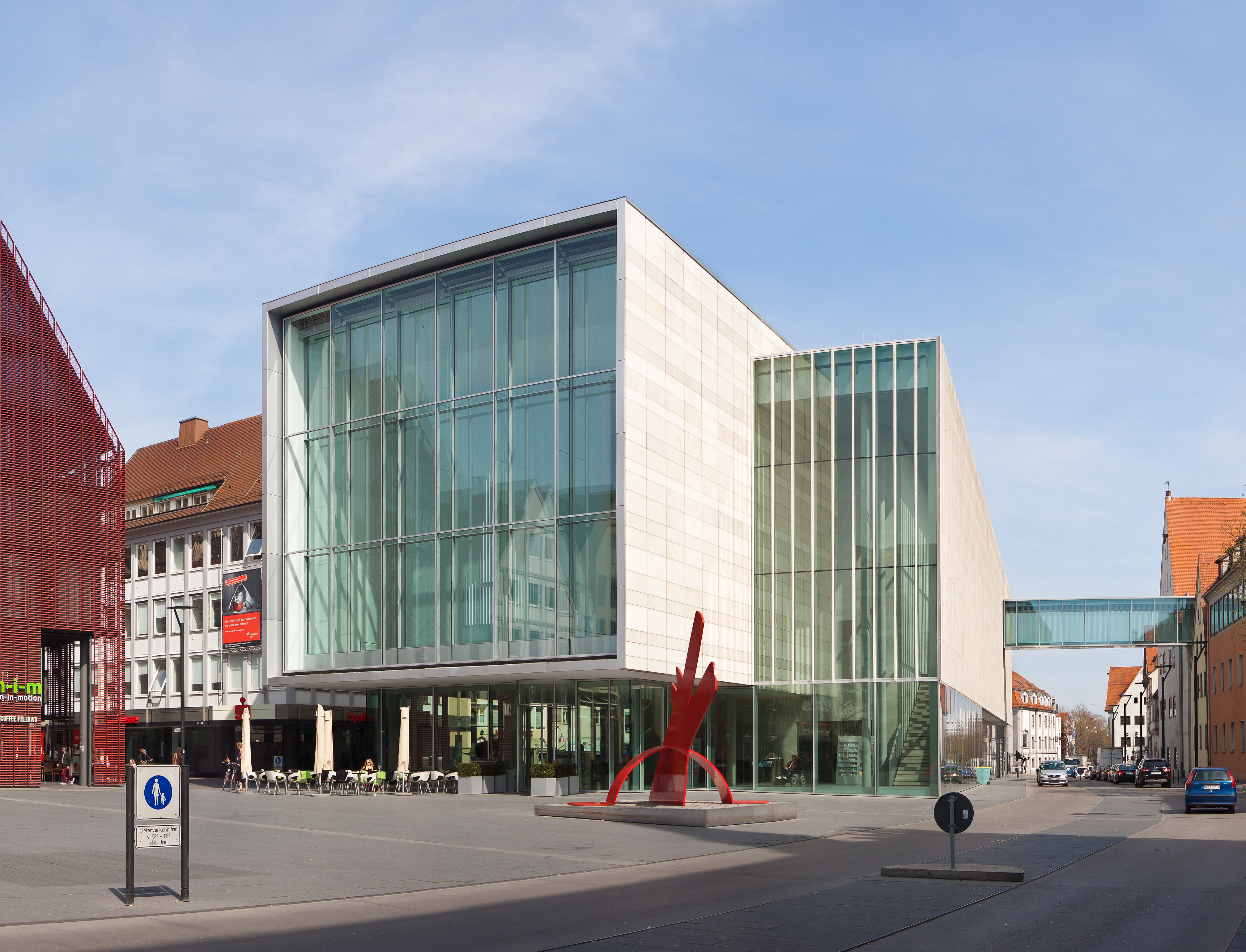
Kunsthalle Weishaupt in der Neuen Straße

Das Museum Ulm ist als Museum für Kunst, Archäologie sowie Stadt- bzw. Kulturgeschichte konzipiert. Neben zahlreichen, teils hochrangigen Ausstellungsstücken werden auch Informationen zur Stadtgeschichte und bekannten Ulmer Persönlichkeiten, wie zum Beispiel Albert Einstein, präsentiert. Unter den Sammlungen und Ausstellungsstücken des Museums verdient die archäologische Abteilung mit dem Löwenmenschen als die älteste Mensch-Tier-Plastik der Welt (datiert auf ca. 37.000 vor Christus) und Teil des UNESCO-Welterbes Höhlen und Eiszeitkunst der Schwäbischen Alb besondere Aufmerksamkeit. Ebenfalls erwähnenswert sind die große kultur- und stadtgeschichtliche Abteilung mit den Kleidung und reichsstädtischen Alltag des ausgehenden 18. Jahrhunderts bis ins Detail darstellenden Ton-Figuren der Hafnerfamilie Rommel und der aus dem 17. Jahrhundert stammenden Kunst- und Naturalkammer des reichen Ulmer Kaufmannes Christoph Weickmann mit einigen der weltweit ältesten erhaltenen afrikanischen Textilien, die umfangreiche Kunstsammlung mit spätmittelalterlichen Werken der sogenannten Ulmer Schule (u. a. Werke von Jörg Syrlin d. J., Hans Multscher, Gregor & Michel Erhart, Bartholomäus Zeitblom und Niklaus Weckmann) und zahlreichen Werken zeitgenössischer Kunst des 20. Jahrhunderts (u. a. von Joseph Beuys, Andy Warhol und Roy Lichtenstein).
Die Design-Ausstellung mit Entwürfen und Werken der international renommierten Ulmer Hochschule für Gestaltung (HfG) ist seit 2011 im HfG-Archiv im ehemaligen Gebäude der Hochschule (Am Hochsträß 8, 89081 Ulm) zu finden. Dort wird in der ständigen Ausstellung „Von der Stunde Null bis 1968“ sowie Sonderausstellungen die Geschichte der HfG von ihrer Gründung bis zu ihrem Ende präsentiert.

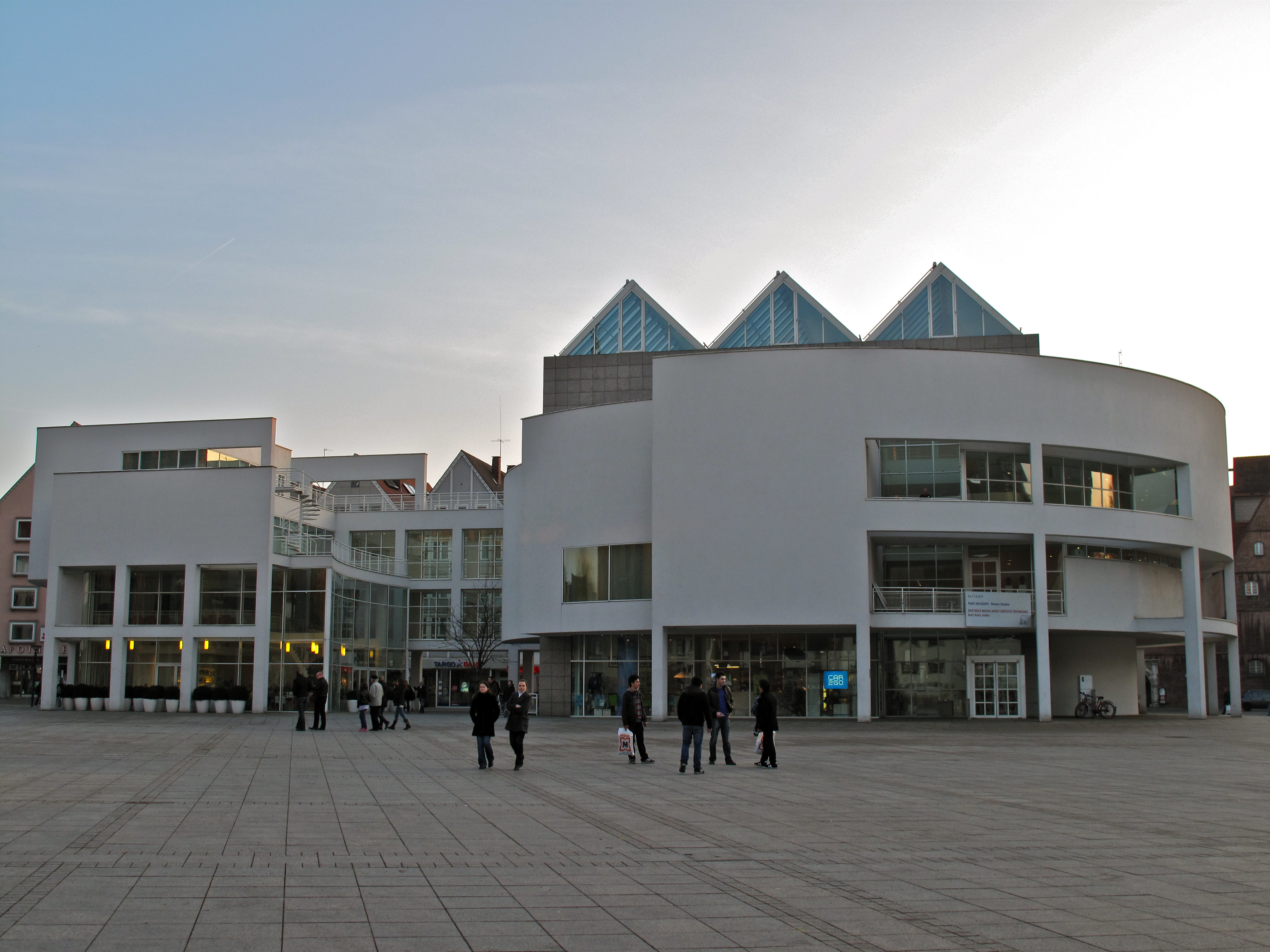
Ulmer Stadthaus am Münsterplatz in der Ulmer Innenstadt

Als moderne Bauskulptur, entworfen vom New Yorker Architekten Richard Meier und 1993 eröffnet, korrespondiert das Stadthaus Ulm mit dem spätgotischen Ulmer Münster. Das Stadthaus ist vor allem ein Ort für Themen der Gegenwart, präsentiert in Wechselausstellungen und Veranstaltungen. Schwerpunkte des Ausstellungsprogramms liegen auf zeitgenössischer Fotografie, Architektur und Outsider Art. Die Wurzeln des Stadthauses in der Geschichte des Ulmer Münsterplatzes werden in einer multimedialen Dauerausstellung gezeigt.
Am 24. November 2007 wurde in der Neuen Mitte, in unmittelbarer Nachbarschaft des Ulmer Museums und mit diesem über eine gläserne Brücke direkt verbunden, die Kunsthalle Weishaupt eröffnet. Sie wurde vom Unternehmer Siegfried Weishaupt mit privaten Mitteln realisiert und nach den Plänen des Münchener Architekten Wolfram Wöhr gebaut. Die Sammlung umfasst etliche hundert große Arbeiten und zählt zu den bedeutenden Privatsammlungen zeitgenössischer Kunst in Deutschland.

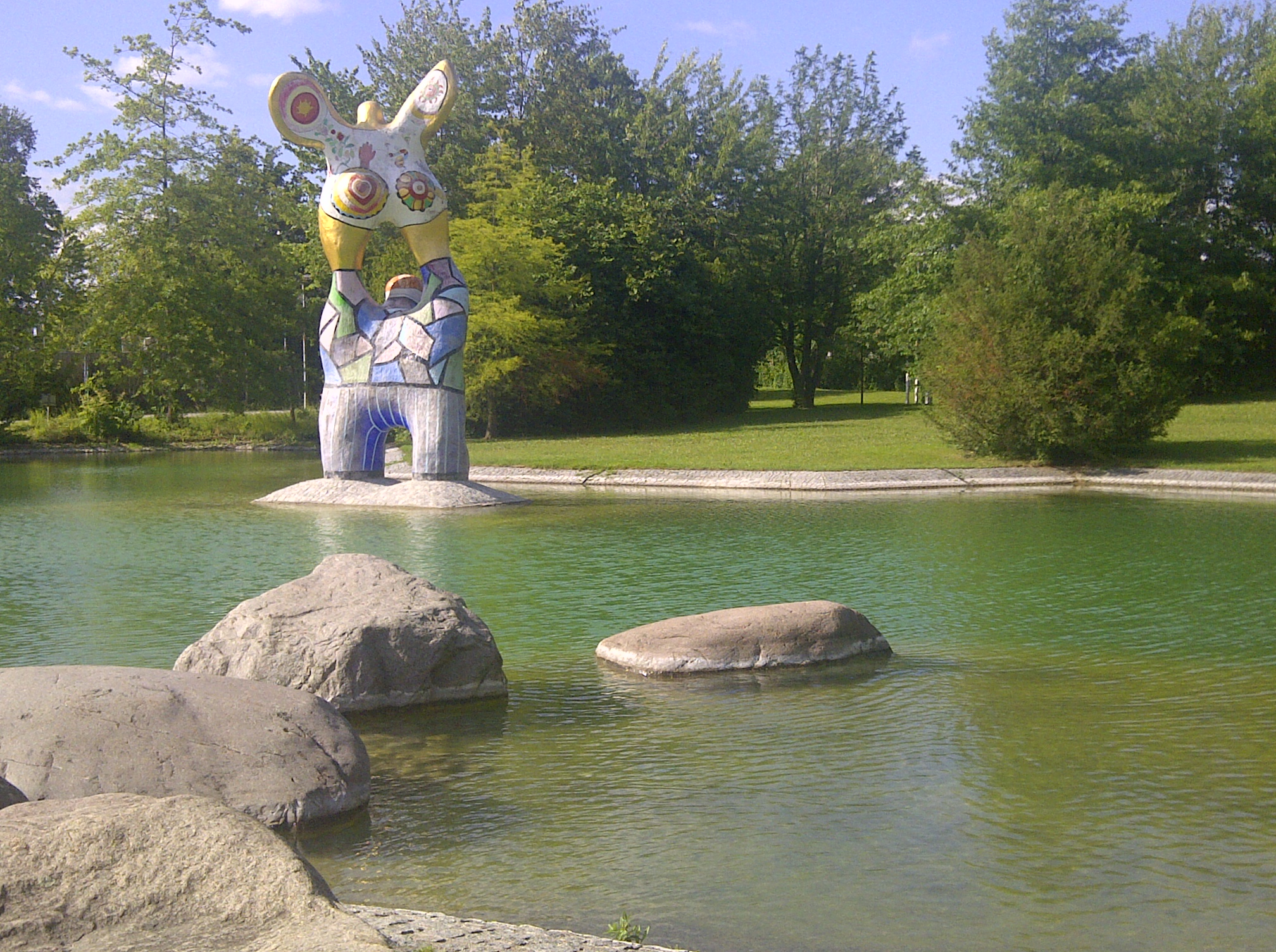
Plastik von Niki de Saint Phalle (Der Dichter und seine Muse) als Bestandteil des Skulpturenweges auf dem Oberen Eselsberg

Zusammen mit dem Skulpturenweg der Universität (u. a. Werke von Niki de Saint Phalle)  erhält Ulm den Rang eines herausragenden Ausstellungsortes für bildende Kunst und Design in Süddeutschland.
Einzigartig in Deutschland werden im Museum Brot und Kunst neben Techniken und Geschichte(n) der Brotherstellung auch die überaus vielschichtige Kultur- und Sozialgeschichte des Brotes als grundlegendes Nahrungsmittel und wichtiges kulturelles Symbol dargestellt.
Die Ulmer DenkStätte Weiße Rose erinnert in ihrer Dauerausstellung mit dem Titel „wir wollten das andere“ Jugendliche in Ulm 1933 bis 1945 im Foyer der Ulmer Volkshochschule am Kornhausplatz an Ulmer Mitglieder der Widerstandsgruppe Weiße Rose wie auch eine Reihe anderer Ulmer Jugendlicher, die während der Zeit des Nationalsozialismus Widerstand leisteten.
Die KZ-Gedenkstätte Ulm im Fort Oberer Kuhberg erinnert an die Nutzung dieses Teils der Bundesfestung durch das NS-Regime als Konzentrationslager. Im Fort Oberer Kuhberg wurden vom November 1933 bis Juli 1935 unter unmenschlichen Bedingungen über 600 politische und weltanschauliche Gegner aus dem Land Württemberg-Hohenzollern eingekerkert. Unter ihnen befand sich auch Kurt Schumacher, der Wiederbegründer der SPD in Deutschland nach 1945. Das ehemalige KZ ist heute Gedenkstätte. Sie wurde 1994 vom Regierungspräsidium Tübingen als „vorbildliches Heimatmuseum“ ausgezeichnet. Das KZ Oberer Kuhberg ist als einziges KZ in Süddeutschland in seiner gesamten baulichen Substanz erhalten. Dazu gehören die unterirdischen Verliese, in denen die Häftlinge untergebracht waren, das Freigelände mit der Haftzelle von Kurt Schumacher und die Räume der KZ-Kommandantur.
Das Festungsmuseum Fort Oberer Kuhberg wurde 1974 vom Förderkreis Bundesfestung Ulm e. V. gegründet. Ziel dieses Vereines ist die Restaurierung, die Dokumentation und die Präsentation der erhaltenen Bauwerke. Noch vor der Vereinsgründung im Jahr 1974 begannen im Fort Oberer Kuhberg (Teil der Bundesfestung Ulm) die ersten Erhaltungsarbeiten. In der Zwischenzeit ist es das am besten erhaltene Fort und kann bei Führungen besichtigt werden. Die Aktivitäten des Vereins haben sich in den letzten Jahren auf andere Festungswerke ausgeweitet, die ebenso im Rahmen von Führungen der Öffentlichkeit präsentiert werden.
Im Donauschwäbischen Zentralmuseum (dzm), das in einem Teil der Festungsanlage Obere Donaubastion (Teil der Bundesfestung Ulm) untergebracht ist, werden Geschichte, Kultur und Schicksal der sogenannten Donauschwaben, deutschstämmiger, meist schwäbischer Auswanderer, die im 18. Jahrhundert nach Südosteuropa auswanderten und deren Nachfahren nach dem Zweiten Weltkrieg als Heimatvertriebene zurückkehrten, in wechselnden Ausstellungen dargestellt. Das dzm ist eine gemeinsam von der Stadt Ulm, dem Land Baden-Württemberg, dem Bund sowie der EU finanzierte Einrichtung von europäischer Bedeutung.
Das Naturmuseum Ulm (bis 2023 Naturkundliches Bildungszentrum Ulm, frühere Bezeichnung: Naturkundliche Sammlungen der Stadt Ulm) wird auch als „lebendiges Museum“ bezeichnet. Die Themen Mineralogie, Geologie, Paläontologie, Botanik, Zoologie und Ökologie können dabei nicht nur kognitiv, sondern auch sinnlich erfahren werden. Durch diese Konzeption ist das Museum insbesondere für Familien mit Kindern und Menschen mit geistiger oder körperlicher Behinderung besonders geeignet. Das Museum verfügt über zahlreiche Informationstafeln in Blindenschrift. Seit März 2013 ist das Naturmuseum eine von 26 Infostellen des UNESCO-Geoparks „Schwäbische Alb“.
Das nicht öffentlich zugängliche Setra-Museum im Ulmer Fischerviertel (Fischergasse 23) zeigt die Geschichte der Marke Setra (Omnibusse mit selbsttragender Karosserie, entwickelt Mitte des 20. Jahrhunderts vom damaligen Ulmer Unternehmen Karl Kässbohrer GmbH). Außerdem gibt es eine Ausstellung von Omnibusmodellen.

### Weitere kulturelle Einrichtungen
Das soziokulturelle Zentrum Roxy bietet ein breites Spektrum an Veranstaltungen: Musik, Kabarett, Lesungen, Poetry und Science-Slam-Partys. Es wurde 1989 vom Verein für demokratische Bildung und Kulturarbeit e. V. gegründet und getragen, seit 2000 ist es eine gemeinnützige GmbH.
Die Bundesfestung beherbergt in der Courtine am Gaisenberg zwei Konzertveranstaltungsorte: den 1963 gegründeten Jazzkeller Sauschdall sowie das CAT.
Das Ulmer Zelt ist seit 1986 mit sechseinhalb Wochen Programm von Mitte Mai bis Anfang Juli das längste Kulturzeltfestival Deutschlands. Es findet in der Friedrichsau mit internationalen Top-Acts, aber auch weniger bekannten Künstlern sämtlicher Genres sowie Kabarett, Kinderaktionswiese, Kindertheater und weiteren Veranstaltungen statt. Veranstalter ist der Verein zur Förderung der freien Kultur Ulm e. V.
Seit 2014 finden die Ulmfilmtage statt; hier werden zu Jahresbeginn in Ulmer Kinos Filme über Ulm aus den Jahren ab 1922 gezeigt (z. B. Kinderland ist abgebrannt von Sibylle Tiedemann).

### Kulturelle Vereine

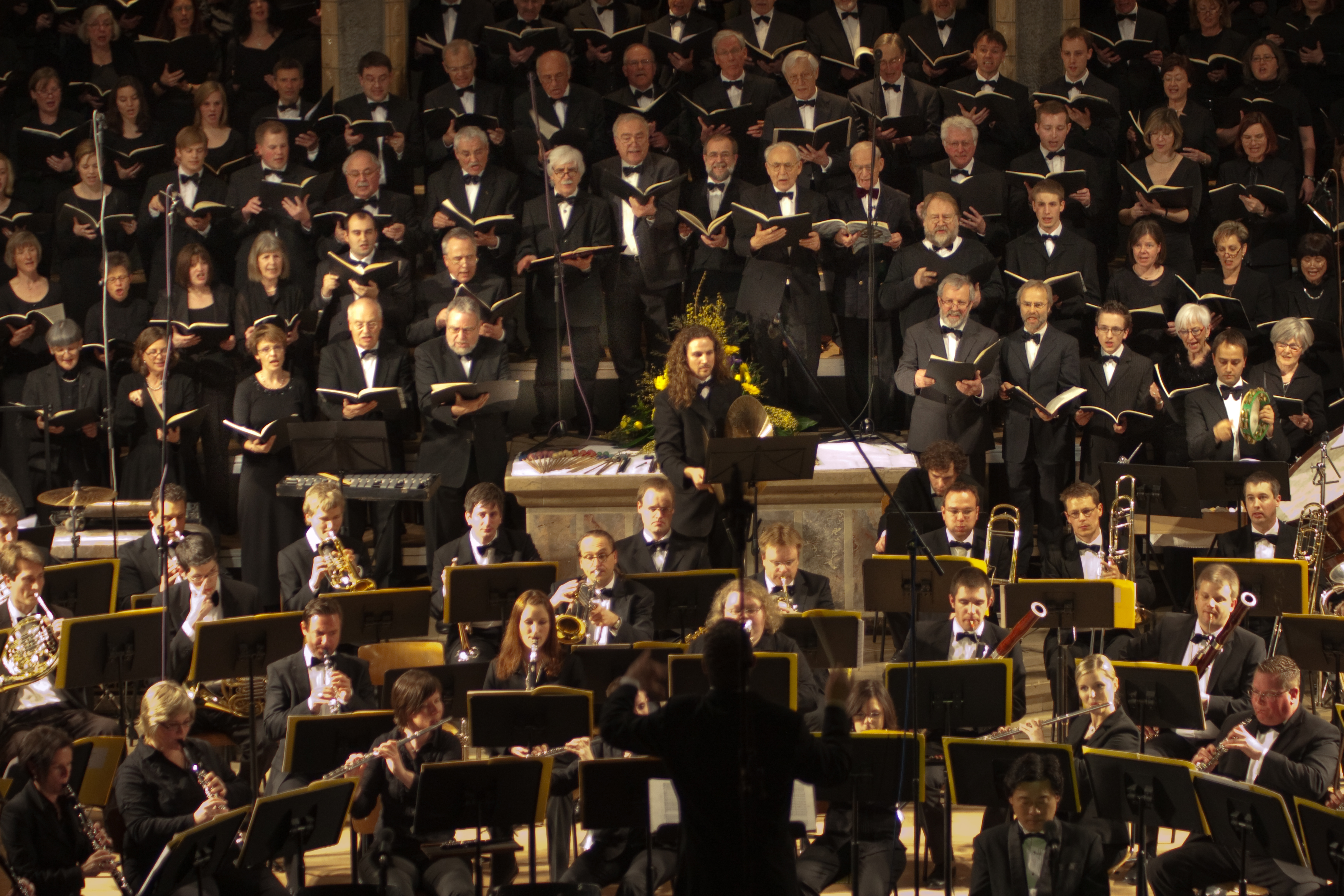
Konzert des Oratorienchors zusammen mit dem Sinfonischen Blasorchester in der Pauluskirche

Der 1890 gegründete Oratorienchor Ulm e. V. ist ein gemischter Konzertchor und führt gemeinsam mit professionellen Orchestern und Solisten Werke der klassischen Kirchenmusik und weltliche Oratorien auf.
Das 1961 als Ulmer Knabenmusik gegründete Jugendblasorchester Junge Bläserphilharmonie Ulm gewann 2008 gewann beim Deutschen Orchesterwettbewerb in Wuppertal den ersten Platz in der Kategorie B2 Jugendblasorchester.
Der über Ulm hinaus bekannte Ulmer Spatzen Chor ist ein Kinder- und Jugend-Chor, der im 21. Jahrhundert mehrere überregionale Preise gewonnen hat.

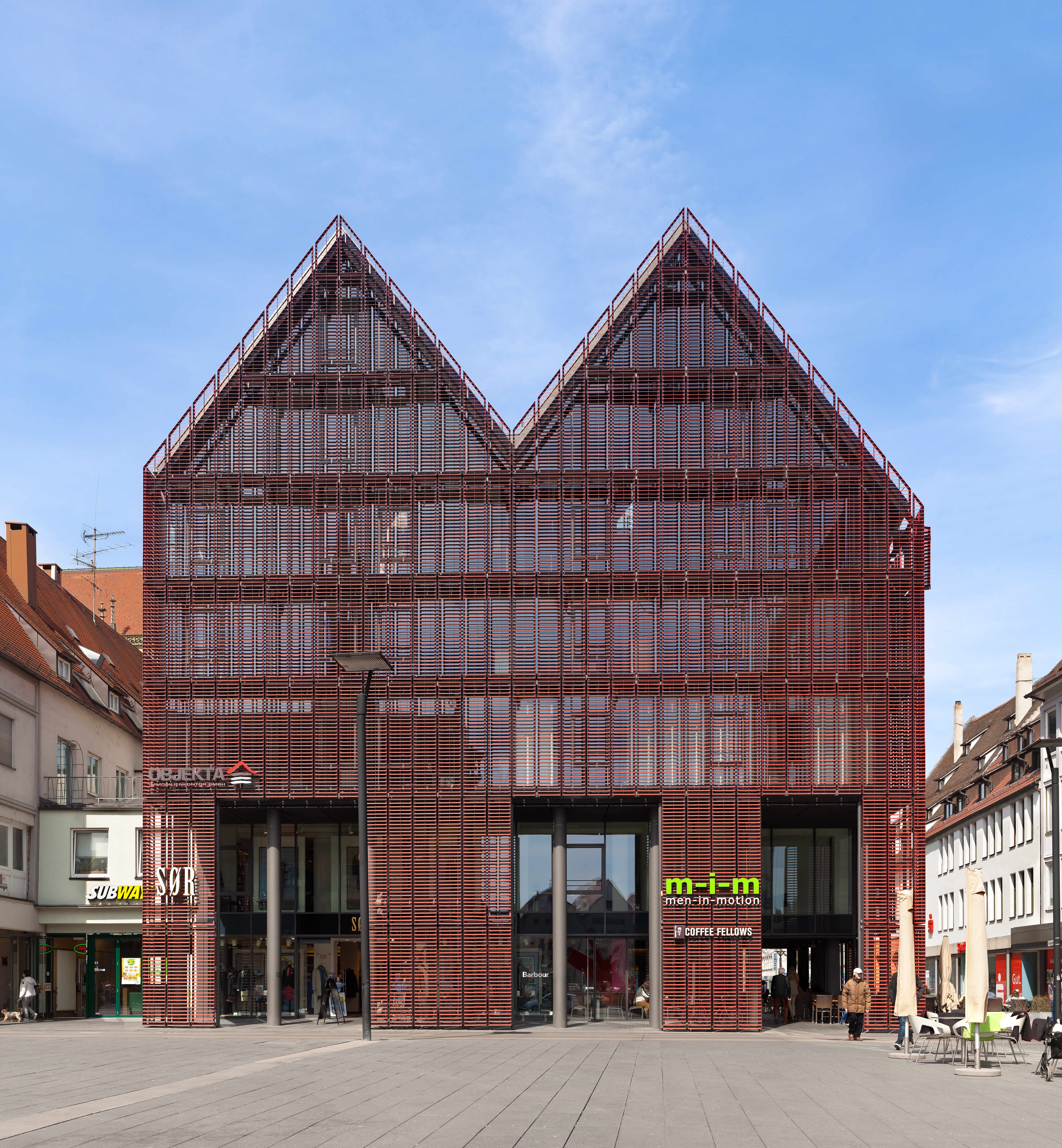
Das neue, zweigiebelige Haus der Museumsgesellschaft (rote Lamellen-Fassade)

Die Museumsgesellschaft Ulm e. V. organisiert als kulturelle Bürgerinitiative Ausstellungen, bietet Versammlungsraum für die Künstlergilde oder die Freunde des Ulmer Theaters (1979 zur Unterstützung des Ulmer Theaters gegründet) und betätigt sich mäzenatisch. So vergibt sie jährlich den mit 5000 Euro dotierten Preis der Museumsgesellschaft Ulm zur Förderung der Geisteswissenschaften an der Universität Ulm. Die Museumsgesellschaft ging aus der ältesten Ulmer Bürgergesellschaft, der 1789 gegründeten Lesegesellschaft, hervor. Diese hatte 1815 die „Obere Stube“, gegenüber dem Rathaus, bezogen, nachdem das Haus von 1548 bis 1803 der „ehrbaren Gesellschaft der Herren Geschlechter“ gehört hatte. Im Gegensatz zur Unteren Stube, wo sich die Zunft der Kaufleute traf, war die Obere Stube Versammlungsort des Patriziats gewesen. Um 1900 war die Museumsgesellschaft gesellschaftlicher Mittelpunkt des gehobenen Bürgertums. Sie besaß eine (schon von der Lesegesellschaft aufgebaute) Bibliothek, zu der nur Mitglieder Zutritt hatten. Diese umfasste etwa 30.000 Bände, bevor sie beim Bombenangriff am 17. Dezember 1944 mit dem größten Teil der Ulmer Innenstadt vollständig vernichtet wurde. Die Obere Stube wurde an historischer Stelle wieder aufgebaut, wobei allerdings der Neubau dem Rathaus seine Traufseite zeigte. Die Museumsgesellschaft hat 2007 die Obere Stube in zeitgemäßer Architektur und mit modernen Baumaterialien grundlegend umgebaut (auch in Reaktion auf drei moderne Neubauten in unmittelbarer Nachbarschaft, Ulms Neuer Mitte) und nach historischem Vorbild wieder mit einem zum Rathaus weisenden Doppel-Giebel versehen.
Wie viele Vereine wurde auch die Gesellschaft 1950 im Jahr 1950 gegründet; (Gründungs-)Mitglieder waren und sind namhafte Persönlichkeiten der (bürgerlichen) kulturellen Szene, darunter Otl Aicher, Kurt Fried, Wilhelm Geyer und Inge Scholl. Die tonangebende Rolle der früheren Jahre ist allerdings verloren gegangen.
Der Söflinger Vorstadtverein (VVS) dient als Dachverein der Söflinger Vereine und verwaltet zentral die Interessen der Mitglieder, um sie der Stadt Ulm gegenüber besser vertreten zu können. Weitere wichtige Aufgaben des VVS sind die Förderung von Kunst und Kultur, Koordination, Unterstützung und Beratung der beigetretenen Vereine (insgesamt 26 Musik-, Sport- und Gesangsvereine und viele kleinere Gesellschaften) sowie Landschafts- und Denkmalschutz. Das katholische Söflingen wurde erst 1903 in die protestantisch geprägte Reichsstadt Ulm eingemeindet. Mit der Gründung des VVS wurde einerseits Söflingens Eigenständigkeit gestärkt, andererseits ein Scharnier gebildet, das dem Zusammenhalt Ulms mit dem Stadtteil dient. Der VVS fungiert auch als kooperierender Ansprechpartner der Stadtverwaltung. Die Vereinsarbeit wurde im neuen Jahrtausend erfolgreich fortgesetzt, etwa mit den Vorbereitungen zur Jahrhundertfeier der Vorstadt Söflingen im Jahr 2003 und regelmäßiger Organisation weiterer Feiern, die im Söflinger Klosterhof stattfinden.
Die Große Karnevalsgesellschaft Ulm/Neu-Ulm e. V. (GKG U/NU) bemüht sich um Erhalt und Pflege des karnevalistischen Treibens in der Region Ulm. Gegründet wurde sie 1905 durch Zusammenschluss der Vorgängergesellschaften „Gesellschaft der Elfen“ und einem weiteren, 1885 gegründeten, Karnevalsverein. Teilbereiche der GKG U/NU sind die Garden in ihren verschiedenen Altersklassen, Clowns und die Maskengruppe „Donauhexen“.
Die 1889 gegründete Ortsgruppe Ulm/Neu-Ulm des Schwäbischen Albvereins wurde 2005 mit der Eichendorff-Plakette ausgezeichnet.
Ulm ist Sitz des Arbeitsausschusses Kinderspiel und Spielzeug e. V., der das Gütesiegel spiel gut für besonderes Spielzeug verleiht, sowie der Künstlergilde Ulm e. V., einem gemeinnützigen Kunstverein.

### Bauwerke

#### Stadtbild

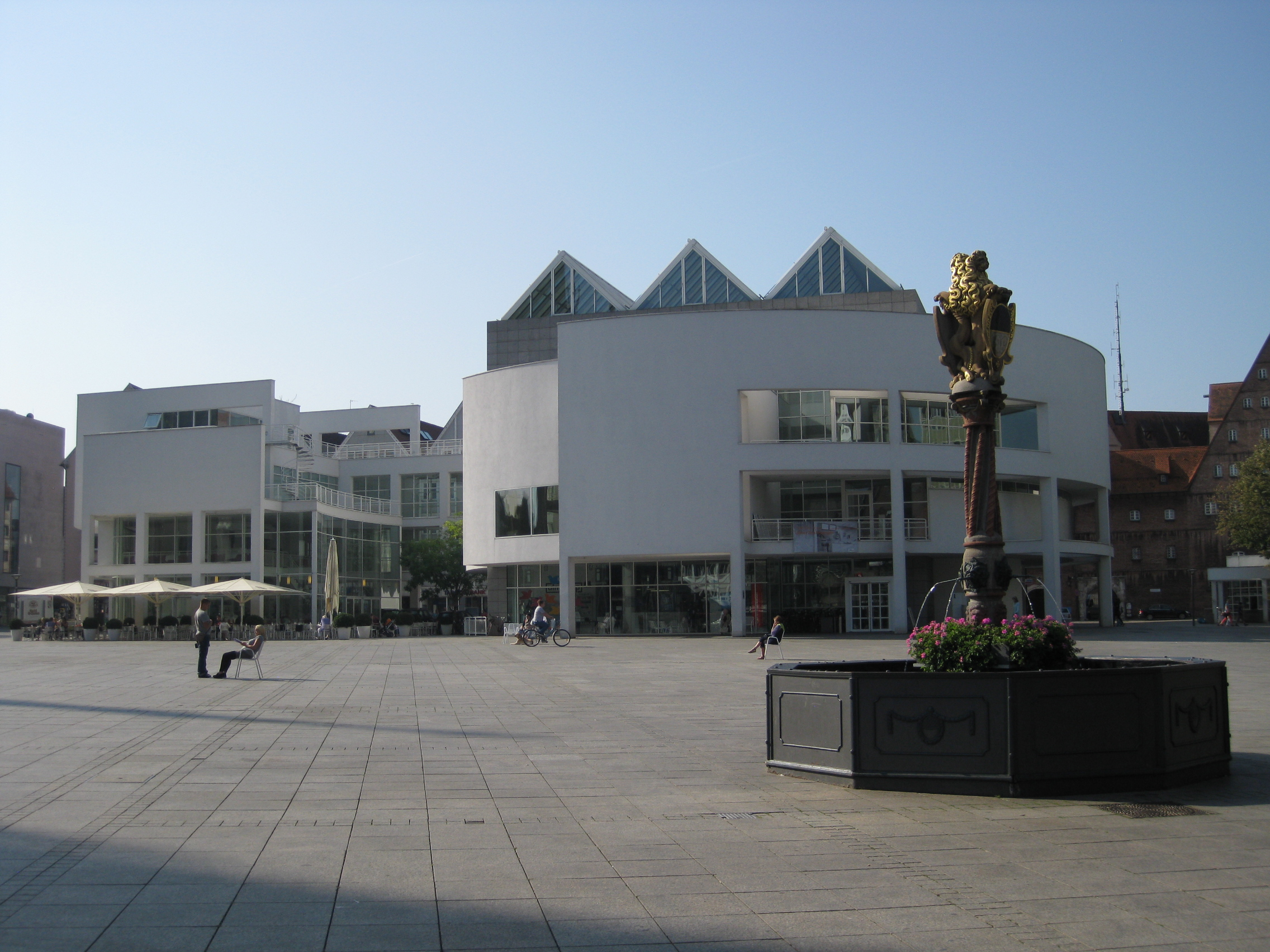
Historisches und Modernes: Löwenbrunnen und Stadthaus Ulm

Bis zum Zweiten Weltkrieg war das Stadtbild Ulms geprägt von einer jahrhundertealten reichsstädtischen Baukultur mit zahlreichen Baudenkmälern vor allem aus Gotik, Renaissance und Historismus und einigen barocken und klassizistischen Bauten. Die mittelalterliche Altstadt Ulms zählte zu den größten und bedeutendsten in Süddeutschland. Diese Traditionslinie brach gegen Ende des Zweiten Weltkrieges mit der weitgehenden Zerstörung Ulms durch Luftangriffe am 17. Dezember 1944 teilweise abrupt ab. Die Ensemblewirkung der geschlossenen Altstadtbebauung ging verloren, etwa 80 % der Altstadt waren zerstört. Die westliche Innenstadt vom Münster bis zum Hauptbahnhof wurde völlig vernichtet, während in der südlichen, östlichen und nördlichen Altstadt die meisten Viertel zumindest in Teilen mit u. a. etwa 350 Baudenkmälern erhalten blieben (Fischerviertel, Donaufront, im nördlichen und nordöstlichen Bereich des Münsters, Quartier „Auf dem Kreuz“ östlich der Frauenstraße). Einige bedeutende Gebäude, deren Inneres im Feuersturm ausgebrannt war, wurden in ihren äußeren Formen wiederaufgebaut (z. B. Rathaus, Schwörhaus, Kornhaus), andere sind dagegen vollkommen aus dem Stadtbild und dem Bewusstsein der Ulmer Bürger verschwunden. Nach dem Zweiten Weltkrieg waren zwar Konzepte gefragt, wie das wenige erhaltene Alte sinnvoll in den Wiederaufbau der Stadt miteinbezogen werden könnte, aber das rasche Wiederaufbauen der Innenstadt brachte keine besonderen architektonischen Werke hervor. Zwar orientierte sich das Straßennetz weitgehend am Straßennetz der Vorkriegszeit, jedoch mit schwerwiegenden Ausnahmen. So wurde gemäß der Idee einer autogerechten Stadt mit der Neuen Straße eine breite Schneise durch die Stadt geschlagen und dabei noch erhaltene historische Architektur zugunsten dieser Stadtautobahn abgerissen. Zu Beginn des 21. Jahrhunderts wurde die Lücke durch die Neue Mitte geschlossen (siehe unten), nachdem man in anderen innenstadtnahen Quartieren bereits während der 1980er Jahre sensibler mit der noch erhaltenen historischen Bausubstanz umgegangen war. So kann die behutsame Sanierung einiger historischer Gebäude im Fischerviertel und des Quartiers auf dem Kreuz durch die stadteigene Sanierungsanstalt als vorbildhaft gelten.
Die Neubauten der Neuen Mitte zwischen Münsterplatz und Rathaus, wie das Stadthaus des Architekten Richard Meier, das Haus der Sinne und das Sparkassen-Gebäude, beide von Stephan Braunfels, sowie die Kunsthalle Weishaupt des Architekten Wolfram Wöhr, die als „gläserne Pyramide“ errichtete neue Stadtbibliothek von Gottfried Böhm und der Neubau der Obere Stub (siehe oben) setzen mit ihrer modernen Formensprache in unmittelbarer Nähe des Münsters und des wiederaufgebauten historischen Rathauses auf bewusste Kontrastwirkungen und Brüche.
Zusammenfassend ist das Stadtbild Ulms heute durch die Mischung zwischen erhalten gebliebenen oder (wenn auch meist nur rein äußerlich) wiederaufgebauten historischen Bauten und Straßenzügen auf der einen Seite und moderner Architektur auf der anderen Seite gekennzeichnet. Das spannungsreiche Ergebnis des mutigen Städtebaus erregt viel Aufsehen und findet Anerkennung in weiten Teilen der Fachwelt, wird aber von Teilen der Bevölkerung auch kritisch gesehen.

#### Stadtmitte

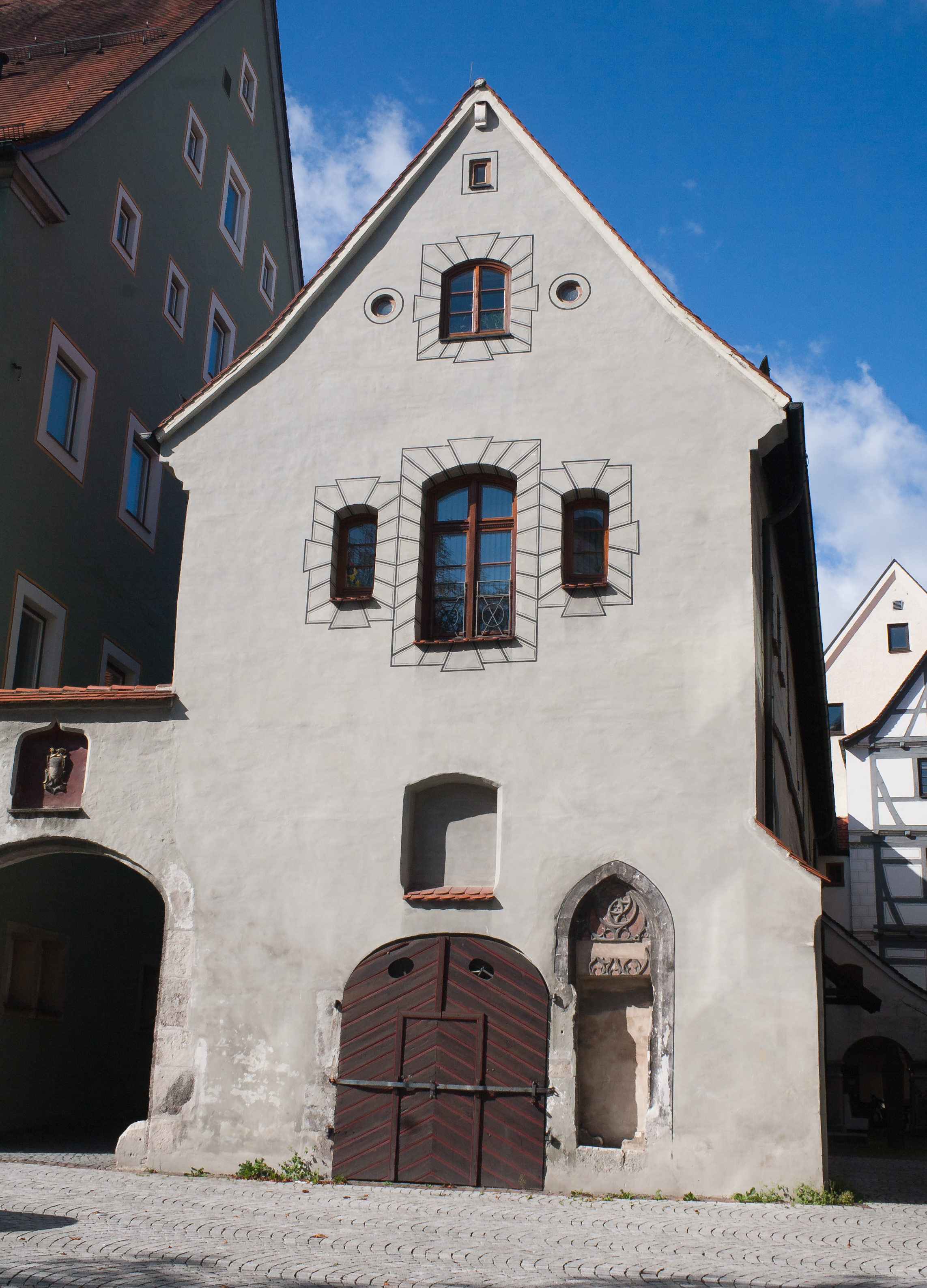
Nikolauskapelle neben dem Steinhaus

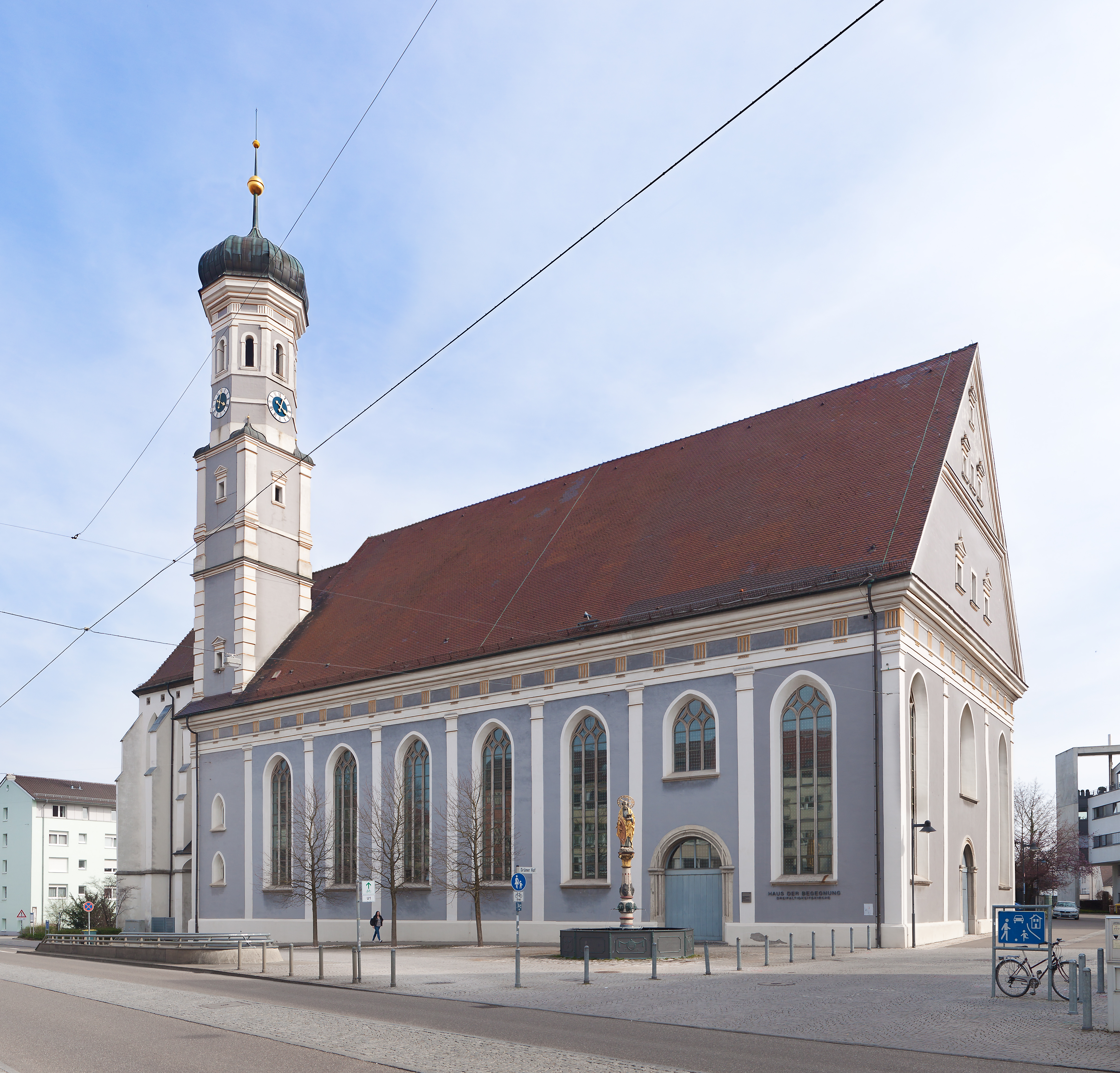
Haus der Begegnung

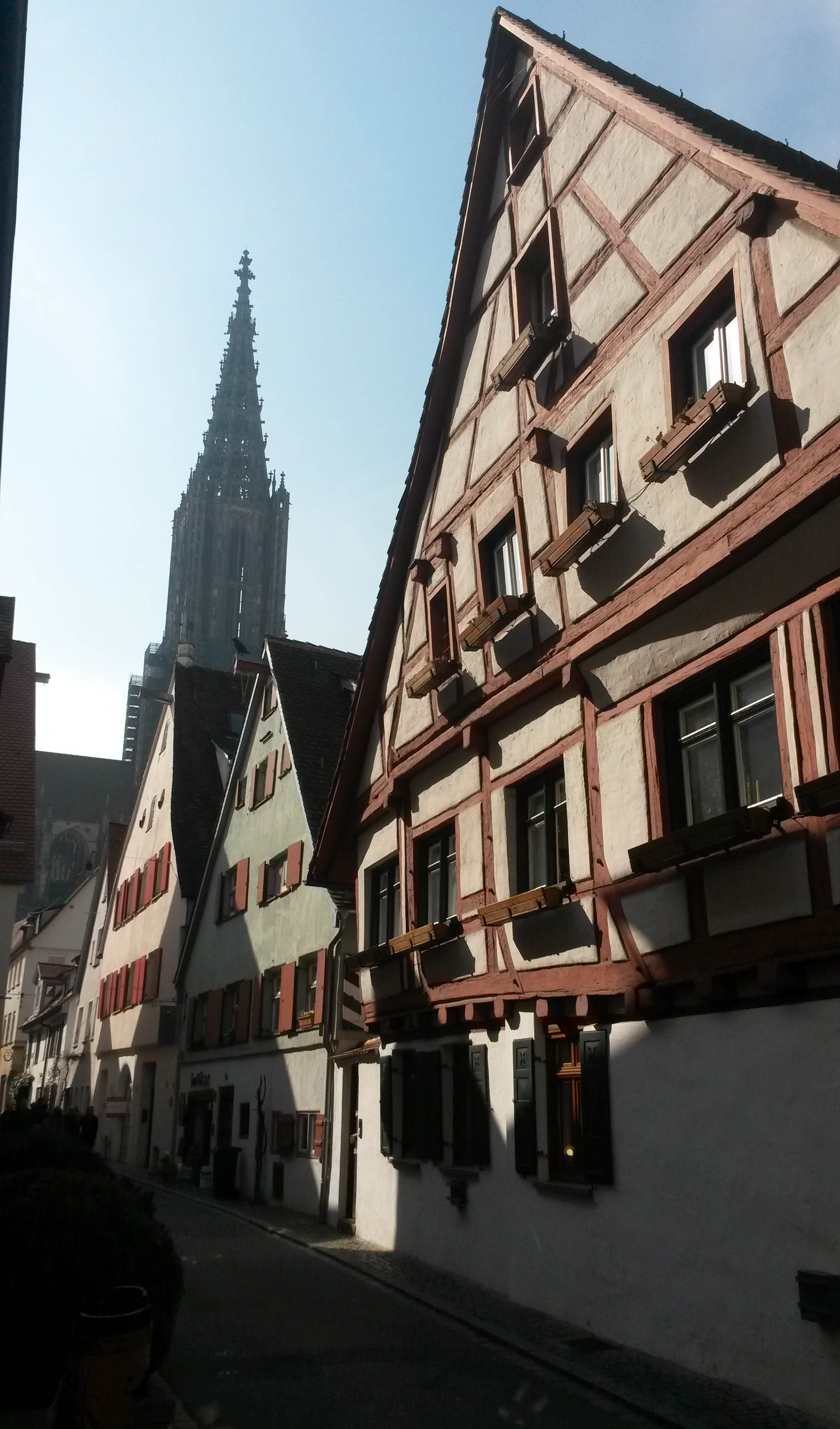
Rabengasse mit Blick auf Münsterturm

Das gotische Münster mit dem höchsten Kirchturm der Welt beherrscht das Stadtbild. Des Weiteren prägen die Stadtsilhouette die 1617 bis 1621 erbaute Dreifaltigkeitskirche, nach dem Brand von 1944 stark verändert wiederaufgebaut und heute als Haus der Begegnung für Konzerte, Seminare, Theater und Vorträge genutzt. Auffällig sind ferner die Türme der evangelischen Garnisonskirche Pauluskirche, die innerhalb von zwei Jahren (1908–1910) von Theodor Fischer im Jugendstil erbaut wurde. Die neugotische St.-Georgs-Kirche, die 1904 von Max Meckel als katholische Garnisonkirche erbaut und später Pfarrkirche wurde, ist ebenfalls weithin sichtbar.
Die beiden ehemaligen Stadttore Gänsturm und Metzgerturm prägen das Donauufer. In der historischen Altstadt haben sich trotz der Bombenangriffe des Zweiten Weltkrieges einige Gebäude erhalten, darunter das 1370 erbaute Rathaus. Das Steinhaus ist zusammen mit der Nikolauskapelle das älteste noch erhaltene Gebäude der Stadt und stammt aus der staufischen Zeit des 12. bis 13. Jahrhunderts. Ein Fachwerkbau mit spätgotischem Ziegelgiebel von 1485 ist der Büchsenstadel, der das Jugendhaus Mitte sowie das nichtkommerzielle Lokalradio Radio freeFM beherbergt. Der Gasthof zur Krone ist ein imposanter Gebäudekomplex aus dem 16. Jahrhundert mit Anteilen und baulichen Ergänzungen aus dem 19. Jahrhundert, er wurde im 15. und 16. Jahrhundert als Pfalzersatz für Könige und Kaiser genutzt. Das Kornhaus ist ein Renaissancebau von 1594 mit reicher Sgraffito-Verzierung. Der letzte erhaltene Patrizierbau ist das Kiechelhaus, das heute zum Gebäudekomplex des Ulmer Museums gehört. Der Neue Bau, ein von 1584 bis 1593 als Lagerhaus mit Amtszimmer und Ratsstube erbauter Backsteinbau, ist heute Sitz der Polizeidirektion. Ein durch Ulrich Ehinger erweiterter Bau ist der Reichenauer Hof. Ulms Lage an der Salzstraße führte 1592 zur Errichtung eines Salzstadels. Seit 1991 ist dieser Sitz des Museums der Brotkultur.

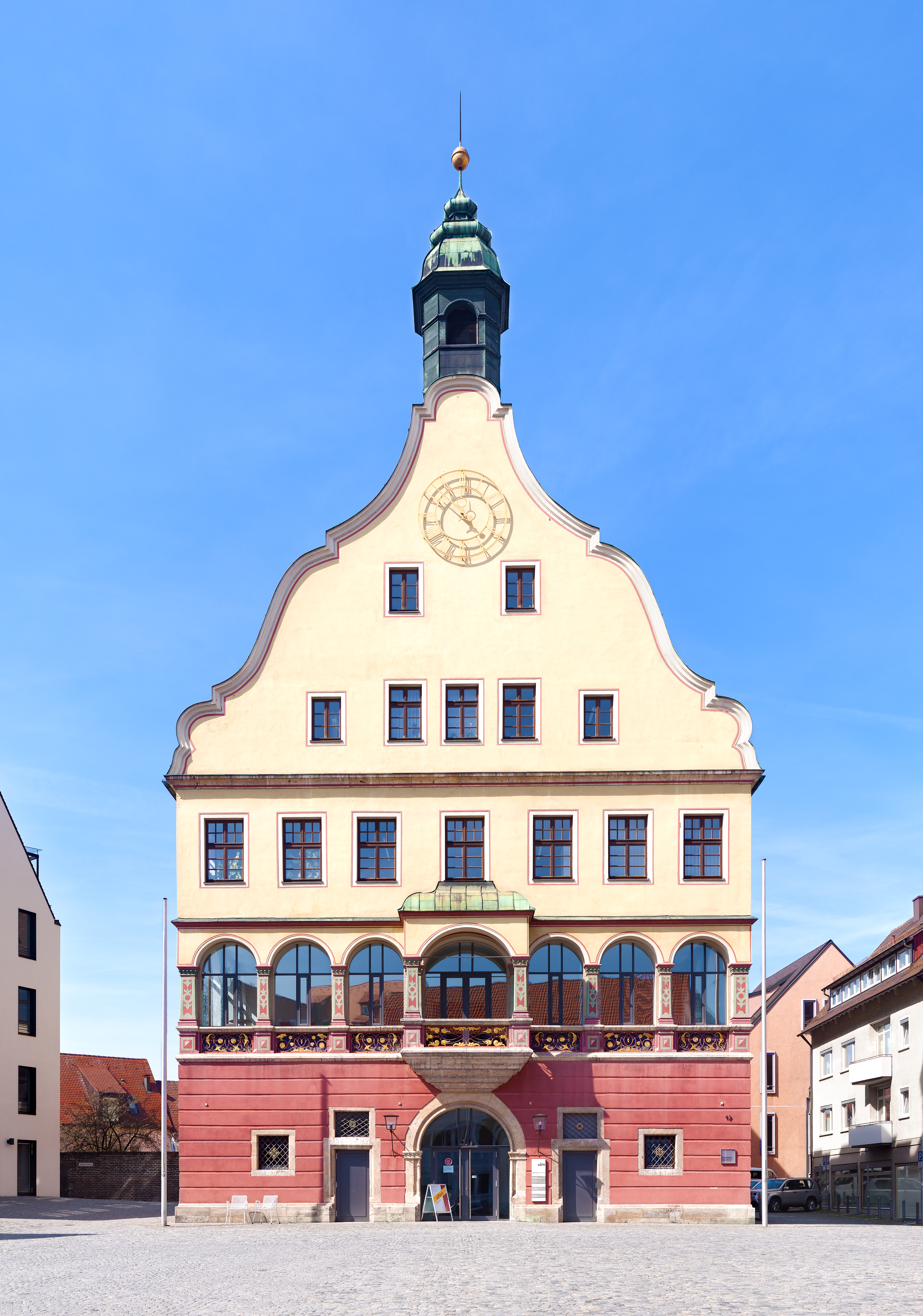
Schwörhaus

Der ursprünglich als Pfleghof des Klosters Ochsenhausen errichtete Ochsenhäuser Hof wurde um 1500 erbaut. Das ehemalige Zunfthaus der Schuhmacher, das Schuhhaus, wurde 1537 hinter dem Chor des Münsters errichtet und beherbergt den Kunstverein Ulm, der ihn für Kunstausstellungen nutzt. Jeden Juli ist das Schwörhaus Mittelpunkt des Ulmer Schwörmontags. Es wurde 1612 erbaut und nach einem Brand 1785 mit einem Barockgiebel versehen. 1944 wiederum ausgebrannt, wurde es bis 1954 mit modernen Innenräumen wiederaufgebaut. Heute befindet sich darin das Stadtarchiv.
Aus der jüngsten Ulmer Baugeschichte sind zwei Bauten herausragend: die Neue Zentralbibliothek, 2004 in Form einer gläsernen Pyramide errichtet, etwa 23 Meter hoch, unmittelbar neben dem historischen Rathaus gelegen, sowie das Stadthaus am Münsterplatz, 1993 trotz der mehrheitlichen Ablehnung des Projektes in einem Bürgerentscheid nach dem Entwurf des New Yorker Architekten Richard Meier erbaut, „begehbare Skulptur“, Platz für Ausstellungen, Konzerte, Tagungen, Vorträge etc. Ebenso ist zu nennen die Kunsthalle Weishaupt, unmittelbar dem Museum und dem Rathaus benachbart, in Ulms „Neuer Mitte“. Die unter anderem mit einer Ausstellung zur Geschichte Ulms ausgestattete und auch sonst ungewöhnliche Tiefgarage unter dieser „Neuen Mitte“, am 11. März 2006 eröffnet, ermöglichte es, den Marktplatz und den Judenhof autofrei zu machen.
Auf zwei weitere Kirchenbauten ist zu verweisen: Die Martin-Luther-Kirche als bedeutendes Bauwerk im Stil des Expressionismus, 1928 durch Theodor Veil erbaut und vom Neu-Ulmer Holzschnitzer Martin Scheible reich ausgestattet, sowie auf St. Michael zu den Wengen (der Wengenkirche). Die ehemalige barocke Klosterkirche von 1399 ist 1944 ausgebrannt; in der 1954 neu erbauten Kirche befindet sich ein 1766 von Franz Martin Kuen gemaltes Altarbild und in der Barockkapelle von 1629 eine spätgotische Kreuzigungsgruppe.
Ulms Stadtmauer, um 1480 in die Donau hinein („mitten im reißenden Fluss“) erbaut, später nach den Vorstellungen Albrecht Dürers vom Festungsbau durch Hans Beham d. Ä. (Nürnberger Baumeister) umgebaut, ist heute ein 600 Meter langer Promenadenweg, der flussaufwärts an der Wilhelmshöhe – Bastion Lauseck endet, einem Teil der Stadtbefestigung aus dem 16.–18. Jahrhundert. Zu diesem Teil der alten Stadtmauer gehört auch die optisch völlig unauffällige Adlerbastei, der Platz, von dem aus 1811 Albrecht Berblinger (Der Schneider von Ulm) seinen erzwungenen, gescheiterten Flugversuch über die Donau startete. Der Teil der Stadtmauer an den heutigen Straßen Neuer Graben, Frauengraben und Seelengraben wurde ab 1610 mit Soldatenunterkünften bebaut, nachdem der Niederländer Valckenburgh eine neue Befestigung Ulms geplant und umgesetzt hatte, welche die alte Stadtmauer praktisch in die Stadt hereinnahm. Die „Grabenhäusle“ bilden, modernisiert, heute ein Wohnquartier mit eigenem Flair. Im Bereich des Fischerviertels findet man die Staufermauer an der Blau, ab etwa 1150 erbaut, Reste der Befestigungsanlage der Ulmer Königspfalz und die ältesten erhaltenen Bauten in der Stadt.
Zu den kleinen architektonischen Besonderheiten Ulms gehören die Guckehürle, das sind kleine Ausgucktürmchen auf den Dachfirsten, fialenartige Aufsätze auf den Giebelspitzen, die die Wetterfahne eines Hauses tragen, Ziegel an einer Giebelwand zur symbolischen Dokumentation eines Traufrechts, Gassenkamine, um Rauch aus unteren Etagen ohne Kamin nach draußen zu führen, und schmiedeeiserne Sperrhaken zur Befestigung von Sperrketten, um den Einmarsch von Truppen zu erschweren.

#### Fischer- und Gerberviertel

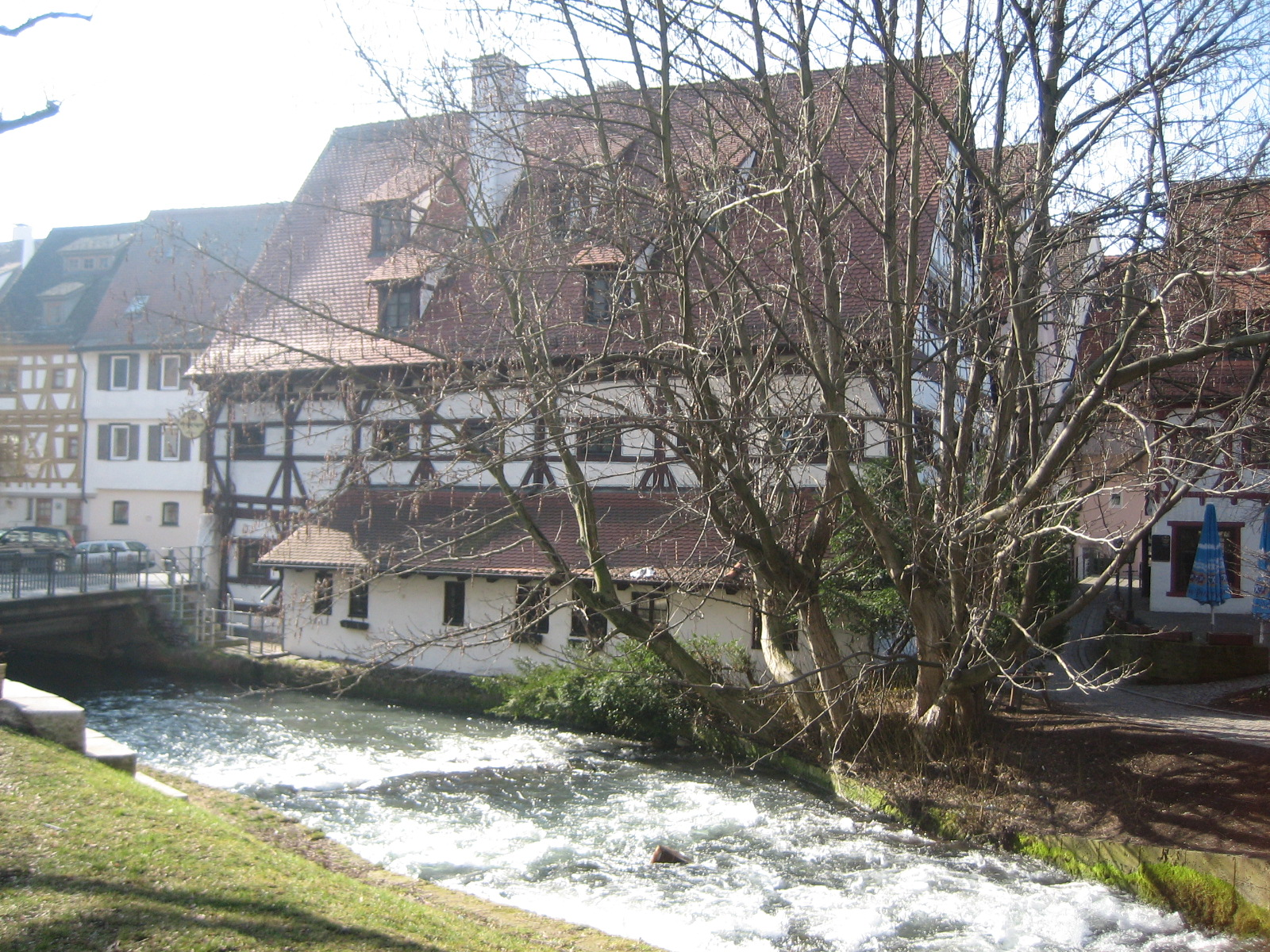
Im Fischerviertel

In diesem im Mittelalter vorwiegend von Handwerkern besiedelten Quartier am Donauzufluss der Blau finden sich noch viele aus dieser Zeit stammende und auf sie verweisende Bauten, so die Garnsiede auf der Blauinsel, das heute genauso wie die Lochmühle und das Gerberhaus gastronomisch genutzte Zunfthaus der Schiffsleute (am historischen Fischerplätzle direkt an der Donau gelegen, etwa da, von wo aus sich unter anderem die Donauschwaben für die Fahrt flussabwärts in ihre neuen Heimatländer Ungarn und Rumänien einschifften). Weiter nennenswert sind die Ulmer Münz, das um 1500 gebaute Kässbohrersche Haus in der Fischergasse 23 und, der Ulmer Münz direkt benachbart, das Schiefe Haus in der Schwörhausgasse 6, im 14. Jahrhundert erbaut, heute ein Hotel, das als schiefstes der Welt gilt. In der Nähe des Fischerviertels waren auch drei Anlandeplätze für die Illerflößerei, die Holz aus dem Allgäu und Oberschwaben und Waren aller Art nach Ulm und von dort aus weiter nach Wien transportierten. Noch 1870 erreichten 3.000 Flöße die Anlandestellen an der Donau.

#### Auf dem Kreuz

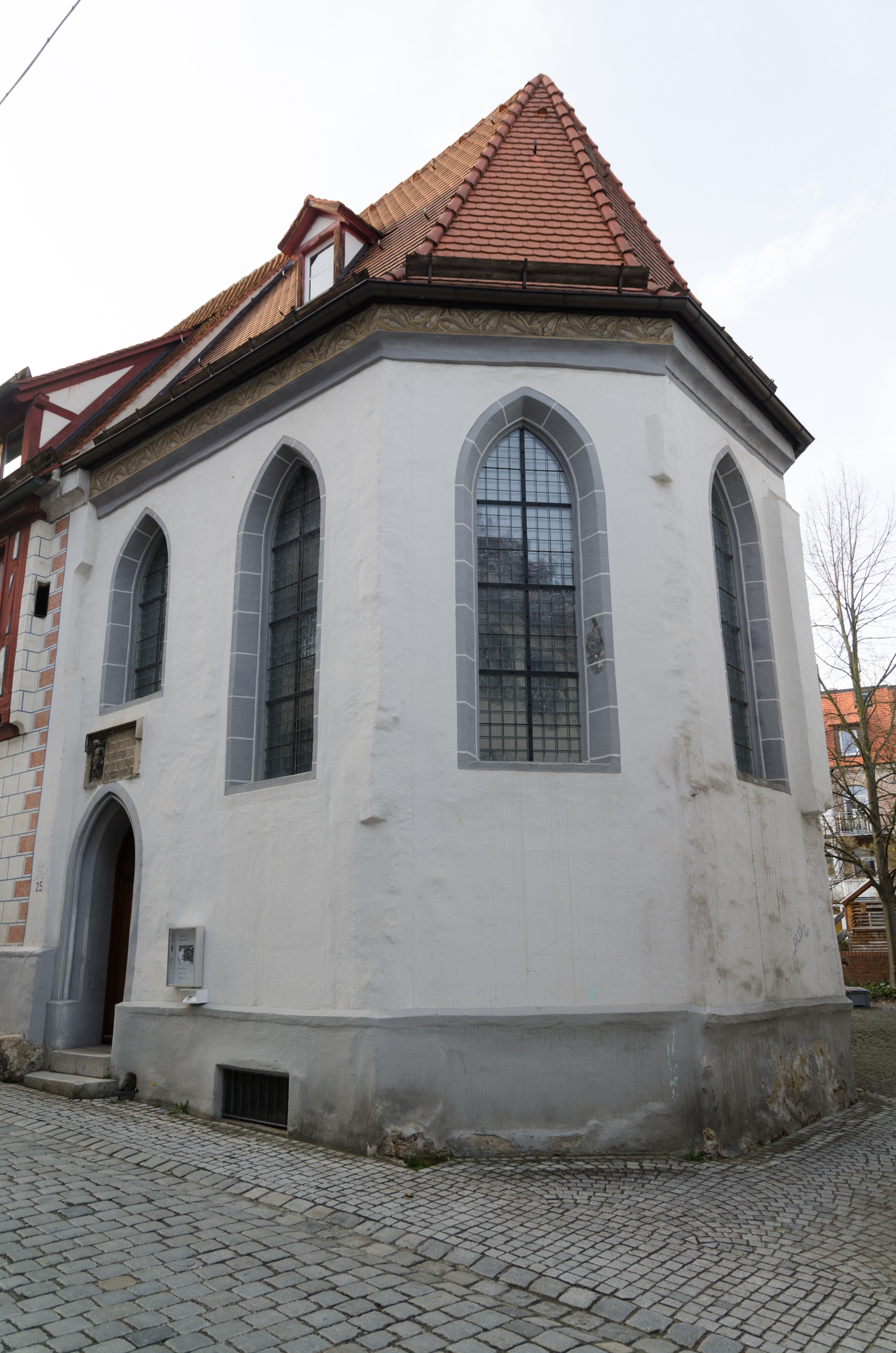
Sebastianskapelle

Etwa die Hälfte der Bauten in diesem mittelalterlichen Altstadtviertel, das sich in den letzten 20 Jahren zu einem bevorzugten, weil verkehrsberuhigten und zentrumsnahen Wohnquartier entwickelt hat, stammt aus der Zeit vor 1700. Zu den nennenswerteren gezählt werden kann die Sebastiankapelle, erstmals 1415 in der Stadtgeschichte erwähnt, jetzt ein Ausstellungsraum, außerdem der Seelturm, der im 14. Jahrhundert auf der Ulmer Stadtmauer errichtet wurde und ab 1638 als Pumpwerk diente, das Wasser in das nebenstehende – achteckige – Brunnenhaus pumpte und dort speicherte. Der Name Seelturm kam von einem Seelhaus direkt gegenüber, das im Krieg zerstört wurde. Zu nennen ist weiterhin das Zundeltor, das 1870 unterhalb des Seelturms erbaut wurde und heute immer noch einen (neo)gotischen Stil aufweist (besonders der Dachstuhl). Der Name Zundeltor stammt von den gelagerten Materialien im Seelturm, denn dort wurden Zunder und auch Pulver gelagert. Außerdem befindet sich am Rande dieses Viertels das Zeughaus, ehemaliges Waffenarsenal der Reichsstadt Ulm, das ab 1522 in mehreren Etappen erbaut wurde. Große Teile wurden 1945 zerstört. In der Säulenhalle des zum Komplex gehörenden, unzerstört durch alle Kriege gekommenen frühbarocken „Löwenbaus“ von 1667 finden wechselnde Ausstellungen statt.

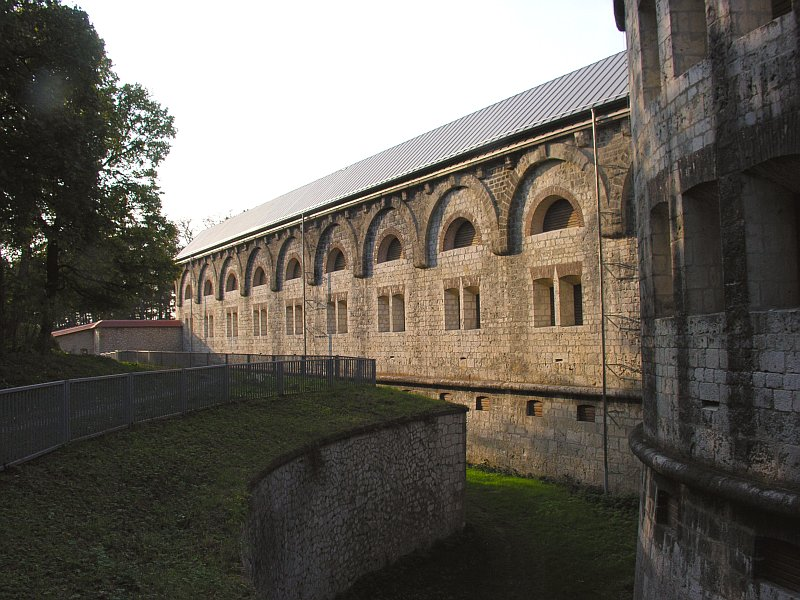
Wilhelmsburg: Teil der Bundesfestung

#### Bundesfestung Ulm
Geplant und erbaut wurde die Festung als zentraler süddeutscher Waffenplatz des Deutschen Bundes von 1842 bis 1859 unter dem Festungsbaudirektor und damaligen Oberst Moritz von Prittwitz, sie zählt heute zu Europas größten Festungsanlagen. Bei der Errichtung waren bis zu 10.000 Arbeiter tätig. Heute sind davon noch zahlreiche Gebäude im gesamten Stadtgebiet erhalten, darunter nahezu alle Forts, beinahe die gesamte Stadtumwallung zwischen Wallstraßenbrücke und Eythstraße sowie einzelne Bauwerke der Stadtfronten und der Betonwerke von 1901/1914, außerdem zählen etliche Infrastrukturgebäude innerhalb des inneren Festungsrings und am Kuhberg dazu.

#### Weitere Bauwerke
Weitere, zum Teil markante, zum anderen Teil (architektur-)geschichtlich bemerkenswerte Bauten seien hier kurzgefasst erwähnt: das Daimler-Forschungszentrum von Architekt Richard Meier; das Donaustadion, mit 19.500 Sitz- und Stehplätzen, Austragungsort der Heimspiele der Fußballmannschaften des SSV Ulm 1846 sowie von Fußballländerspielen (Frauennationalmannschaft) und Leichtathletikwettbewerben; das weltweit größte Bürogebäude im Passivhausstandard Energon, mit 8000 m² und ca. 420 Arbeitsplätzen; der 1964 erbaute Fernmeldeturm Ulm-Ermingen; das Getreidesilo Schapfenmühle, 2005 fertig gestellt, mit 125 m Höhe (einschließlich Antenne) der höchste noch in Benutzung befindliche Getreidesilo der Welt; und endlich noch einige Sakralbauten in den Vororten: die Klosterkirche St. Maria in Söflingen, 1688 von Caspar Feichtmayr als Kirche des Clarissenklosters im frühbarocken Stil erbaut, mit noch erhaltenen Teilen der Anfang des 19. Jahrhunderts abgebrochenen Klosteranlage sowie die in unmittelbarer Nähe am Söflinger Friedhof gelegene Leonhards-Kapelle mit einem barocken Kalvarienberg; das Kloster Wiblingen, ehemaliges Benediktinerkloster, (1093 gegründet, 1806 aufgehoben) mit der bedeutenden spätbarocken Klosterkirche (1772–1781) mit frühklassizistischer Innenausstattung; die evangelische Marienkirche in Lehr mit beachtenswerten spätgotischen Wandmalereien.
Unterhalb der Wilhelmsburg auf dem Michelsberg steht der vom Schwäbischen Albverein 1908 errichtete König-Wilhelm-Turm, ein 16 m hoher Aussichtsturm, von dem sich ein sehr guter Blick über Ulm bietet.

#### Oberschwäbische Barockstraße
Ulm ist Startpunkt der Oberschwäbischen Barockstraße. Die Strecke ist ca. 500 km lang, beginnt am Ulmer Münster, verläuft weiter in Richtung Bodensee und besteht aus zusätzlichen Erweiterungsrouten, die durch Österreich und durch die Schweiz verlaufen. Das auf Ulmer Stadtgebiet liegende Kloster Wiblingen mit seinem Bibliothekssaal ist eine der Hauptsehenswürdigkeiten der Barockstraße.

#### Besonderheiten
Ulm besitzt neben dem höchsten Kirchturm der Welt auch das schiefste Hotel der Welt sowie mit der Haltestelle Botanischer Garten in der Nähe des Botanischen Gartens die auf 617,8 Höhenmetern gelegene höchste Straßenbahnhaltestelle in Deutschland.

### Parkanlagen

#### Friedrichsau

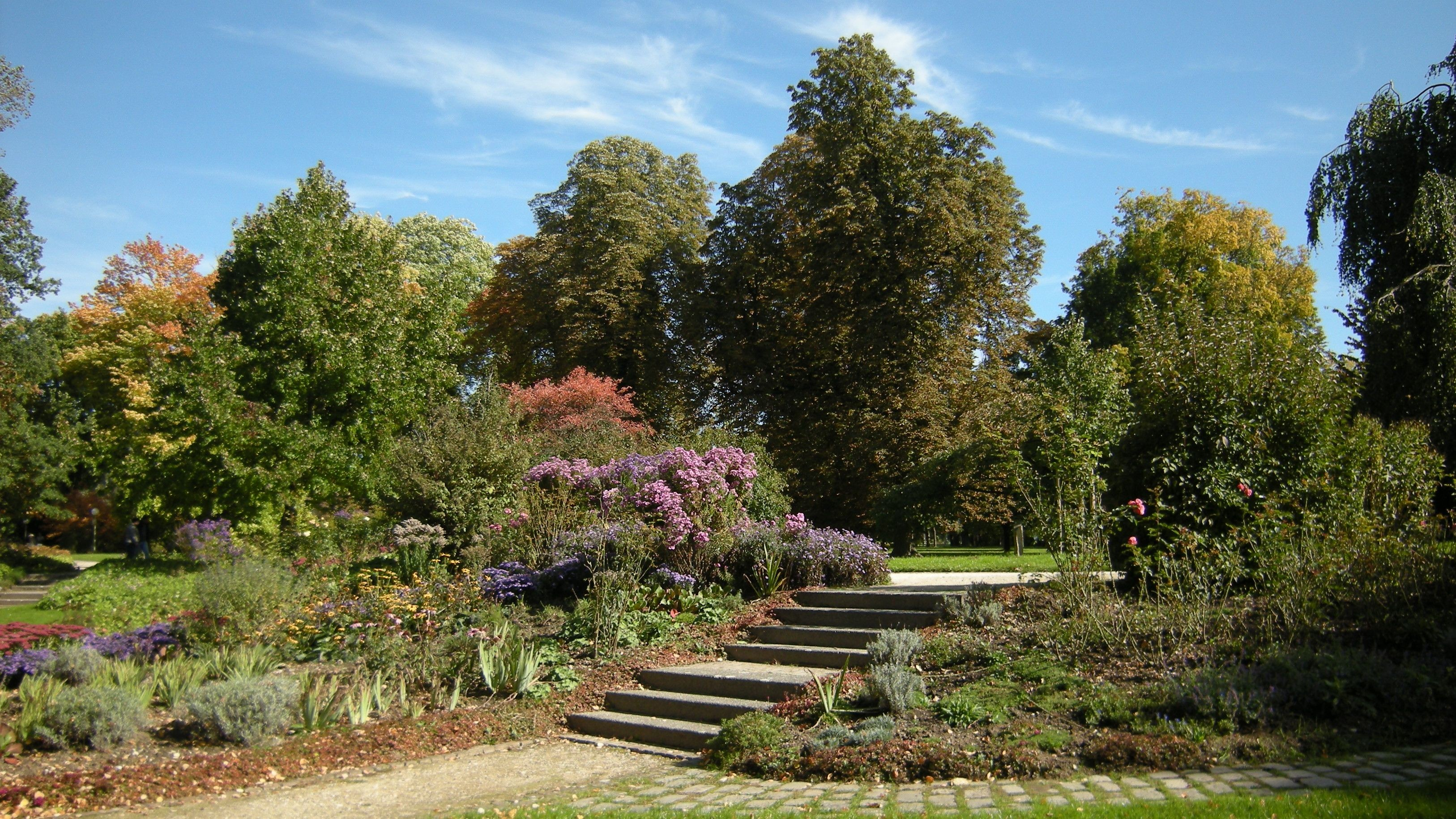
Friedrichsau

Exotische Pflanzen im Botanischen Garten Ulm. Oben Aechmea chantinii

Die Friedrichsau gilt als das Naherholungsgebiet für Ulm. Sie ist mit öffentlichen Verkehrsmitteln (Bus und Straßenbahn) zu erreichen, mit Fahrgastschiffen über die Donau – oder zu Fuß. Von der Ulmer Innenstadt aus gelangt man über Uferwege donauabwärts in ca. 30 Gehminuten in die Friedrichsau mit ihren drei Gesellschaftsgärten, dem Festplatz (für Volksfeste, Circus-Gastspiele und Open Airs sowie dem sechswöchigen Kultur-Festival „Ulmer Zelt“) und dem Tiergarten.
Bemerkenswert ist die Geschichte der Friedrichsau. So sagt man in Ulm „Napoleon ist an allem schuld“. Tatsächlich fiel das rechts der Donau gelegene Steinhäule als Ausflugsgebiet für die Ulmer weg, da es, nachdem im Jahre 1810 die Grenzen neu gezogen worden waren, Bayern zugeschlagen worden war. Der erst durch Napoleons Gnaden zum württembergischen König aufgestiegene vormalige Kurfürst Friedrich I. zeigte sich bei seinem Antrittsbesuch in Ulm im Jahre 1811 großzügig und stiftete unter anderem 2000 Gulden für ein neues Erholungsgebiet im Gänshölzle, der deshalb nach ihm benannten Friedrichsau.
Dort entstanden in der ersten Hälfte des 19. Jahrhunderts die Au-Gesellschaften, unter denen die Hundskomödie die bekannteste wurde. Sie dienten vorwiegend geselligen Zwecken. Auch Sängervereine wie der Liederkranz und die Teutonia fanden in der Friedrichsau ihre Heimat.

#### Botanischer Garten
Ein beliebtes Naherholungsgebiet und Ausflugsziel ist der Botanische Garten Ulm, eine zentrale Einrichtung der Universität Ulm. Mit 28 ha ist er einer der größten Botanischen Gärten Deutschlands. Pflanzensammlungen, Versuchsflächen im Freien sowie mehrere Gewächshäuser stehen sowohl dem Unterricht von Studenten und der Forschung als auch Besuchern zur Verfügung. Im Grünen Klassenzimmer wird für Schulen ganzjährig Umweltbildung angeboten. Besucher können das Außengelände ganzjährig, die Gewächshäuser zu bestimmten Zeiten betreten. Im oberen Teil des Freigeländes des Botanischen Gartens hat das pharmazeutische Unternehmen ratiopharm in Zusammenarbeit mit der Universität Ulm im Jahr 2001 den Neuen Apothekergarten Ulm eröffnet. In den angelegten Beeten sind über 200 Heil- und Nutzpflanzen zu finden.

#### Weitere Parkanlagen
Weitere Erholungsgebiete bzw. parkähnliche Anlagen sind der Alte Friedhof, das Donauufer mit Gehmöglichkeiten, der Duft- und Tastgarten mit Informationen auch für sehbehinderte Menschen sowie künftig der geplante, aber noch nicht realisierte Stadtteilpark Oberer Eselsberg.
Die Gerd-Walter-Linde ist in weiten Teilen Ulms sichtbar.

### Regelmäßige Veranstaltungen

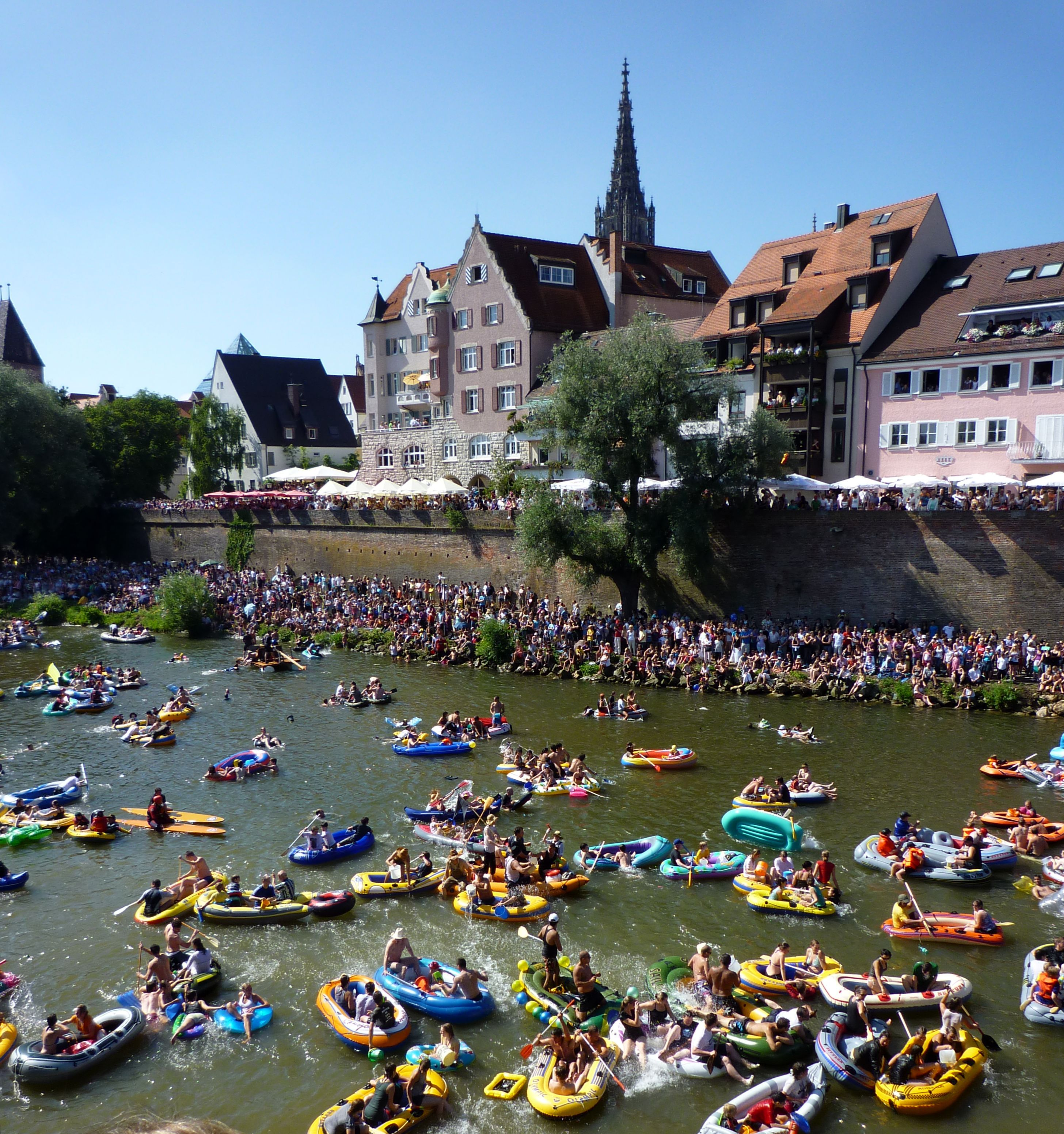
Nabada am Schwörmontag

Einstein-Marathon

- Kleinbrauer-Markt: Jährlich (erstmals 2005 zunächst in Neu-Ulm, seit 2007 auch in Ulm) stattfindende Veranstaltung von Kleinbrauereien auf dem südlichen Münsterplatz, bei der Biere zum Verkosten angeboten werden.[89]
- Württembergischer Landesposaunentag: Alle zwei Jahre findet in Ulm an einem Wochenende im Mai oder Juni der Landesposaunentag des Evangelischen Jugendwerkes in Württemberg statt, bei dessen Schlussfeier bis zu 9000 teilnehmende Blechbläser den größten Posaunenchor der Welt bilden.[90]
- Ulmer Donaucup, die jährliche Ruderregatta des Ulmer Ruderclubs. Im Rahmen dieser Großveranstaltung werden unterschiedliche Wettkämpfe auf der Donau ausgetragen: die klassische Ruderregatta mit Rennen in je 37 Bootsklassen und der Drachen-Cup für 64 Freizeitmannschaften.
- Tag der Festung: Im Juni werden an einem Sonntag zahlreiche Werke der Bundesfestung Ulm durch den Förderkreis Bundesfestung Ulm e. V. für die Öffentlichkeit zur Besichtigung geöffnet.
- Internationales Donaufest: Das Festival der Donauländer mit kulturellen, musikalischen und kulinarischen Veranstaltungen am Ulmer und Neu-Ulmer Donauufer wurde erstmals 1998 gefeiert und findet seither alle zwei Jahre statt.

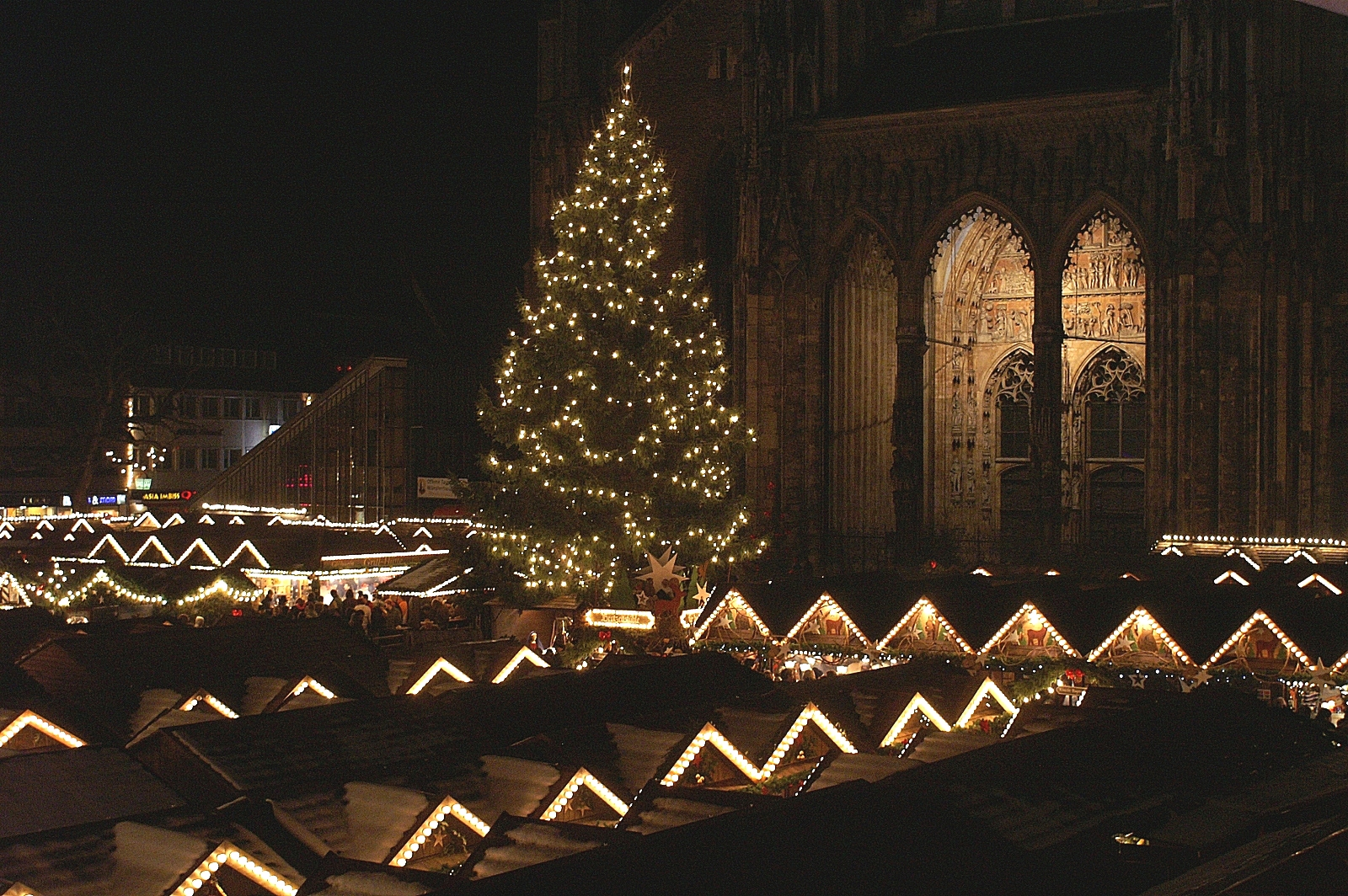
Ulmer Weihnachtsmarkt

- Schwörwoche: Als Schwörwoche werden die Festlichkeiten bezeichnet, die ab dem Wochenende vor dem Schwörmontag stattfinden. Sie beginnt mit der Lichterserenade. Am Morgen des Schwörmontag muss der Bürgermeister Rechenschaft vor den Einwohnern ablegen. Der Tag erinnert an die einstige Verfassung der Reichsstadt, den großen Schwörbrief von 1397, und wird am vorletzten Montag im Juli begangen. Dieser Montag wird wie ein halber Feiertag in Ulm und Neu-Ulm gehandhabt, das heißt viele Geschäfte und öffentliche Institutionen haben ab ca. 10:30 Uhr geschlossen, um jedem Ulmer die Möglichkeit zu geben, die Schwörrede (traditionell gegen 11 Uhr vom Balkon des Schwörhauses auf dem Weinhof verlesen) zu hören. Abschluss des Wochenendes ist das Nabada. Alle vier Jahre findet zudem das Fischerstechen statt. Zu besonderen Anlässen, ansonsten auch im 4-Jahres-Turnus wird der traditionelle Bindertanz in der Schwörwoche aufgeführt. Ebenso findet ab Mitte Juli das Ulmer Volksfest in der Friedrichsau statt, das mit dem Schwörmontag endet.
- Ulmer und Neu-Ulmer Kulturnacht, seit 2000 jährlich wiederkehrende Veranstaltung im September, die das gesamte kulturelle Angebot der beiden Donaustädte abbildet. Die Kulturnacht ist mit 95 Veranstaltungsorten und über 450 beteiligten Künstlern im Jahr 2006 eine der größten Veranstaltungen ihrer Art in Deutschland.[91][92]
- Der Einstein-Marathon findet seit 2005 im September statt und zählt zu den größten Laufveranstaltungen Baden-Württembergs.
- Wiblinger Bachtage: Jährliche Konzertreihe, meist im Herbst, die ihre Mitte in den Werken des Thomaskantors Johann Sebastian Bach hat. Die Konzertreihe besteht in Ulm und Neu-Ulm seit 1985 und erreichte 2004 insgesamt 70.000 Konzertbesucher.
- Der jährliche Ulmer Weihnachtsmarkt ist einer der größten und populärsten Weihnachtsmärkte Süddeutschlands. Er beginnt in der Regel am Montag vor dem ersten Adventswochenende und geht bis zwei Tage vor Heiligabend. Dazu wird der Marktplatz vor dem Hauptportal des Münsters in ein „Hüttendorf“ (mit eigenen Straßennamen) verwandelt.

### Sport
Der bekannteste Verein Ulms ist der SSV Ulm 1846, welcher mit seiner Fußballabteilung in der Saison 1999/2000 in der Bundesliga spielte. Die seit Januar 2009 ausgegliederte Abteilung spielt ab der Saison 2024/25 in der 2. Bundesliga, nachdem sie 2023 aus der Regionalliga aufgestiegen war und 2024 vorzeitig Meister der 3. Liga wurde. Die Volleyballdamen des SSV Ulm 1846 wurden 2003 Deutscher Meister und Pokalsieger und spielen derzeit in der Regionalliga Süd. Der SSV Ulm 1846 ist zugleich mit 9500 Mitgliedern der zweitgrößte Sportverein Baden-Württembergs. Im Basketballsport ist der Bundesligist Ratiopharm Ulm derzeit der erfolgreichste Ulmer Sportverein. Er spielt bereits seit 2006 in der 1. Basketball-Bundesliga, 1996 gewann er den deutschen Pokal und 2023 die Deutsche Meisterschaft. Nach dem SSV Ulm 1846 ist die TSG Söflingen der mitgliederstärkste Sportverein Ulms. Er ist vor allem mit der Turn- und Handballsektion erfolgreich, bringt aber auch in sogenannten Nischensportarten wie Radball und Rollstuhlbasketball erfolgreiche Sportler hervor. Mit seinen etwa 700 Mitgliedern ist der ESC Ulm mit acht Abteilungen in den Sportarten Kegeln, Fußball, Tennis, Tischtennis, Gymnastik, Taekwondo, Angeln und Schützen in der Stadt vertreten. Vor allem die Kegler spielten in der Vergangenheit bereits in der 1. und 2. Bundesliga. Der Post SV Ulm e. V. wurde 1952 gegründet und besteht aus sechs Abteilungen. Erfolgreichste Abteilung ist die Schachabteilung, die zeitweilig in der Bundesliga spielte. Ihr entstammt mit Klaus Bischoff auch der erfolgreichste Sportler des Vereins. Der Verein betreibt eine Tennishalle in Ulm.
Der 1971 gegründete Sporttauchverein Sporttauchergruppe Ulm/Neu-Ulm e. V. ist mit über 250 Mitgliedern einer der größten Tauchvereine Baden-Württembergs. Einer der größten Rudervereine Baden-Württembergs ist der Ulmer Ruderclub Donau e. V. Mit Urs Käufer, der Weltmeister im Deutschland-Achter 2009 und Teilnehmer bei den Olympischen Spielen 2008 in Peking war, und Kerstin Hartmann befinden sich einige Ulmer Ruderer in den Nationalmannschaften ihrer jeweiligen Altersklasse. Zudem verfügt der Ulmer Ruderclub Donau e. V. über einige, teilweise amtierende Landes- und Bundesmeister. Erfolgreichste Ulmer Ruderer waren Maximilian Reinelt im Achter und Raimund Hörmann sen. mit Dieter Wiedenmann im Vierer. Letztere wurden im Doppelvierer zweimal Vizeweltmeister (1979 und 1982) sowie je einmal Weltmeister (1983) und Olympiasieger (1984).
Der Kanu-Verein Ulmer Paddler wurde 1925 gegründet und betreibt im Illerkanal eine Trainingsstrecke. Als zweiter Kanu-Verein ist der Verein Ulmer Kanufahrer e. V. aktiv, der ebenfalls 1925 gegründet wurde. Die American Football spielenden Ulm Sparrows wurden 1984 gegründet und waren bis zur Auflösung 2012 eine Untergruppe des VfB Ulm. Die ehemalige Baseball-Abteilung des VfB Ulm spielte als die Ulm Falcons von 2018 bis 2022 in der Baseball-Bundesliga.
Ulm war wiederholt Austragungsort internationaler Sportveranstaltungen. Im Rahmen der Olympischen Sommerspiele 1972 wurden vier Vorrundenspiele des olympischen Handballturniers in der Ulmer Donauhalle ausgetragen.
Im Ulmer Donaustadion fand unter anderem das Finale der Fußball-Europameisterschaft der Frauen 2001 statt.

## Wirtschaft und Infrastruktur

### Überblick
Im Jahre 2016 erbrachte Ulm, innerhalb der Stadtgrenzen, ein Bruttoinlandsprodukt (BIP) von 9,253 Milliarden € und belegte damit Platz 38 in der Rangliste der deutschen Städte nach Wirtschaftsleistung. Das BIP pro Kopf lag im selben Jahr bei 75.044 € (Baden-Württemberg: 43.632 €, Deutschland 38.180 €) und liegt damit deutlich über dem regionalen und nationalen Durchschnitt. 2016 verzeichnete die Wirtschaftsleistung der Stadt ein nominelles Wachstum von 2,8 %. In der Stadt gab es 2016 ca. 122.400 erwerbstätige Personen. Die Arbeitslosenquote lag im Dezember 2018 bei 3,2 % und gehörte damit zu den niedrigsten unter den deutschen Großstädten.
Im Zukunftsatlas 2016 belegte die kreisfreie Stadt Ulm Platz 17 von 402 Landkreisen und kreisfreien Städten in Deutschland und zählt damit zu den Regionen mit „sehr hohen Zukunftschancen“.

### Wohnungs- und Grundstückspolitik
Ulm betreibt bereits seit 1889 eine nachhaltige Grundstücks- und Baupolitik. Es hat dadurch 2021 bereits 45 km² Grundbesitz (entspricht ca. 38 % des Stadtgebiets, von 118,68 km²) und damit – in Verbindung mit entsprechend sozialer Vergabe- und Preispolitik der Baugrundstücke – maßgebenden Einfluss auf den Immobilienmarkt im Stadtgebiet.

### Ausgewählte Branchen
Ulm ist Sitz einer Industrie- und Handelskammer (IHK) (Kammerbezirk: Stadt Ulm, Alb-Donau-Kreis und Landkreis Biberach) und einer Handwerkskammer (Kammerbezirk: Stadt Ulm, Alb-Donau-Kreis, Landkreis Biberach, Bodenseekreis, Landkreis Heidenheim, Ostalbkreis und Landkreis Ravensburg).
Ulm ist ein bedeutender Standort für Unternehmen der elektronischen Industrie und der Waffenherstellung.

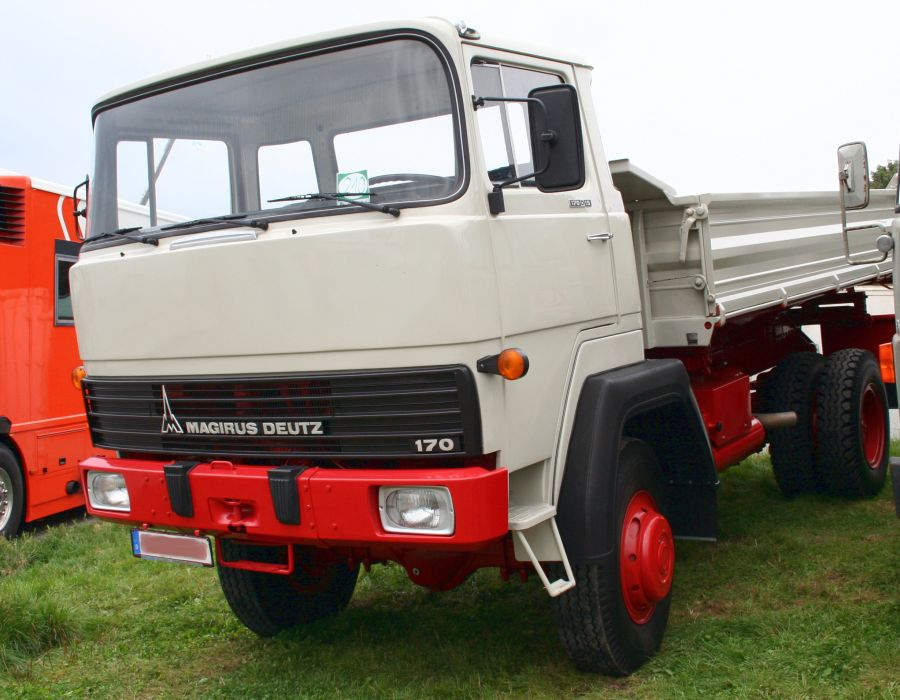
Lastwagen aus Ulmer Produktion: Magirus-Deutz M170D15FAK

Ulm ist ebenso ein traditionsreicher Standort der Nutzfahrzeugindustrie. Schon 1866 gründete der Ulmer Feuerwehrkommandant Conrad Dietrich Magirus eine Fabrik zur Herstellung von Feuerwehrgeräten (siehe dazu: Magirus). Dort wurden 1892 die erste Drehleiter, 1903 die erste selbstfahrende Dampffeuerspritze, ab 1916 Lastkraftwagen und ab 1919 Omnibusse gebaut. 1935/36 wurde die Firma Magirus von Klöckner-Deutz aus Köln übernommen. Nach dem Zweiten Weltkrieg stieg die nach dieser Fusion auf dem Markt etablierte Nutzfahrzeugmarke Magirus-Deutz zu Deutschlands zweitgrößtem Lkw- und Omnibushersteller sowie zum deutschen und europäischen Marktführer für Feuerwehrfahrzeuge auf. Zwischen 1975 und 1983 ging die Marke Magirus-Deutz mit dem Ulmer Nutzfahrzeugwerk in der zum italienischen Fiat-Konzern gehörenden Iveco auf, die zwar den Markennamen Magirus-Deutz einstellte, nicht aber die Produktion in Ulm. Während Feuerwehrfahrzeuge weiterhin hergestellt wurden, wurde die Herstellung von LKW (Iveco Stralis) 2012 nach Madrid verlagert und nur das Entwicklungszentrum in Ulm belassen. Der ehemalige Mutterkonzern von Magirus-Deutz (die heutige Deutz AG) baut in Ulm nach wie vor Motoren. Das Ulmer Werk von Deutz wurde zum unternehmensinternen Zentrum für luftgekühlte Dieselmotoren ausgebaut.
Auf das Jahr 1893 und die Initiative von Karl Heinrich Kässbohrer ging das Ulmer Unternehmen Kässbohrer zurück, das ab 1951 selbsttragende Omnibusse unter dem Markennamen Setra baute. Ende der 1960er-Jahre war Kässbohrer Deutschlands größter Hersteller von Omnibussen und Lkw-Anhängern. Ab 1993 wurde das Unternehmen aufgeteilt in die heutige Kässbohrer Transport Technik, die Kässbohrer Geländefahrzeug AG und die Bus-Sparte, die von Daimler-Benz übernommen wurde und heute unter dem Namen Daimler Buses nach wie vor Omnibusse mit dem Namen Setra herstellt, seit 2009 allerdings ihren Standort vollständig in Neu-Ulm hat.
In Ulm sind aus dem Automobilsektor ferner neben der Daimler AG mit dem von Richard Meier gebauten Forschungszentrum auf dem Oberen Eselsberg auch die Audi AG und BMW mit eigenen Forschungsabteilungen im Science Park II vertreten.
Der Buchhersteller Ebner & Spiegel GmbH mit Sitz in Ulm fertigt mit etwa 500 Mitarbeitern mehr als 70 Mio. Bücher jährlich. Ebner & Spiegel ging 2002 aus dem 1817 gegründeten J. Ebner Graphische Betriebe GmbH & Co. KG sowie der 1930 durch Franz Xaver Spiegel gegründeten Franz Spiegel Buch GmbH hervor. Nach dem Zusammenschluss der beiden Traditionshäuser investierte die international agierende Gruppe CPI aus Paris 13 Millionen Euro in die Modernisierung des Rotationsdrucks und der Binderei im Ulmer Werk.

### Ansässige Großunternehmen
- AEG Identifikationssysteme GmbH (AEG ID): Identifikationselektronik (Transponder, Lesegeräte, Antennen)
- Airbus Defence and Space: Verteidigungs- und Sicherheitssysteme
- J. G. Anschütz GmbH & Co. KG: Jagd- und Sportwaffen (z. B. für Biathlon)
- Atmel Germany GmbH: Halbleiter
- Audi AG: Forschung und Entwicklung
- Axians: IT Management und Service, Public Software
- Beiselen GmbH: Großhandel im Agrarsektor
- Beurer GmbH: Elektrogeräte für Gesundheit und Wohlbefinden (z. B. Heizkissen, Blutdruck- und Blutzucker-Messgeräte, Fieberthermometer)
- Bayerische Motoren Werke Aktiengesellschaft (BMW AG): Forschung und Entwicklung
- BMG MIS GmbH (ehemals AEG MIS): Flüssigkristallanzeigen (LCD) für Informationssysteme aller Art (Schwerpunkte: Multimediale Anwendungen im mobilen und stationären Bereich, sowohl für Innen- als auch Außenanwendungen)
- Brauerei Gold Ochsen: Bier, Getränkevertrieb
- C.E. Noerpel GmbH: Transport- und Logistikdienstleister
- Continental AG: Forschungszentrum Fahrerassistenzsysteme
- Daimler AG: Forschung und Entwicklung
  - Daimler TSS GmbH: IT-Dienstleistungen
- Deutsche Telekom AG: Network Operation Center (Internet-Leitzentrale des Konzerns)
- Deutz AG: Dieselmotoren
- Ebner & Spiegel GmbH: Buchdruckerei
- Elektrobit Automotive GmbH: Automotive Software
- euro engineering AG: Forschung, Entwicklung, Konstruktion, Ingenieurdienstleistung
- Gardena GmbH: Gartengeräte, zur schwedischen Firma Husqvarna gehörend
- Harman Becker Automotive Systems GmbH (ehemals TEMIC SDS GmbH): Automobilzulieferer (Autoradios, Sprachsteuerung, Navigationsgeräte)
- Hensoldt: Verteidigungs- und Sicherheitssysteme
- H. Krieghoff GmbH: Jagd- und Sportwaffen (seit 1886)
- Iveco S.p.A.: Nutzfahrzeugherstellung (nur Auslieferung und Kundencenter, seit 2012 keine Produktion mehr)
- Liqui Moly GmbH: Additive, Öle, Autopflegeprodukte
- Magirus GmbH (ehemals Iveco Magirus Brandschutztechnik GmbH): Feuerwehrfahrzeuge und -ausrüstung
- MairDumont GmbH & Co. KG: Logistikzentrum des Verlags (Reiseführer, Atlanten, Stadtpläne)
- Mayser GmbH & Co. KG: taktile Sensoren für die Sicherheitstechnik
- Müller Holding Ltd. & Co. KG: Handel (Drogeriemarktkette)
- Nokia Networks B.V.[100] (ehemals Nokia Solutions and Networks und Nokia Siemens Networks): Telekommunikation (Forschung und Entwicklung)
- Nuance Communications Inc.: Künstliche Intelligenz (Forschung)
- ratiopharm GmbH: patentfreie Pharmaprodukte
- Schwenk Putztechnik GmbH & Co. KG: Werktrockenmörtel und Wärmedämm-Verbundsysteme
- Schwenk Zement KG: Zement, Beton
- Seeberger KG: Trockenfrüchte, Nusskerne und Kaffee
- Seifert Logistics: Transport- und Logistikunternehmen
- Joyson Safety Systems (Ehemalige Takata KK: Hersteller von Insassenschutzsystemen für Automobile) (z. B. Airbags, Gurtstraffer)
- Teva Pharmaceutical Industries Ltd.: Pharmazeutik
- Thales S.A.: Militärtechnik, Luft- und Raumfahrt, Sicherheitstechnik
- Uzin Utz AG: Bauchemie
- Carl Walther GmbH Sportwaffen: Schuss- und Sportwaffen
- Wieland-Werke AG: Halbfabrikate, Rohre und Gleitelemente
- Zwick Roell AG: Prüfmaschinen

### Ehemalige Unternehmen
- Britax Römer Kindersicherheit GmbH: Auto- und Fahrradkindersitze, Kinderwagen (bis Herbst 2016, Umzug nach Leipheim)
- car2go GmbH: Carsharing (bis 31. Dezember 2014)[101]
- Emud: Radiohersteller (bis 1972)[102]
- Fritz & Macziol Group: IT-Systemhaus
- Manufaktur Ulmer Keramik (UK): Gebrauchsgeschirr, Fliesen, Werbeartikel aus Keramik (bis 31. März 1991)
- Nokia: Telekommunikation (Forschung und Entwicklung) (bis 31. Dezember 2012)[103]
- Steiger & Deschler: Textil-Unternehmen (1868–1996)

### Messestadt
Im Nordosten der Stadt liegen die Donauhalle und das Messegelände mit mehreren, auch unabhängig voneinander nutzbaren Hallen. Daneben finden im Congress Centrum Ulm (CCU) und im Kornhaus Kongresse und Veranstaltungen statt, darunter die jährlich stattfindende Versandbuchhändlertagung, organisiert durch den Börsenverein des Deutschen Buchhandels. Zahlreiche Fertighaushersteller haben in der Fertighausausstellung beim Messegelände Ausstellungshäuser errichtet. Des Weiteren finden auch in dem auf Neu-Ulmer Gebiet liegenden, aber gemeinsam mit der Nachbarstadt genutzten Veranstaltungszentrum Ratiopharm Arena Messen und Großveranstaltungen statt.

### Umwelt/Ökologie
Die FUG GmbH (Fernwärme Ulm) betreibt eines der größten Biomasseheizkraftwerke Deutschlands (60 MW installierte Leistung) in der Ulmer Weststadt (Siehe auch: Liste von Kraftwerken in Deutschland). Darüber hinaus nimmt Ulm in den letzten Jahren regelmäßig in der Kategorie Großstädte einen der vordersten Plätze in der Solarbundesliga ein und ist neben Ingolstadt die deutsche Großstadt, in der am meisten Solarstrom je Einwohner produziert wird. Der 1976 gegründete Weltladen in Ulm ist einer der ältesten und heute größten Weltläden Deutschlands. 2007 und 2011 wurde die Stadt Ulm für ihr vorbildliches kommunales Energiemanagement und ihre Verdienste um den Klimaschutz mit dem European Energy Award ausgezeichnet. Seit Januar 2008 wird das Ulmer Münster vollständig mit regenerativer Energie versorgt und seit April 2008 ist in Ulm für Neubauten der KfW-40-Energiestandard vorgeschrieben. Im Februar 2010 wurde das Bündnis 100 % Erneuerbare Energien gegründet, das mit allen wesentlichen Akteuren der Region Ulm/Neu-Ulm bis 2030 einen Umstieg der Region Ulm/Neu-Ulm auf 100 % erneuerbare Energien erreichen möchte.

#### Klimaschutzkonzept
Der Gemeinderat Ulm hat im Mai 2013 die Erstellung eines Klimaschutzkonzepts beschlossen. Am 24. November 2015 wurde das Klimaschutzkonzept in der Fassung vom 16. Oktober 2015 beschlossen. Die Stadt Ulm hat sich zum Ziel gesetzt, die kommunalen Pro-Kopf-Treibhausgasemissionen alle 10 Jahre um 20 % gegenüber dem Referenzjahr 2010 (10 Tonnen CO2 pro Einwohner und Jahr) zu senken und damit Einsparungen von 80 % bis 2050 (Zielwert: 2 Tonnen CO2 pro Einwohner und Jahr) zu erreichen.

#### Luftqualität
Messungen in den Jahren 2006 und 2007 zeigten klare Überschreitung der erlaubten Grenzwerte für Feinstaub und NO2. Größter Verursacher für beide Schadstoffe ist der motorisierte Straßenverkehr. Daraufhin wurde 2008 erstmals ein Luftreinhalteplan mit verschiedenen Maßnahmen verabschiedet, u. a. der Einführung einer Umweltzone.

### Verkehr

#### Überblick
Im Modal Split der Verkehrsmittelwahl beträgt der Anteil des motorisierten Individualverkehrs 49,8 %, des Fußverkehrs 23,3 %, des ÖPNV 15,5 % und des Radverkehrs 11,4 % am Gesamtverkehr in der Stadt (Stand 2008).
Im Jahr 2017 betrugen die Anteile 45 % motorisierter Individualverkehr, 30 % Fußverkehr, 13 % ÖPNV, und 12 % Radverkehr.
2011 wurde das Aktionsbündnis „Fahrrad in Ulm“ ins Leben gerufen mit dem Ziel, den Fahrradanteil am Verkehr bis 2020 auf 20 % anzuheben. Einige Punkte der damals erstellten Handlungsempfehlung wurden bis 2014 bereits umgesetzt, darunter die Ernennung eines Fahrradbeauftragten, der Beitritt zur AGFK-BW und das „Scherbentelefon“.

#### Straßenverkehr und Fußgänger
Durch Ulm und an Ulm vorbei verlaufen mehrere Autobahnen und zum Teil autobahnähnlich ausgebaute Bundesstraßen, die die Stadt an das Umland und an weiter gelegene Städte binden:
- A 7: Flensburg–Hamburg–Hannover–Kassel–Fulda–Würzburg–Ulm–Memmingen–Kempten–Füssen/Reutte (Tirol)
- A 8: Karlsruhe–Stuttgart–Ulm–Augsburg–München–Salzburg
- B 10: Pirmasens–Karlsruhe–Stuttgart–Ulm–Augsburg
- B 28: Strasbourg–Freudenstadt–Tübingen–Reutlingen–Ulm
- B 30: Ulm–Biberach (Riß)–Ravensburg–Friedrichshafen
- B 311: Ulm–Ehingen–Tuttlingen–Geisingen(–Donaueschingen)

In Ulm bestand seit dem 1. Januar 2009 eine Umweltzone; seit dem 1. Januar 2013 war die Einfahrt nur noch mit grüner Feinstaubplakette gestattet. Die Umweltzone erstreckte sich nicht auf das gesamte Stadtgebiet, sondern hauptsächlich auf die Kernstadt, und wurde nach Norden und Westen hin durch den Berliner Ring, Kurt-Schumacher-Ring und Kuhbergring (sog. Nord- und Westtangente) sowie nach Süden und Osten im Wesentlichen durch die Donau begrenzt. Anfangs war die in Nord-Süd-Richtung durch das Stadtgebiet verlaufende Bundesstraße 10 noch von der Umweltzone ausgenommen. Diese Ausnahmeregelung wurde jedoch zum 1. Januar 2013 – gleichzeitig mit der Beschränkung der Einfahrt auf grüne Feinstaubplaketten und der Einführung neuer Tempolimits – aufgehoben. Zum 4. Juni 2024 wurde die Umweltzone in Ulm aufgehoben.
Im Stadtzentrum befindet sich eine ausgedehnte Fußgängerzone.
Die Gesamtstraßenlänge in Ulm beträgt 450 km. Zusätzlich gibt es 20 km reine Radwege.
Für Elektrofahrzeuge steht mit 136 öffentlich zugänglichen Ladepunkten (Stand Juni 2017) ein dichtes Netz an Ladestationen bereit.

#### Eisenbahn

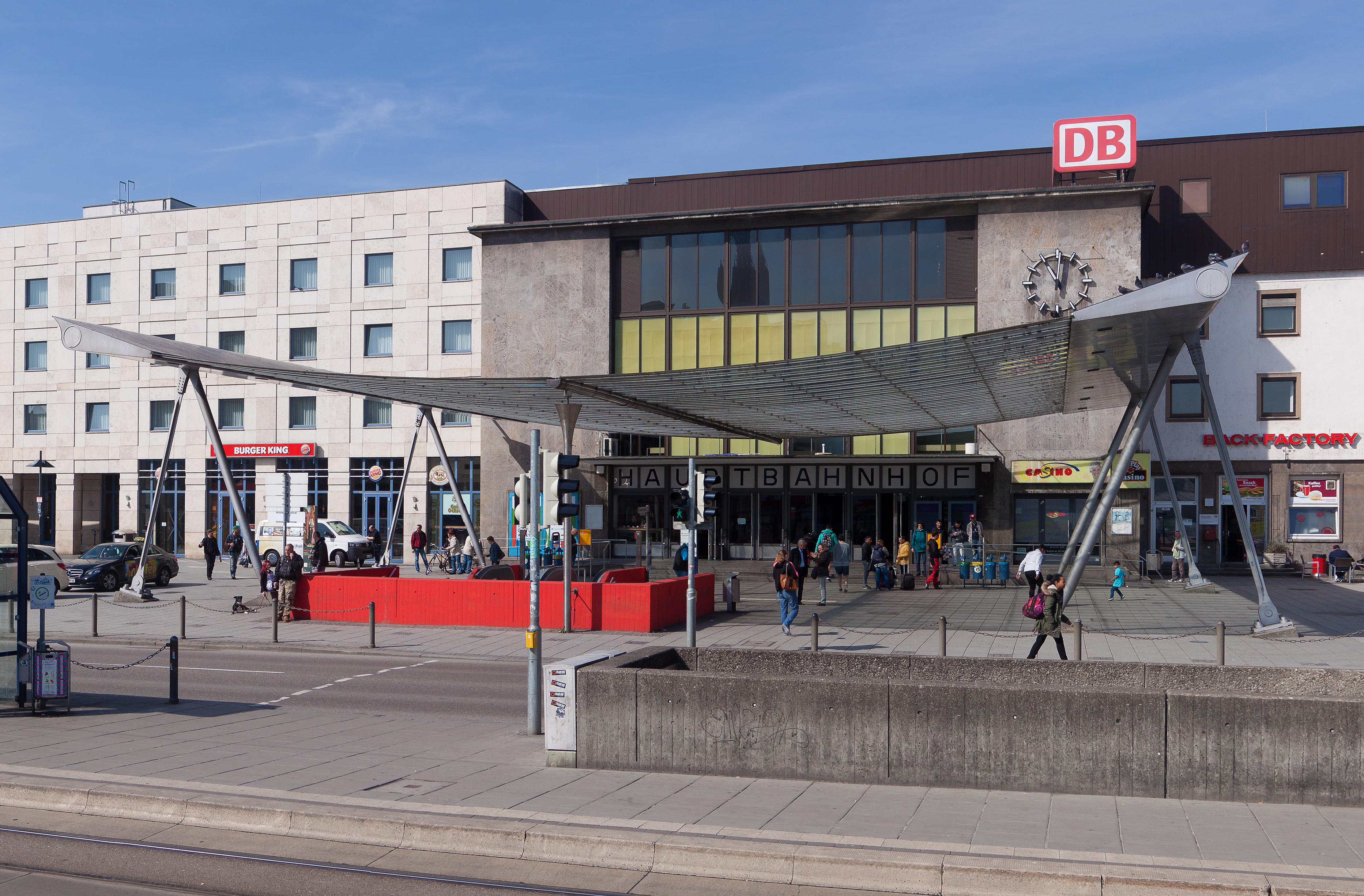
Empfangsgebäude des Ulmer Hauptbahnhofs

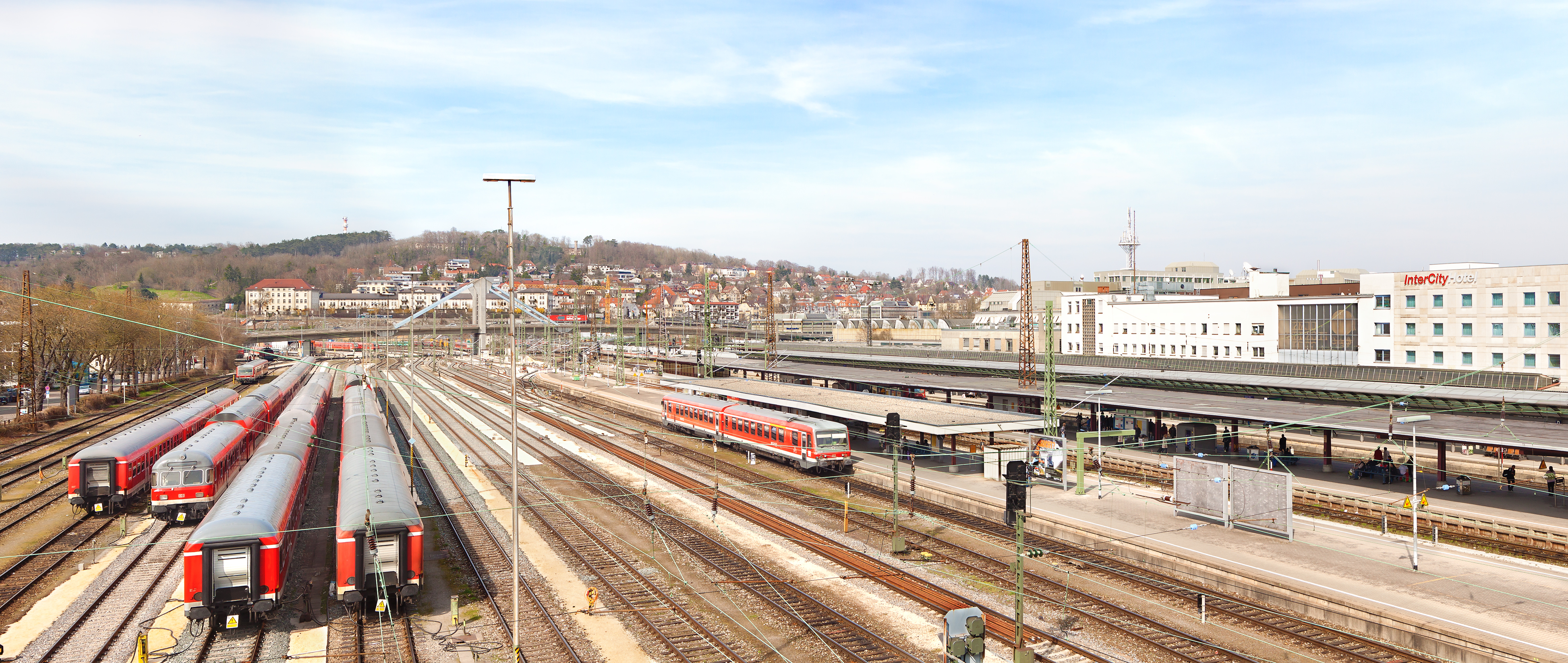
Gleisanlagen im Hauptbahnhof

Ulm wird von ICE- sowie anderen europäischen Hochgeschwindigkeitszügen bedient und liegt an der Magistrale für Europa Paris–Budapest, beide genannten Städte sind ohne Umsteigen erreichbar. Seit Inbetriebnahme der Schnellfahrstrecke Wendlingen–Ulm am 11. Dezember 2022 ist Ulm zudem direkt an eine Hochgeschwindigkeitsstrecke angeschlossen. Sie ist Teil der Neu- und Ausbaustrecke Stuttgart–Augsburg, künftig soll sich die Fahrzeit nach Stuttgart durch diese von aktuell 45 auf 30 Minuten reduzieren. Für die Strecke von Ulm nach Augsburg wird eine Fahrzeitverkürzung von bisher circa 40 auf 27 Minuten angestrebt. Die Entscheidung zur Trassenfindung wird nicht vor 2025 erwartet. Bereits mit dem Projekt Neu-Ulm 21 wurde die Eisenbahnbrücke Ulm–Neu-Ulm auf vier Gleise erweitert. Seit Elektrifizierung der Südbahn im Dezember 2021 werden zudem Friedrichshafen und der Flughafen Friedrichshafen in weniger als 60 Minuten erreicht.
Der Hauptbahnhof Ulm bildet mit zwölf Bahnsteiggleisen, davon fünf Stumpfgleise, den wichtigsten Verkehrsknoten der Stadt. Weitere Stationen bestehen im Westen (Bahnhof Ulm-Söflingen) und Osten (Haltepunkt Ulm Ost) sowie im Industriegebiet Donautal (Haltepunkt Ulm-Donautal).
Im Einzelnen treffen in Ulm folgende Eisenbahnstrecken aufeinander:
- Schnellfahrstrecke Wendlingen–Ulm: Wendlingen (Neckar) – Merklingen – Schwäbische Alb – Ulm
- Filstalbahn: Stuttgart – Plochingen – Göppingen – Geislingen (Steige) – Ulm – Neu-Ulm
- Bahnstrecke Augsburg–Ulm: Augsburg – Ulm
- Bahnstrecke Ulm–Friedrichshafen: Ulm – Biberach (Riß) – Aulendorf – Ravensburg – Friedrichshafen
- Bahnstrecke Ulm–Sigmaringen: Ulm – Ehingen (Donau) – Sigmaringen
- Brenzbahn: Aalen – Heidenheim – Ulm

Mit der Regio-S-Bahn Donau-Iller existiert im Großraum Ulm ein in den Donau-Iller-Nahverkehrsverbund (DING) integriertes Schienenpersonennahverkehrs-System Seit Ende 2020 sind die Linien S 7 (Ulm–Memmingen) und S 71 (Ulm–Weißenhorn) in Bayern in Betrieb. Im Dezember 2021 gingen fünf weitere Linien mit den Endpunkten Munderkingen, Aulendorf und Aalen in Betrieb. Geplant sind langfristig acht Linien mit dem Ulmer Hauptbahnhof als Knotenpunkt zwischen der Regio-S-Bahn, dem Regionalverkehr und dem Fernverkehr.

#### Städtischer Nahverkehr
19 Linien der Stadtwerke Ulm/Neu-Ulm GmbH (SWU) bedienen insgesamt das Stadtgebiet, darunter zwei Straßenbahn- und 17 Buslinien. Daneben gab es 2015 weit mehr als 35 Linien anderer Verkehrsunternehmen. Mit dem Bau der zweiten Straßenbahnlinie wurde im Sommer 2015 begonnen, am 8. Dezember 2018 wurde die rund neun Kilometer lange Strecke mit einem Festakt in Betrieb genommen. Somit sind alle Stadtteile und das nahe gelegene Umland angebunden.
Ende 2005 hat die SWU an den Wochenenden zusätzlich acht Nachtlinien eingeführt, die ebenfalls alle Stadtteile und das Umland von Ulm auch nach Mitternacht im Stundentakt bedienen. Für Orte und Gemeinden außerhalb von Ulm, in denen bisher keine Nachtlinien fahren, hat die Stadt zum Fahrplanwechsel im Dezember 2006 einige zusätzliche Busse nach Mitternacht eingeführt. Alle Unternehmen fahren zu einheitlichen Preisen innerhalb des Donau-Iller-Nahverkehrsverbunds (DING).

#### Fernbusanbindung
Mittlerweile fahren immer mehr Fernbusanbieter Ulm aus ganz Deutschland an, mit Verbindungen aus Berlin, Mannheim, Nürnberg, Oberstdorf etc. Die Fernbushaltestelle befindet sich in Ulm-Böfingen in der Eberhard-Finckh-Straße mit direkter Anbindung an die Straßenbahn Richtung Hbf.

#### Radverkehr

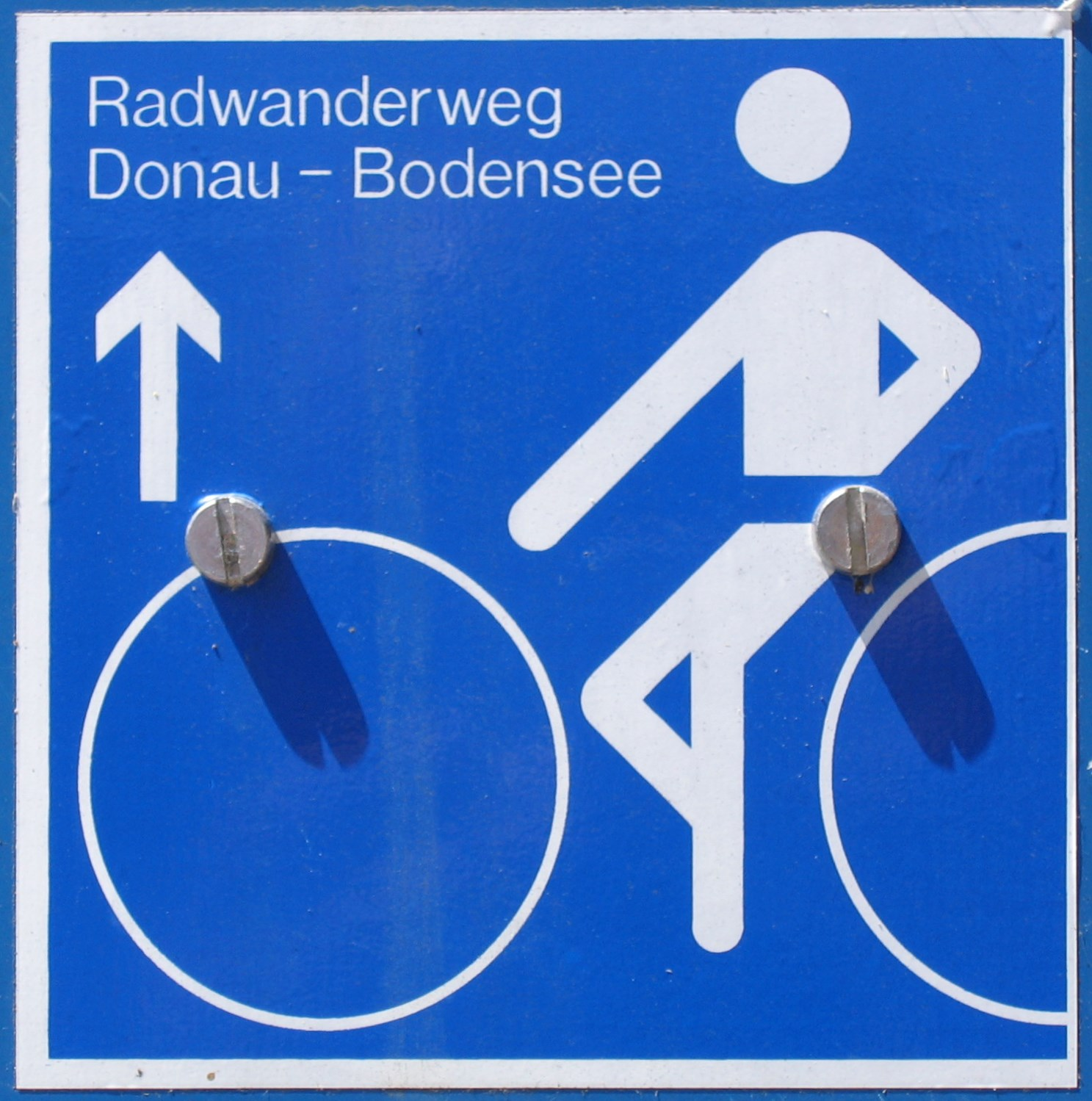
Ein umfangreiches Netz an Fernradwegen führt nach Ulm, hier ist die Markierung des Donau-Bodensee-Radweges zu sehen. Die Piktogramme dazu gehen auf Otl Aicher aus Ulm zurück.

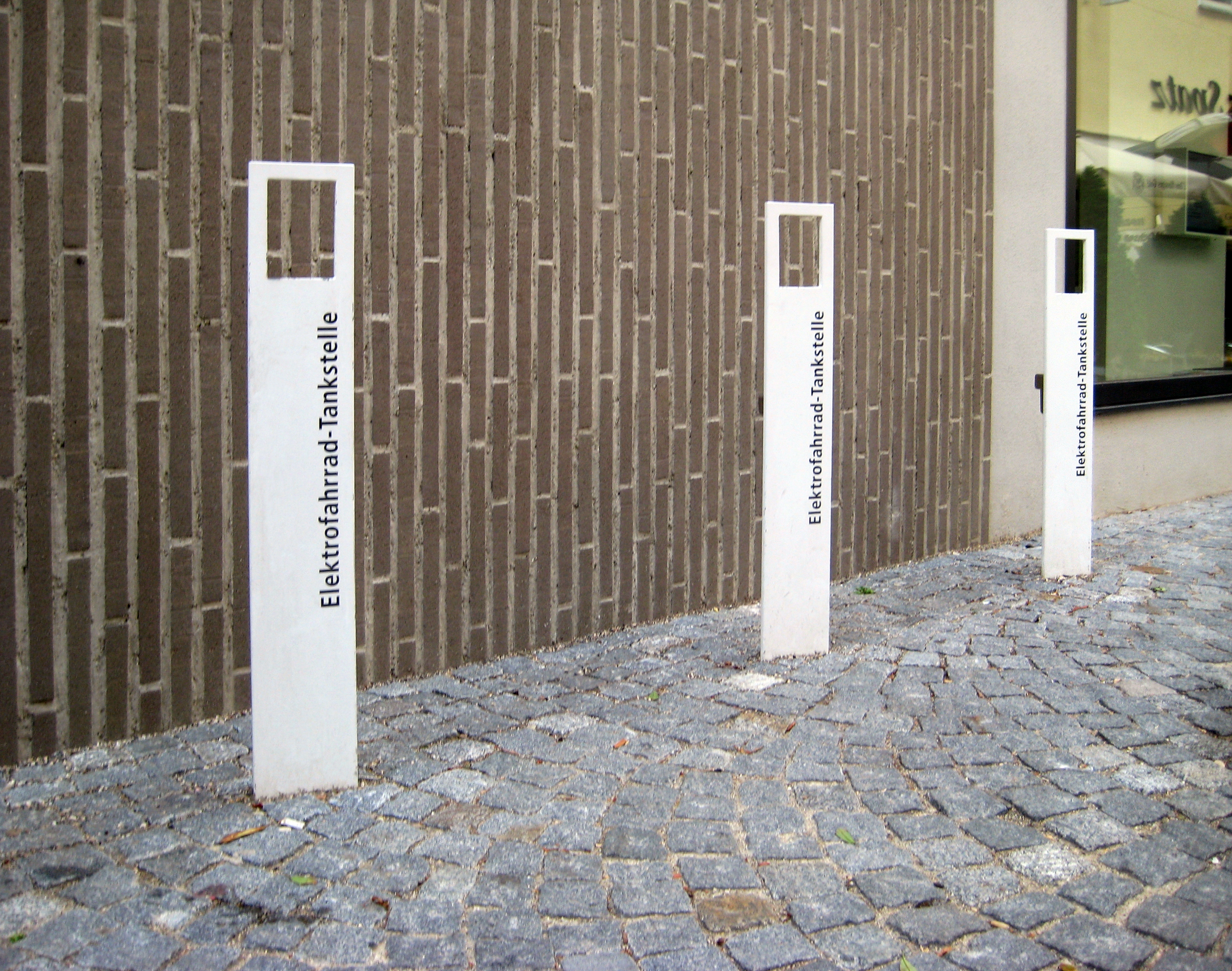
Eine Elektrofahrrad-Tankstelle in der Brautgasse am Ulmer Münster zeigt, dass sich Ulm auch auf Radfahrer eingestellt hat, die auf Fernradwegen unterwegs sind.

Durch Alltagsrouten aus dem Radnetz Baden-Württemberg ist Ulm 
- mit Neu-Ulm,
- über das Industriegebiet Donautal und über Erbach, Oberdischingen und Öpfingen mit Ehingen an der Donau,
- im Industriegebiet abzweigend an den Stadtteilen Gögglingen und Donaustetten vorbei und über den Erbacher Stadtteil Dellmensingen mit Laupheim,
- über Blaustein mit Blaubeuren,
- über den Stadtteil Jungingen und über Beimerstetten und Westerstetten mit Geislingen an der Steige und
- über Langenau mit Giengen an der Brenz verbunden. Diese Route führt in Elchingen über bayerisches Gebiet.

Außerdem gibt es für die Stadt Ulm einen Fahrradentwicklungsplan.
Durch Ulm führen einige Fernradwege: 
- An erster Stelle ist der Donauradweg zu nennen, der von Donaueschingen über Passau, Wien und Budapest bis zur Mündung in das Schwarze Meer führt. Er wird ab Tuttlingen auch als EuroVelo-Route EV6 und zwischen Tuttlingen und Passau als D-Route 6 geführt.[127][128]
- Eine touristisch wichtige Fernstrecke ist auch der Donau-Bodensee-Radweg, der die Stadt über Laupheim mit Kressbronn am Bodensee verbindet[129].
- Durch die Stadt führt überdies der Oberschwaben-Allgäu-Radweg. Er ist eine Rundstrecke über Ulm und Tettnang und verläuft dabei von Ehingen kommend nördlich der Donau nach Ulm. Weiter verläuft er am Kloster Wiblingen vorbei über Illerkirchberg Richtung Laupheim.
- Die früheren Radfernwege Alb-Neckar-Radweg und der Hohenlohe-Ostalb-Weg wurden durch den Württemberger Tälerradweg abgelöst. Er führt von Crailsheim über Aalen, Heidenheim, Giengen und Langenau nach Ulm und weiter über Blaubeuren, Laichingen und Göppingen nach Schwäbisch Gmünd.
- Des Weiteren endet in Ulm der Iller-Radweg, der von Oberstdorf über Memmingen nach Ulm führt.

Ulm ist Mitglied der AGFK (Arbeitsgemeinschaft Fahrrad- und Fußverkehrsfreundlicher Kommunen) in Baden-Württemberg.

#### Fernwanderwege
Der Schwäbische Albverein betreut als Wanderverein ein gut ausgebautes Netz an Fernwanderwegen durch Süddeutschland, das Ulm berührt. Wichtig ist der Schwäbische-Alb-Südrand-Weg (HW 2) und der Main-Donau-Bodensee-Weg (HW 4), die sich im Stadtgebiet kreuzen. Beide Wege weisen wiederum zahlreiche Zugangswege aus dem Umland im Ulmer Stadtgebiet auf.
Der Hus-Weg mit seinen 780 Kilometern Länge führt durch Ulm und erinnert an das Geschick von Jan Hus.

#### Flugverkehr
Die nächsten Großflughäfen sind in Stuttgart (ca. 80 km) und in München (ca. 160 km), Fahrzeit mit der Bahn ca. 120 Minuten. Mit der Fertigstellung der Hochgeschwindigkeitsstrecke nach Stuttgart ist der Flughafen Stuttgart in unter 30 Minuten erreichbar. Es gibt weiterhin Fernbusverbindungen zu den Flughäfen München und Stuttgart.
Der nächstgelegene Regionalflughafen befindet sich im ca. 50 km entfernten Memmingen (Flughafen Memmingen). Dieser ist per Bahn und Bus in ca. 75 Minuten erreichbar. Der etwa 100 km entfernte Flughafen Friedrichshafen, der auch nationale Ziele anfliegt, wird in 75 Minuten per Bahn erreicht. Von dem ca. 80 km entfernt liegenden Flugplatz Augsburg werden seit Sommer 2005 keine Linienflüge mehr angeboten.
Der nächstgelegene Flugplatz ist der 10 km von Ulm entfernte Sportflugplatz Erbach (Donau) (ICAO: EDNE) mit einer 630 m × 30 m großen Graspiste, geeignet für Motorflugzeuge bis 2 t MPW, Motorsegler, Hubschrauber, Ultraleichtflugzeuge, Segelflugzeuge und Ballone.

### Medien
Die Südwest Presse hat den größten Anteil an Abonnenten. Mitbewerber sind die Schwäbische Zeitung und die „Neu-Ulmer Zeitung“, eine Regional-Ausgabe der Augsburger Allgemeinen mit einem Lokalteil für Ulm. Breiter ist das Angebot im Bereich e-Medien: Es gibt ein Regionalstudio (TV und Rundfunk) des SWR, die privaten Rundfunksender Radio 7 und Donau 3 FM, das freie Radio freeFM, das journalistisch-nachrichtlich ausgerichtete, unkommerzielle und für jeden zugängliche Internetportal ulmnews, das ehrenamtlich betriebene Online-Magazin Team-Ulm sowie etliche andere Internet-Portale, die ihren Nutzern (eher kulturelle) Informationen aus der Region und Veranstaltungshinweise bieten. Außerdem existiert als Lokalradio das Hitradio MS One.
Seit dem 22. September 2005 ist in Ulm ein TV-Sender mit dem Namen Regio TV Schwaben ansässig. Dieser sendet von Montag bis Freitag zwischen 18 Uhr und 24 Uhr eine tagesaktuelle, halbstündige als Schleife wiederholende Sendung, die über Ulm, den Alb-Donau-Kreis, den Kreis Neu-Ulm sowie Biberach berichtet.

### Öffentliche Einrichtungen
Ulm ist Sitz eines Amtsgerichts und eines Landgerichts, eines Arbeitsgerichts, eines Sozialgerichts sowie eines Polizeipräsidiums. Ferner hat Ulm ein Finanzamt, ein Hauptzollamt und eine Agentur für Arbeit, an die Außenstellen in Biberach und Ehingen angegliedert sind. Zudem befinden sich die Jobcenter Ulm und Alb-Donau im Stadtgebiet Ulm.
Die Stadt ist Sitz der Prälatur Ulm und des Kirchenbezirks Ulm der Evangelischen Landeskirche in Württemberg und des Dekanatsverbands Ehingen-Ulm des Bistums Rottenburg-Stuttgart.

### Medizinische Versorgung

#### Universitätsklinikum Ulm

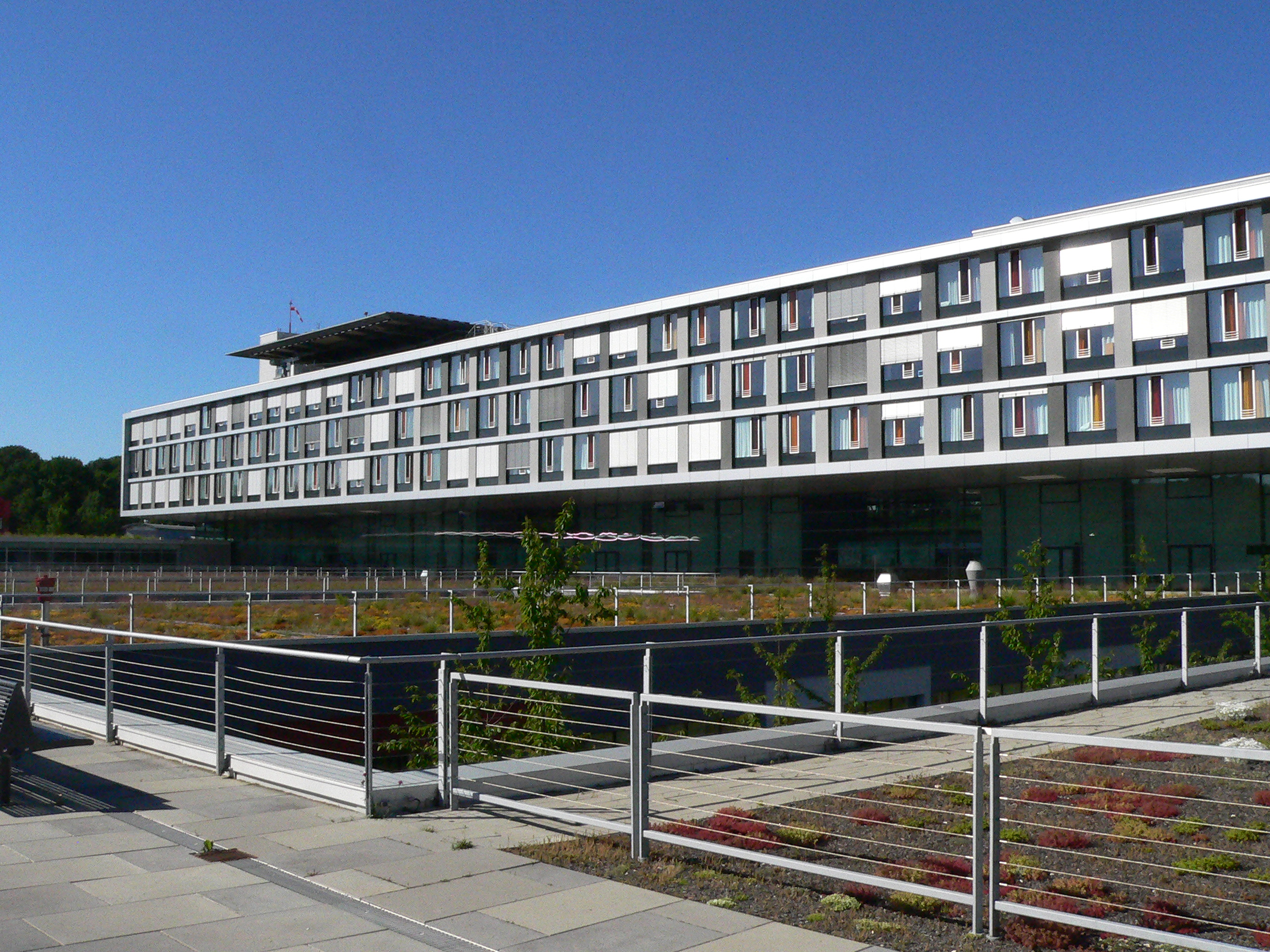
Universitätsklinikum Ulm, Chirurgie

Das Universitätsklinikum Ulm ist eines der fünf Universitätsklinika in Baden-Württemberg. Es ist einerseits ein Krankenhaus der Stufe Maximalversorgung und für das Versorgungsgebiet Ostwürttemberg, Donau-Iller und Bodensee-Oberschwaben zuständig. Andererseits ist es innerhalb der Medizinischen Fakultät der Universität Ulm in die praktische Ausbildung der Fächer Human- und Zahnmedizin involviert. Das Klinikum hat insgesamt 1.264 stationäre Planbetten (Stand: März 2014). Für die rund 192.000 Fälle pro Quartal stehen knapp 6.400 Mitarbeiter – davon rund 850 Ärzte – zur Verfügung. Die verschiedenen Kliniken und Institute des Gesamtklinikums sind hauptsächlich auf drei Standorte im Stadtgebiet verteilt: Oberer Eselsberg/Wissenschaftsstadt, Michelsberg und Safranberg.

#### Bundeswehrkrankenhaus Ulm
Ulm ist Standort eines der fünf deutschen Bundeswehrkrankenhäuser. Es befindet sich in unmittelbarer Nachbarschaft zum Universitätsklinikum auf dem Oberen Eselsberg und hat insgesamt 496 stationäre Planbetten, wovon 323 im Krankenhausplan des Landes Baden-Württemberg für die Behandlung ziviler Patienten vorgesehen sind. Mit Ausnahme der fehlenden Abteilungen für Gynäkologie und Kinderheilkunde ist das Bundeswehrkrankenhaus wie das Universitätsklinikum auch ein Krankenhaus der Maximalversorgung. Das BWK ist außerdem der Standort des in Ulm stationierten Rettungshubschraubers Christoph 22.

#### RKU – Universitäts- und Rehabilitationskliniken Ulm
Die RKU – Universitäts- und Rehabilitationskliniken Ulm wurden 1984 ursprünglich als Rehabilitationskrankenhaus Ulm gegründet. Das Krankenhaus hat sich auf die Schwerpunkte Neurologie, Orthopädie, medizinische und berufliche Rehabilitation spezialisiert und hat insgesamt 232 Planbetten im Klinikbereich und 81 Betten im Reha-Bereich. Aufgrund einer gemeinsamen Trägerschaft durch die Sana Kliniken AG und das Universitätsklinikum Ulm sind die neurologische und orthopädische Klinik des RKU gleichzeitig Bestandteil des Universitätsklinikums. Wie das Bundeswehrkrankenhaus und das Universitätsklinikum hat auch das RKU seinen Sitz auf dem Oberen Eselsberg.

### Friedhof
Der Hauptfriedhof Ulm an der Stuttgarter Straße nördlich des Zentrums entstand in den 1890er Jahren, nachdem Friedhöfe einzelner Stadtteile für die Begräbnisse nicht mehr ausreichten. Er weist auch eine Vielzahl von Grabstätten prominenter Ulmer Bürger auf.
Auf diesem Friedhof befinden sich auch zahlreiche Grabstätten von Soldaten der Roten Armee als Kriegsgefangene und Zwangsarbeiter. Außerdem erinnert neben der Friedhofshalle ein Gedenkstein an viele hundert Ulmer Bürger, die Opfer des NS-Gewaltregimes wurden.

### Bundeswehr

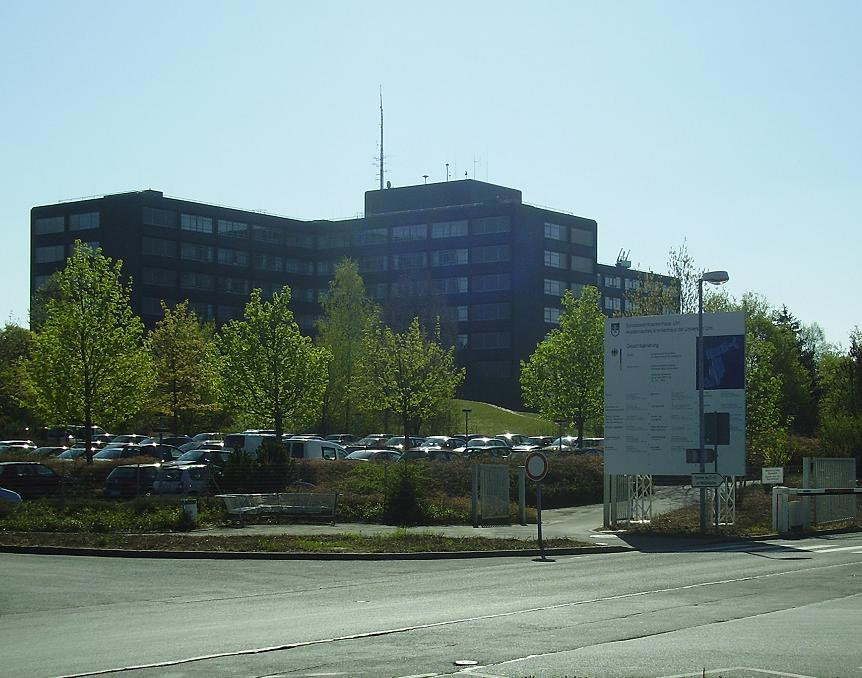
BWK Ulm auf dem Oberen Eselsberg

Ulm war aufgrund seiner strategisch wichtigen Lage in seiner Geschichte oft umkämpft. Die Stationierung von militärischen Verbänden in Ulm hat daher eine lange Tradition: seit 1666 ist Ulm Garnisonsstadt; zwischenzeitlich befanden sich bis zu 18 Kasernen in der Stadt. Seit den 1950er-Jahren war und ist Ulm Sitz zahlreicher Verbände und hoher Stäbe der Bundeswehr. Die immer noch große Bedeutung des Standorts Ulm für die Bundeswehr spiegelt sich auch darin wider, dass sich in Ulm noch bis vor wenigen Jahren allein drei Kasernen befanden: die Wilhelmsburg-Kaserne auf dem Michelsberg, die Hindenburg-Kaserne auf dem Eselsberg und die Bleidorn-Kaserne auf dem Kuhberg; hinzu kommt die Rommel-Kaserne in der Nachbargemeinde Dornstadt. Das Bundeswehrkrankenhaus Ulm ist eines der verbliebenen fünf Bundeswehrkrankenhäuser in Deutschland.
Die heutige Wilhelmsburg-Kaserne entstand 1969 nördlich der Zitadelle der ehemaligen Bundesfestung Ulm – der Wilhelmsburg – durch die Zusammenlegung mehrerer Kasernen- und Festungsgebäude (unter anderem der ehemaligen Flandern-Kaserne und des Forts Prittwitz) zu einer Kasernenanlage. Zu den ersten in der rund 40 Hektar großen Kaserne stationierten Einheiten gehörten die Pioniermaterialkompanie 201 und die Topographiebatterie 201. Zwischenzeitlich (bis zu seinem Umzug an das Bundeswehrkrankenhaus) war auch der erste Ulmer Rettungshubschrauber SAR 75 in der Wilhelmsburg-Kaserne beheimatet. Zu den Hauptnutzern der Kaserne gehören heute das Multinationale Kommando Operative Führung (2013 aus dem ebenfalls in Ulm stationierten Kommando Operative Führung Eingreifkräfte hervorgegangen), das Heeresmusikkorps Ulm und die Feldjäger. Der Standort zählt insgesamt rund 1000 Soldaten und zivile Mitarbeiter.
Die Hindenburg-Kaserne war zwischen 1934 und 1936 im Rahmen des Aufbaus der Wehrmacht auf dem unteren Eselsberg errichtet worden. Nach dem Zweiten Weltkrieg wurde die Anlage zuerst als Unterkunft für Displaced Persons und später von der US-Armee genutzt. Nach der Wiederaufstellung deutscher Streitkräfte ab 1955 waren verschiedene Verbände der Bundeswehr in der Hindenburg-Kaserne stationiert, zuletzt drei Kompanien (rund 360 Soldaten) des Lazarettregiments 41. Nach dem Abzug der letzten Soldaten am 1. Oktober 2014 wurde die Kaserne während der Flüchtlingskrise 2015 zwischenzeitlich als Unterkunft für bis zu 200 Asylbewerber genutzt. In den beginnenden 2020er Jahren soll das Kasernengelände von Grund auf neu gestaltet und als Wohn- und Gewerbegebiet genutzt werden.
Die Bleidorn-Kaserne entstand ebenfalls 1934 durch Erweiterung einer Artillerie-Kaserne im Fort Unterer Kuhberg. Ähnlich wie die Hindenburg-Kaserne wurde auch die Bleidorn-Kaserne in der Nachkriegszeit zunächst als DP-Camp genutzt, bevor wieder Soldaten in den Gebäuden untergebracht wurden: unter anderem ab 1958 der Stab des ehemaligen Pionierkommandos 2 und bis 2012 das Kreiswehrersatzamt Ulm. Zwischen Oktober 2015 und September 2016 waren auf dem Gelände wie auch in der Hindenburg-Kaserne Flüchtlinge untergebracht. Heute sind in der Bleidorn-Kaserne nur noch das Bundeswehr-Dienstleistungszentrum Ulm und das Karriereberatungsbüro Ulm als Außenstelle des Karrierecenters der Bundeswehr Stuttgart untergebracht. Laut Stationierungskonzept 2011 war die endgültige Schließung der Bleidorn-Kaserne ursprünglich für 2018 vorgesehen, der Zeitpunkt wurde jedoch in der Zwischenzeit auf voraussichtlich 2025 verschoben.
Gemäß dem aktuellen Stationierungskonzept der Bundeswehr sind in Ulm (per Stand 2018) die folgenden Verbände und Dienststellen der Bundeswehr stationiert:
- Wilhelmsburg-Kaserne
  -  Multinationales Kommando Operative Führung (SKB)
  -  Unterstützungsverband Multinationales Kommando Operative Führung (SKB)
  -  7./Feldjägerregiment 3 (SKB)
  -  Heeresmusikkorps Ulm (SKB)
  - Familienbetreuungsstelle Ulm (EinsFüKdoBw)
- Bleidorn-Kaserne
  - Bundeswehr-Dienstleistungszentrum Ulm (IUD)
  - Karriereberatungsbüro Ulm (P)
- Liegenschaft Oberer Eselsberg 40, 89081 Ulm
  -  Bundeswehrkrankenhaus Ulm (ZSan)
  - Arztgruppe Ulm (ZSan)

Zum Gedenken der Deserteure der Wehrmacht wurde 1989 in der Oberen Donaubastion vor dem Roxy eine sechs Tonnen schwere Stahlplastik aufgestellt. Das als „Stein des Anstoßes“ von der Bildhauerin Hannah Stütz-Mentzel entworfene Mahnmal ließ der Gemeinderat jedoch bald darauf wieder entfernen. 2005 fand es im Lehrer Tal am unteren Eingang des Botanischen Garten seinen endgültigen Standort.

### Feuerwehr
Trotz seines Status als Großstadt verfügt Ulm über keine Berufsfeuerwehr. Die Feuerwehr Ulm ist stattdessen als Freiwillige Feuerwehr mit hauptamtlichen Kräften organisiert und gliedert sich in die Abteilung Feuerwehrbeamte (mit ihren 63 hauptamtlichen Feuerwehrkräften) und 15 Abteilungen der Freiwilligen Feuerwehr mit rund 500 ehrenamtlichen Feuerwehrleuten. Die ständig besetzte Hauptfeuerwache der Feuerwehr Ulm befindet sich in der Keplerstraße im Stadtteil Stadtmitte.

### Schullandschaft

#### Hochschulen

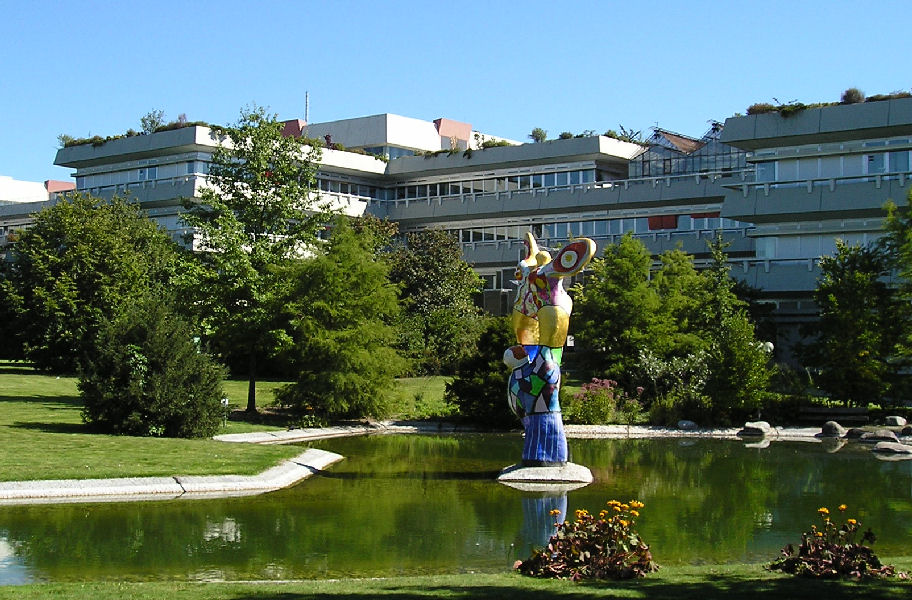
Universität Ulm

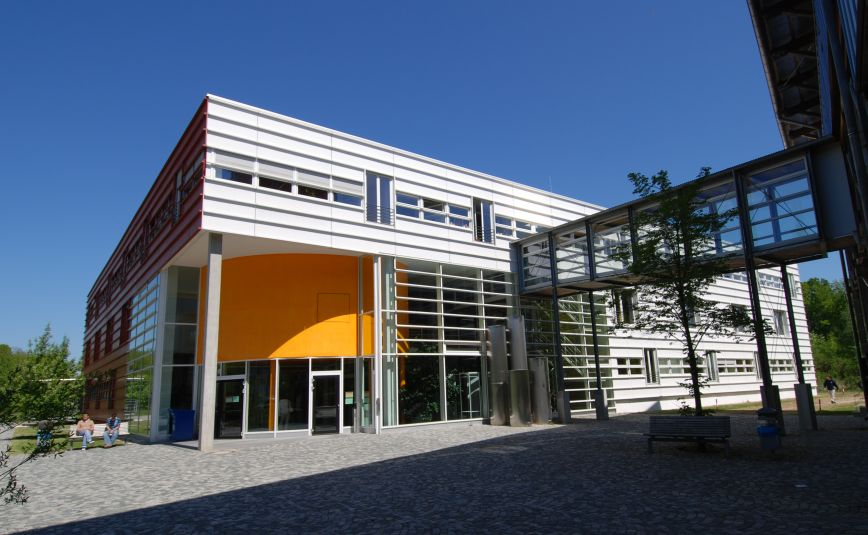
Universitätsbibliothek

Die Universität Ulm wurde im Jahr 1967 als Medizinisch-Naturwissenschaftliche Hochschule gegründet. Das Fächerspektrum umfasst heute Naturwissenschaften, Medizin, Ingenieurwissenschaften, Mathematik, Wirtschaftswissenschaften und Informatik. Derzeit (Wintersemester 2022/23) sind 10.316 Studenten immatrikuliert.
1960 wurde die Technische Hochschule Ulm gegründet, damals als „Staatliche Ingenieurschule“ (bis 2006 „Fachhochschule Ulm“, danach „Hochschule Ulm“ bis 2019). Als staatliche Hochschule für angewandte Wissenschaften liegt der Fokus auf der praxisnahen Lehre sowie Forschung, Entwicklung und Transfer beim Schwerpunkt Ingenieurwissenschaften. Durch eine enge Zusammenarbeit mit der Technischen Hochschule Ulm (u. a. auch gemeinsame Studiengänge) hat auch die in der Schwesterstadt Neu-Ulm beheimatete Hochschule Neu-Ulm Einfluss auf die Ulmer Hochschullandschaft.
1953 gründeten Inge Aicher-Scholl, Otl Aicher und Max Bill die Hochschule für Gestaltung Ulm (HfG Ulm), die in der Tradition des Bauhauses stand und internationale Bedeutung hatte. Sie wurde nach Einstellung der Förderung durch die Landesregierung von Baden-Württemberg 1968 geschlossen.
Seit 2014 ist Ulm außerdem Standort der privaten Hochschule für Kommunikation und Gestaltung (HfK+G*).

#### Akademien
Die Akademie für darstellende Kunst (adk) ist eine Schauspielschule. Sie wurde 1996 gegründet und besitzt 16 Unterrichts- bzw. Ausbildungsräume im Fort Unterer Kuhberg mit einer Gesamtfläche von 1200 m². An die adk-Ulm angeschlossen findet man das Akademietheater Ulm (s. o.), die Kammeroper Ulm (ein Musiktheaterensemble aus Dozenten der adk-ulm und Gästen), sowie ein Figurentheater. das FiThea. Alle Einrichtungen haben einen regelmäßigen Spielplan.
Zum Universitätsklinikum gehört die Akademie für Gesundheitsberufe. Diese hat sich auf die Aus- und Weiterbildung von therapeutischen, pflegerischen und technisch-medizinischen Berufen spezialisiert. Sie wurde vor über 35 Jahren gegründet und hat ihren Sitz im Kloster Wiblingen. Die neun Berufsfachschulen der Akademie haben über 700 Ausbildungsplätze.

#### Allgemeinbildende Schulen
Ulm unterhält
- 21 Grundschulen,
- fünf Grund- und Werkrealschulen,
- acht (Werk-)Realschulen,
- sieben allgemeinbildende Gymnasien
  - Humboldt-Gymnasium (die älteste Schule Ulms),
  - Kepler-Gymnasium (früher „Kepler-Oberschule für Jungen“[138])
  - Schubart-Gymnasium,
  - St. Hildegard-Gymnasium (Katholische Freie Mädchenschule),
  - Anna-Essinger-Gymnasium,
  - Albert-Einstein-Gymnasium (eins von vier im Land mit Hochbegabtenzug) und
  - Hans und Sophie Scholl-Gymnasium (1819 als „Institut für confirmierte Töchter“, spätestens ab 1860 „Höhere Töchterschule“, nach 1914 „Mädchenrealschule“, ab 1930 „Mädchenoberrealschule“, ab 1938 „Oberrealschule für Mädchen“, ab 1953 „Mädchengymnasium Ulm“, ab 1972 „Hans und Sophie Scholl-Gymnasium“ genannt[139])
- vier Fachgymnasien:
  - Technisches Gymnasium der Robert-Bosch-Schule,
  - kaufmännisches Gymnasium der Friedrich-List-Schule,
  - berufliches Gymnasium der Valckenburgschule,
  - Technisches Gymnasium der Ferdinand-von-Steinbeis-Schule
- sowie 12 Sonderpädagogische Bildungs- und Beratungszentren.
- Des Weiteren bestehen 6 Berufsschulen (darunter eine zusätzliche Sonderberufsschule),
- 21 Berufsfachschulen,
- 1 freie evangelische Grundschule,
- 1 Abendgymnasium mit Abendrealschule,
- 5 Fachschulen,
- 13 Berufskollegs,
- 2 Waldorfschulen
- und weitere private allgemein- und berufsbildende Schulen.

Insgesamt gibt es in Ulm ca. 70 allgemein- und berufsbildende Schulen (z. T. mit mehreren Schulzweigen). Mit der Elly-Heuss-Realschule hat die Stadt Ulm landesweit die einzige Realschule mit reinem Kunstprofil.
Mehrere dieser Schulen gehören zum Bildungszentrum Kuhberg.

#### Jugend- und Erwachsenenbildung
In Ulm findet sich ein breites außerschulisches Bildungsangebot. Größter Anbieter ist die Ulmer Volkshochschule (vh), die in über 3000 Kursen, Vorträgen und anderen Veranstaltungen jährlich mehr als 20.000 Menschen weiterbildet. Die vh bietet auch spezielle Angebote für Zielgruppen – z. B. in der Frauenakademie oder ihrer Kulturwerkstatt und Jugendkunstschule kontiki.
Darüber hinaus bieten neben privaten Anbietern und der IHK auch konfessionelle Weiterbildungsinstitutionen wie das Haus der Begegnung, das Evangelische Kreisbildungswerk, die Familien-Bildungsstätte (ev.), das Katholische Bildungswerk und das Kolping Bildungswerk (kath.) eine Vielzahl an Bildungsangeboten. Einen besonderen Schwerpunkt auf die Seniorenbildung legt das Zentrum für Allgemeine Wissenschaftliche Weiterbildung (ZAWiW). Die Musikschule der Stadt Ulm und der Stadtjugendring Ulm bieten ein breites Spektrum an Bildungsangeboten für junge Leute.

#### Bibliotheken

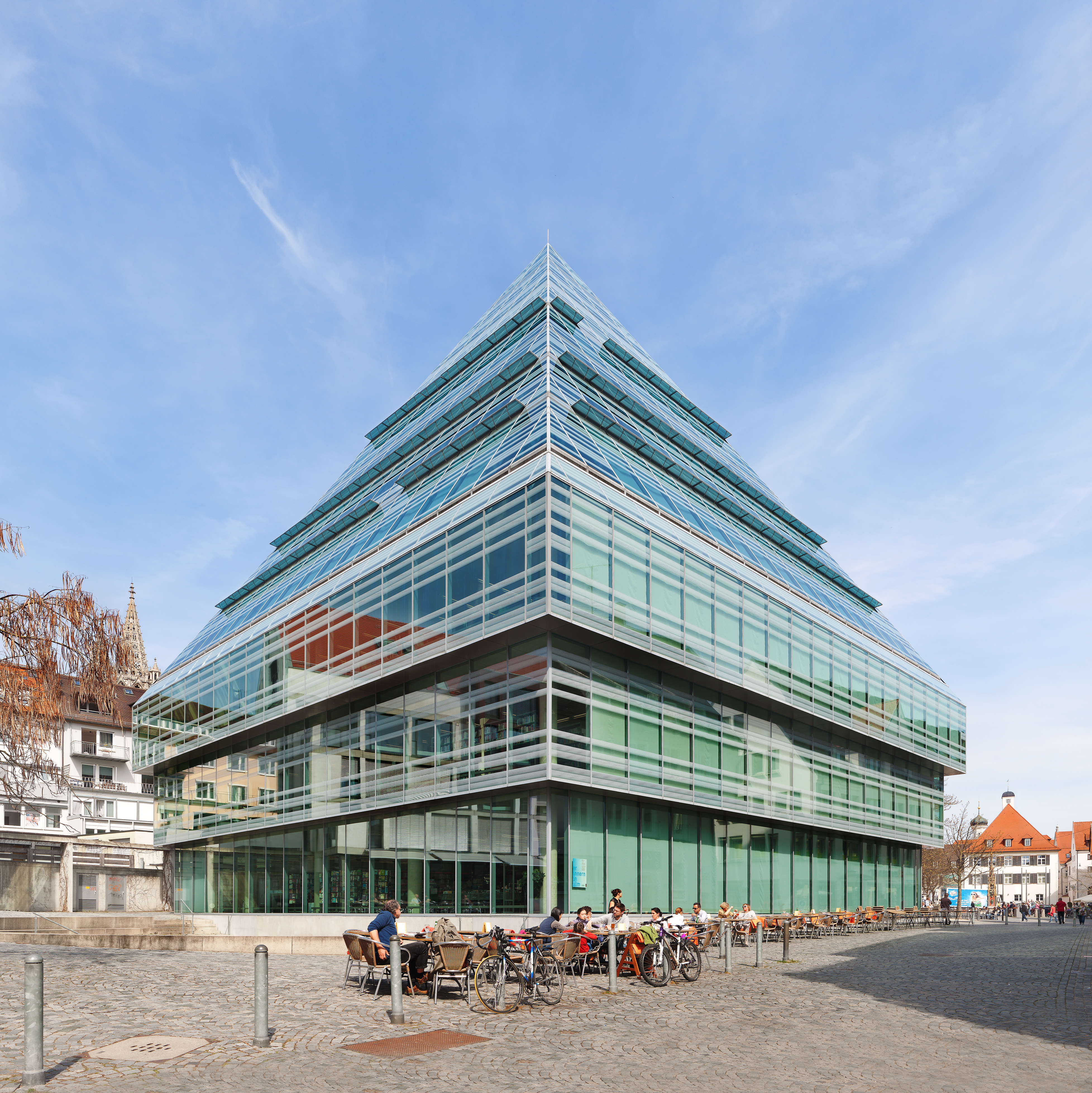
Neue Zentralbibliothek (Glaspyramide)

Die Stadtbibliothek Ulm gehört mit einem Bestand von über 560.000 Medien (2009) zu den größten öffentlichen Bibliotheken in Deutschland. Die Universitätsbibliothek Ulm verfügt als wissenschaftliche Bibliothek über mehr als 910.000 Bücher, die Bibliothek der Hochschule Ulm über mehr als 50.000.

#### Wissenschaftsstadt
Als Reaktion auf die wirtschaftliche Strukturkrise Anfang der 1980er Jahre, die neben vielen klassischen Industriestandorten auch Ulm betraf, wurde 1987 unter wesentlicher Beteiligung des damaligen baden-württembergischen Ministerpräsidenten Lothar Späth das Konzept der Wissenschaftsstadt entwickelt. Eine der Leitideen des Konzeptes ist es, Hochschul- und Industrieforschung besser zu verzahnen und damit neue Arbeitsplätze zu schaffen. Kernstück der auf dem Oberen Eselsberg nahe dem Universitätscampus angesiedelten Wissenschaftsstadt (Science Park) sind die An-Institute, die in enger Zusammenarbeit mit Universität, Universitätsklinikum, Hochschulen und der Industrie anwendungsorientierte Forschung betreiben. Das erste derartige Institut wurde 1985 gegründet: das ILM – Institut für Lasertechnologien in der Medizin. Des Weiteren haben sich auch Forschungszentren großer internationaler Konzerne (z. B. Daimler, Nokia, Siemens) angesiedelt. Nachdem bereits in den 1990er Jahren aufgrund der hohen Nachfrage das Gebiet der Wissenschaftsstadt ausgeweitet werden musste (Science Park II), plant die Stadt ab Ende der 2010er Jahre eine erneute Erweiterung (Science Park III).

##### Ansässige Institute
- IDT – Institut für Diabetestechnologie
- IKT – Institut für Klinische Transfusionsmedizin und Immungenetik
- IMM – Institut für Medienforschung und Medienentwicklung
- HIU – Helmholtz-Institut Ulm
- ILM – Institut für Lasertechnologien in der Medizin und Messtechnik
- ZSW – Zentrum für Sonnenenergie- und Wasserstoff-Forschung
- IQST – Zentrum für Integrierte Quantenwissenschaften und -technologien (Hauptstandort des ersten deutschen Quantencomputers)
- DASU – Transferzentrum Digitalisierung, Analytics und Data Science
- IFA – Institut für Finanz- und Aktuarwissenschaften / Institut für Versicherungswissenschaften
- Institut für Quantentechnologien (Deutsches Zentrum für Luft- und Raumfahrt)[141]

## Telefonvorwahlen
Der Hauptteil der Stadt hat die Vorwahlnummer 0731. Ausnahmen sind
- Ermingen mit der Nummer 07304,
- Eggingen, Einsingen, Donaustetten und Gögglingen mit der Nummer 07305 und
- Unterweiler mit der Nummer 07346.

## Persönlichkeiten
Neben einer Anzahl von Persönlichkeiten, denen die Stadt Ulm das Ehrenbürgerrecht verliehen hat, wurden zahlreiche Persönlichkeiten in Ulm geboren, verbrachten einen Teil ihres Lebens in der Stadt oder verstarben hier. Auf Grund der hohen Anzahl dieser Persönlichkeiten wurde ein eigener Artikel angelegt.

## Zitate
„In Ulm, um Ulm und um Ulm herum.“

„Ulmer Geld regiert die Welt.“

„Die Stadt der Geburt hängt dem Leben als etwas ebenso Einzigartiges an wie die Herkunft von der leiblichen Mutter. Auch der Geburtsstadt verdanken wir einen Teil unseres Wesens. So gedenke ich Ulm in Dankbarkeit, da es edle künstlerische Tradition mit schlichter und gesunder Wesensart verbindet.“

„Hätt’ ich Venedigs Macht und Augsburgs Pracht, Nürnberger Witz und Straßburger G’schütz und Ulmer Geld, so wär ich der Reichste in der Welt.“